# Konzeptfahrzeuge von Volkswagen
Es gibt mehrere Konzeptfahrzeuge und Studien, die vom Automobilhersteller Volkswagen AG unter der Marke Volkswagen vorgestellt wurden.

## Konzeptautos mit existierenden Seriennachfolgern

### 1994: VW concept 1 → New Beetle
Der Concept 1 ist eine 1994 vorgestellte Studie, deren Design den VW Käfer nachahmte. Aufgrund einer überaus positiven Resonanz und zahlreichen Anfragen wurde der Concept 1 zum VW New Beetle weiterentwickelt und ab 1998 vermarktet.

### 1999: VW concept D → Phaeton

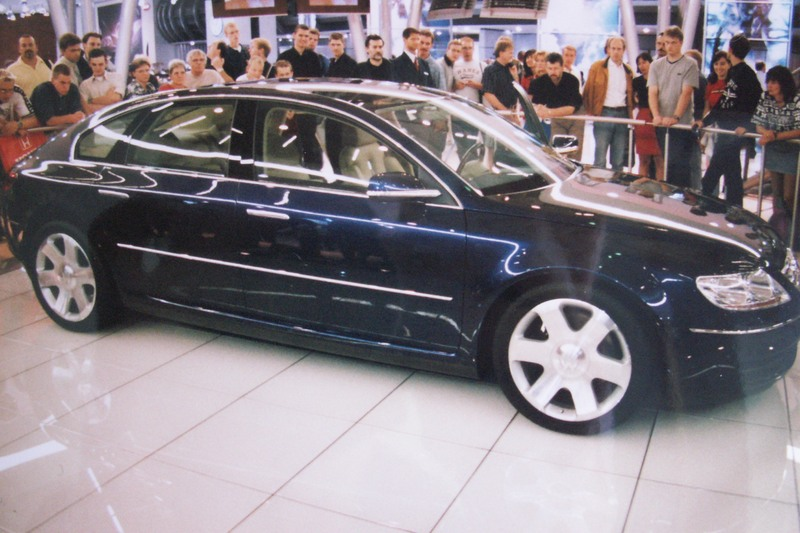
Concept D

Er wurde erstmals auf der IAA 1999 in Frankfurt am Main vorgestellt. Aus diesem Konzept wurde später der VW Phaeton.

### 2000: VW AAC → Touareg
Der AAC (Advanced Activity Concept) ist eine Studie eines luxuriösen Pick-ups, der 2000 auf der Detroit Motor Show präsentiert wurde. Nicht als Pick-up, sondern als normaler SUV wurde daraufhin der VW Touareg beschlossen. Die Studie besitzt einen 313 PS starken V10 TDI-Motor mit Allrad-Antrieb.

### 2002: VW 1L – das Ein-Liter-Auto → XL1

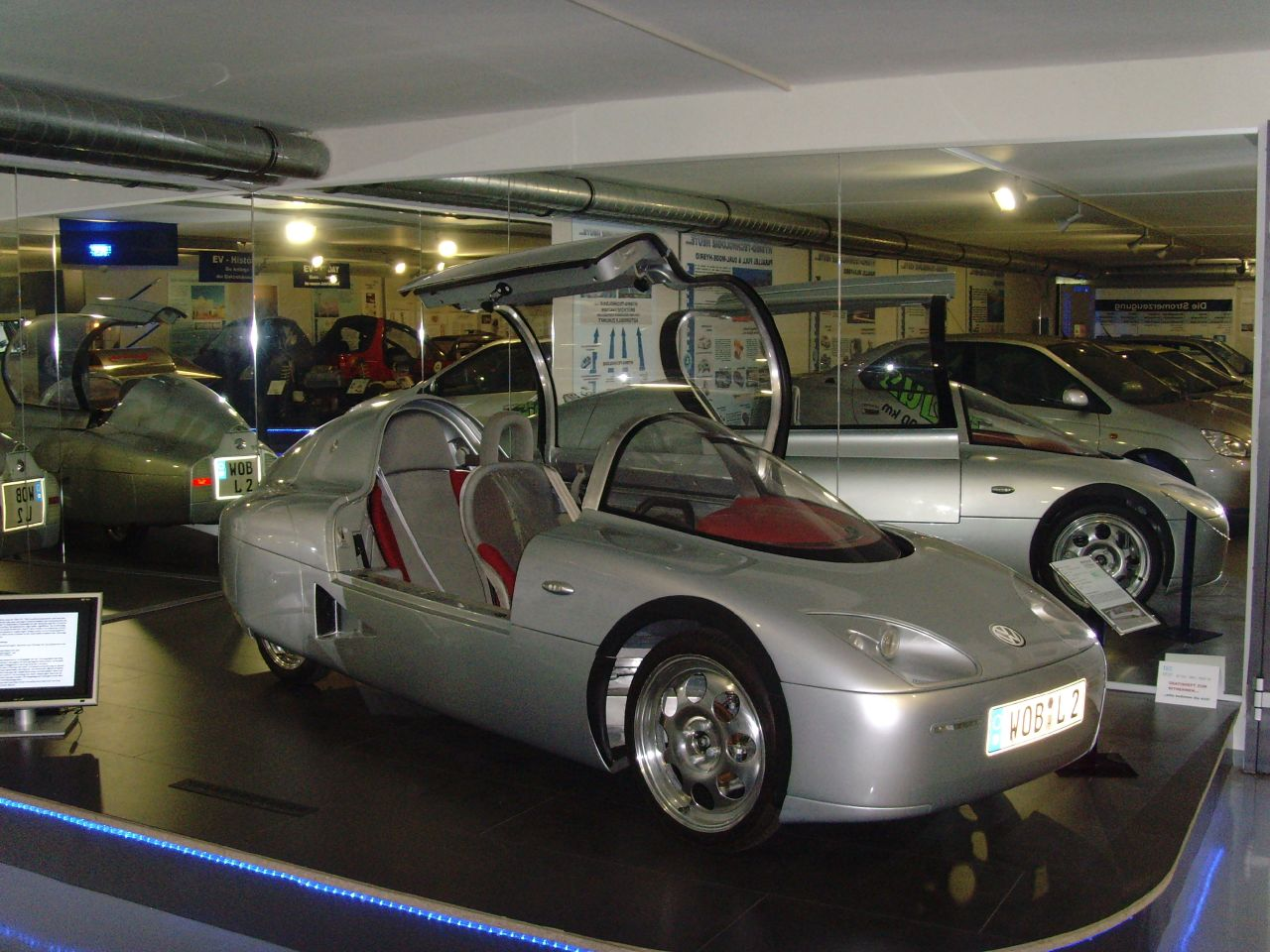
1L

Das Ein-Liter-Auto ist eine Studie von Volkswagen für ein Niedrigenergiefahrzeug, das im Jahr 2002 in einer publikumswirksamen Probefahrt nur 0,89 Liter auf 100 km verbrauchte. 2009 folgte eine weitere Studie VW L1 und 2011 eine Vorserie als XL1. Die darauf basierende Kleinserie des VW XL1 wurde 2014 bis 2016 gebaut.

### 2006: VW concept C → Eos

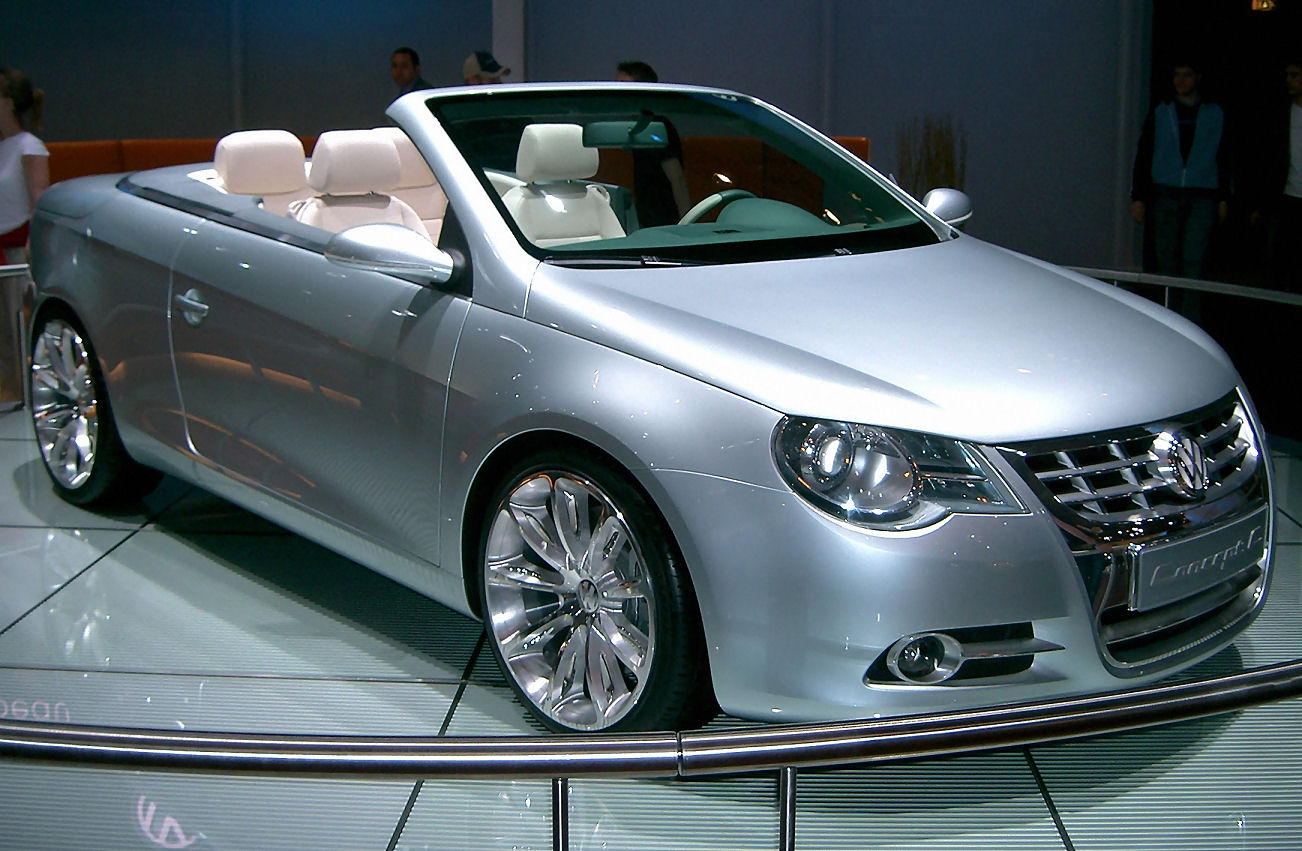
Concept C

Das Konzept C ist ein mittelgroßes Cabriolet, das ebenfalls 2006 auf der Genfer Auto-Salon in seriennaher Form präsentiert wurde. Auf dieser Studie basiert der VW Eos, der Nachfolger der Golf-Cabrios. Der Eos ist zwischen Golf und Passat angesiedelt. Angetrieben wird die Studie von einem 110 kW / 150 PS starken FSI-Motor. Das Fahrzeug ist 4,41 Meter lang, 1,80 Meter breit und 1,43 Meter hoch.

### 2006: VW concept A → Marrakesh → Tiguan

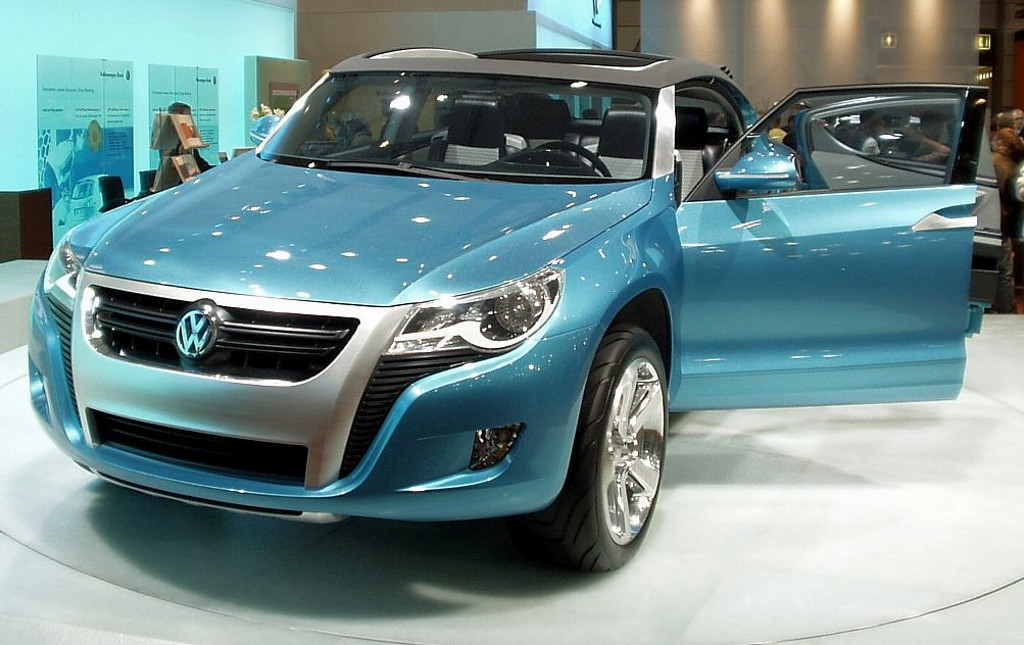
Concept A

Auf dem Genfer Auto-Salon 2006 als VW concept A vorgestellt, kam das Kompakt-SUV auf Basis des VW Golf im Herbst 2007 auf den Markt. Als Name kursierte zuerst Marrakesh. Über den Namen des Fahrzeugs stimmten im Juli 2006 die Leser der Zeitschrift Auto Bild ab. Als Favorit setzte sich der Name Tiguan gegen Nanuk, Namib, Rockton und Samun durch. Die Premiere des Serienfahrzeugs fand bei der Internationalen Automobil-Ausstellung 2007 in Frankfurt am Main statt. Das Fahrzeug ist eine Kreuzung zwischen einem Coupé und einem Crossover-SUV. Er wird von einem I4 Twin-Charger (TSI) Motor angetrieben, der insgesamt rund 150 PS leistet.

### 2006: VW Iroc → Scirocco III

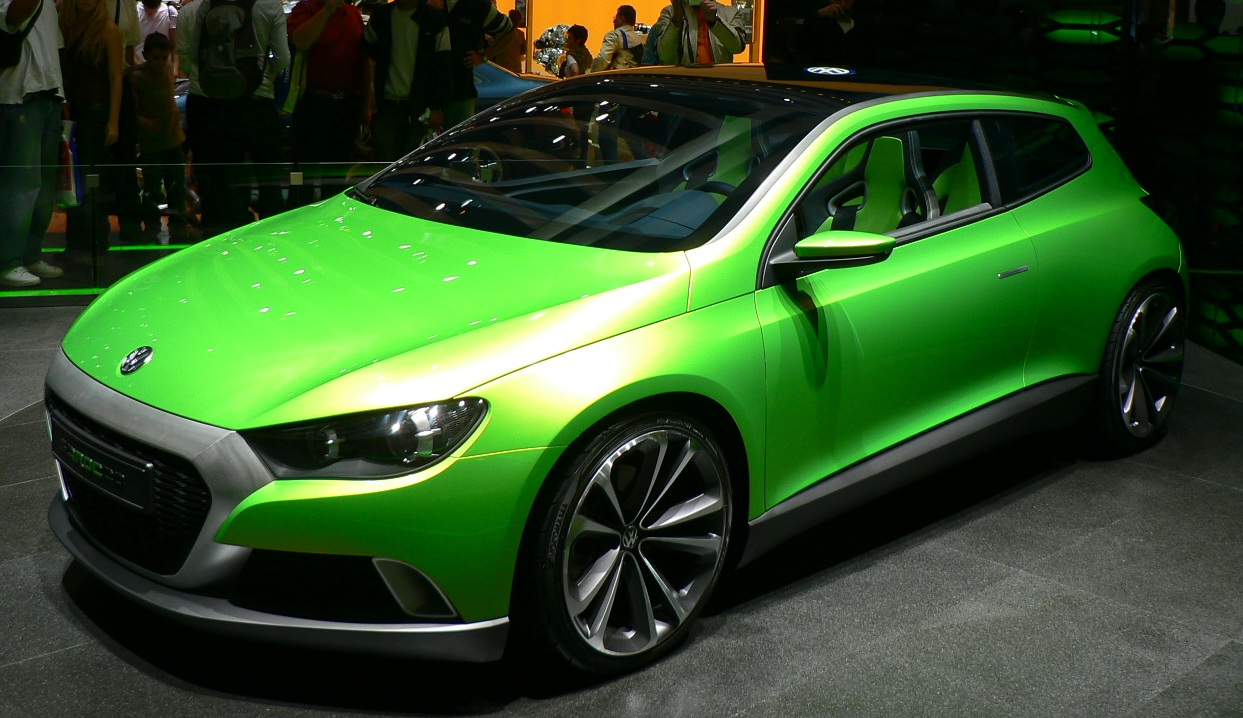
Iroc

Vorgestellt wurde die Studie 2006 auf der Pariser Mondial de l’Automobile;
2008 erschien erneut ein Sportcoupé auf Basis der Golf-Technik mit dem Namen VW Scirocco auf dem Markt.

### 2007: VW up!

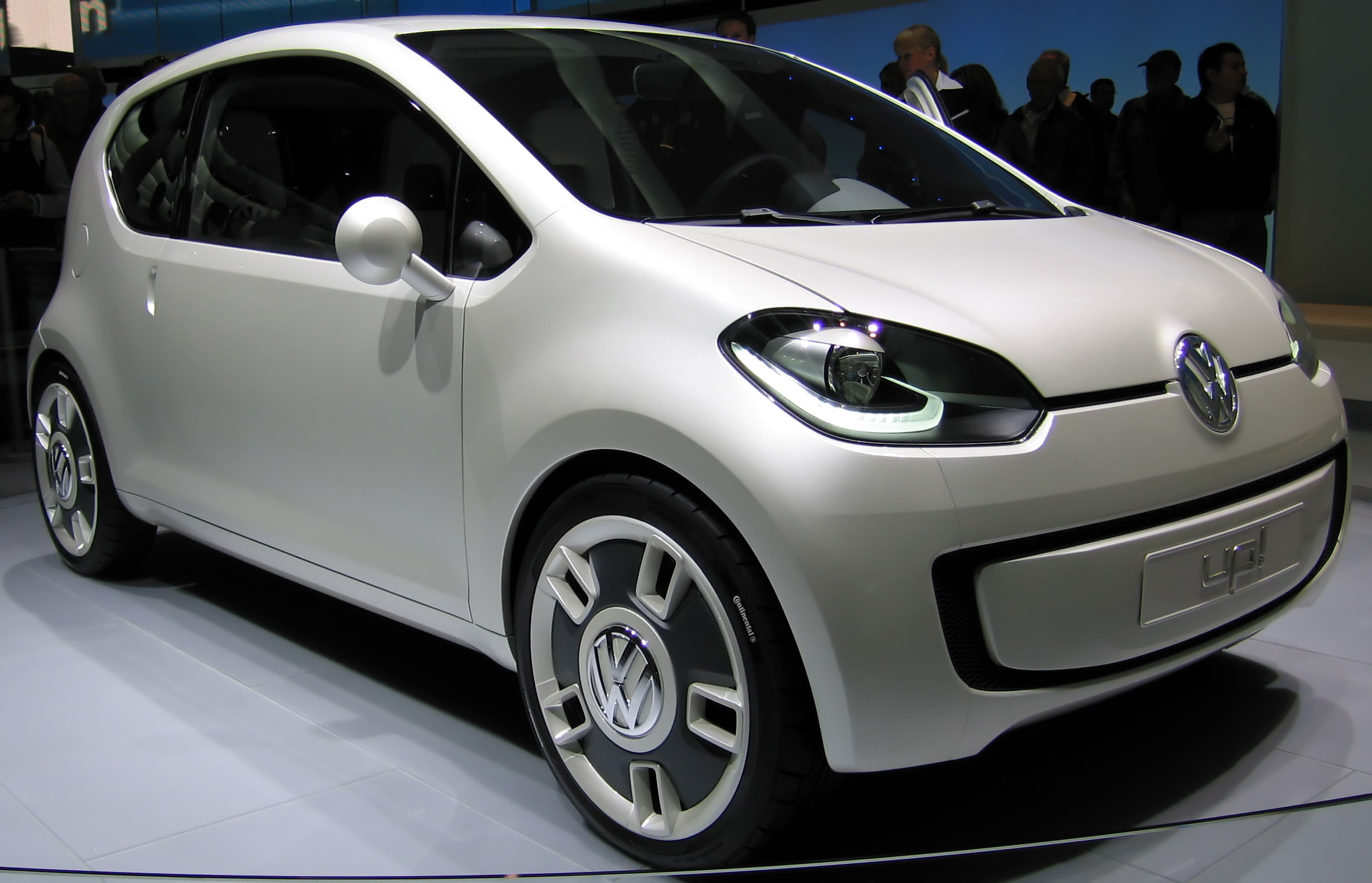
VW UP! auf der IAA 2007

Das Konzept für den viersitzigen Kleinstwagen VW up! wurde auf der Internationalen Automobil-Ausstellung 2007 in Frankfurt am Main vorgestellt. Der Motor befand sich im Heck, wodurch auf einen Kühlergrill in der Front verzichtet werden konnte, was Parallelen zum VW Käfer erkennen ließ. Zentrales Element des Cockpits war ein Touchscreen mit Näherungssensorik, über den Navigationssystem, Radio, Klimaanlage und Bordrechner bedient werden, wodurch auf eine Vielzahl an Schaltern verzichtet werden konnte.
2011 wurde die Produktion unter seinem Konzeptnamen VW up! aufgenommen.

### 2008: VW RPU (Robust PickUp) → Amarok

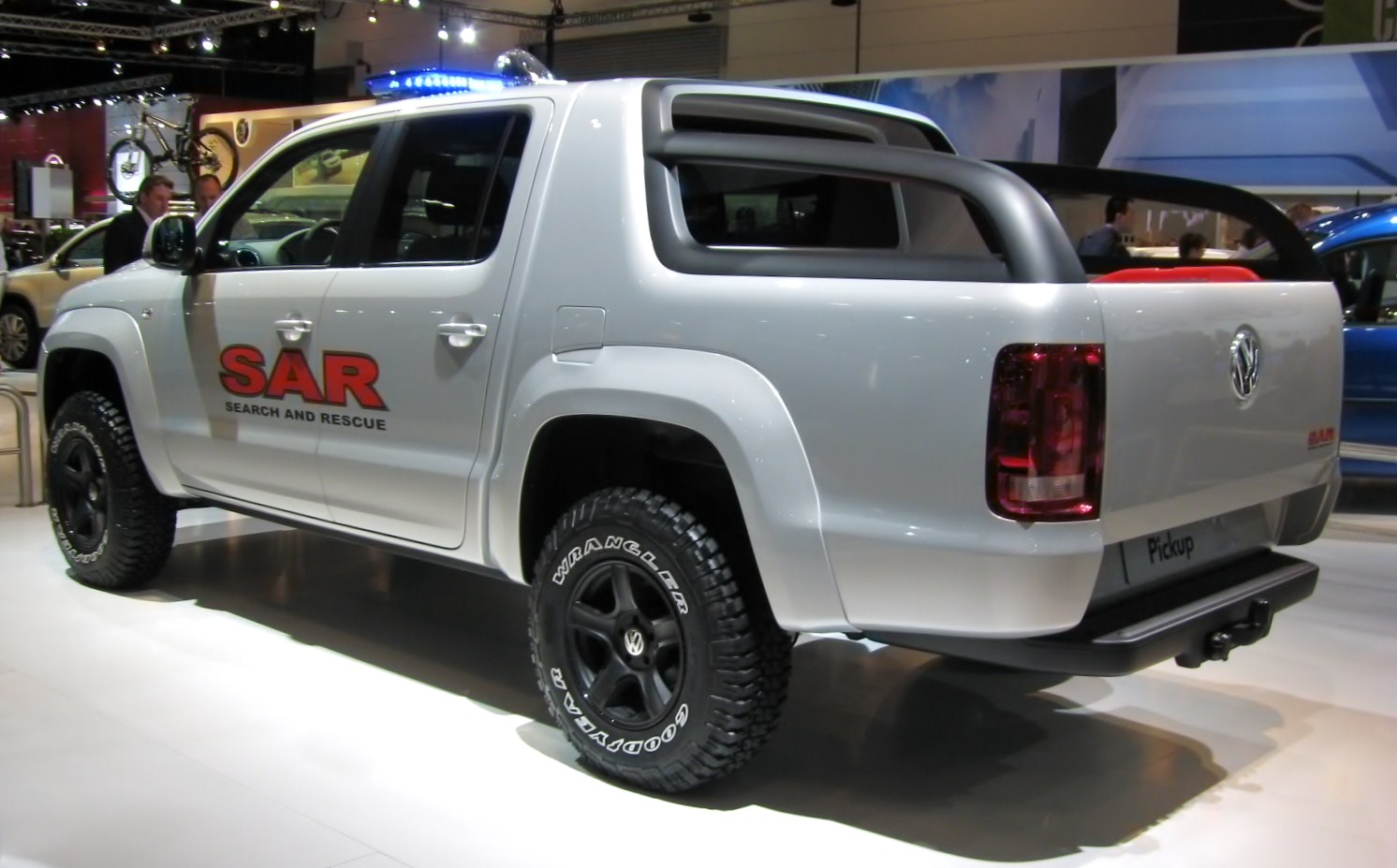
Studie des VW Robust Pickup

Der VW RPU wurde als Robust Pickup auf der Nutzfahrzeug IAA 2008 in Hannover vorgestellt. Der Verkauf startet als VW Amarok im Dezember 2009 zunächst nur in Südamerika, Herbst 2010 auch in Europa.

### 2008: VW Scirocco Studie R
Der VW Scirocco Studie R verfügt über einen 2-Liter-TSI-Motor mit 270 PS. Seit 2009 wird der Scirocco R in Serie gebaut.

### 2008: VW Touareg „North Sails“
Der VW Touareg „North Sails“ zeichnet sich durch eine besondere Innenausstattung und diverse Logos und Schriftzüge des gleichnamigen Segelherstellers aus. Der Touareg „North Sails“ wurde in Serie gefertigt und war das letzte Sondermodell des Touareg I. Die Studie wurde 2008 auf der Travemünder Woche vorgestellt.

### 2009: VW L1 – das Ein-Liter-Auto → XL1
Der L1 ist eine Weiterentwicklung des 1L aus dem Jahr 2002. 2011 gab es eine Vorserie als XL1. Die darauf basierende Kleinserie des VW XL1 wurde 2014 bis 2016 gebaut.

### 2009: VW Polo BlueMotion
Neben dem fünftürigen Serienmodell des Polo V wurde auf dem Genfer Auto-Salon im März 2009 auch das Konzeptfahrzeug Polo concept BlueMotion präsentiert. Die Serienversion des Polo V BlueMotion wurde im September 2009 auf der IAA in Frankfurt am Main vorgestellt und kann seit dem 14. Dezember 2009 bestellt werden.

### 2009: VW e-up!
Der e-up! ist ein rein elektrisch angetriebenes Stadtauto.

### 2011: VW XL1 – das Ein-Liter-Auto → XL1

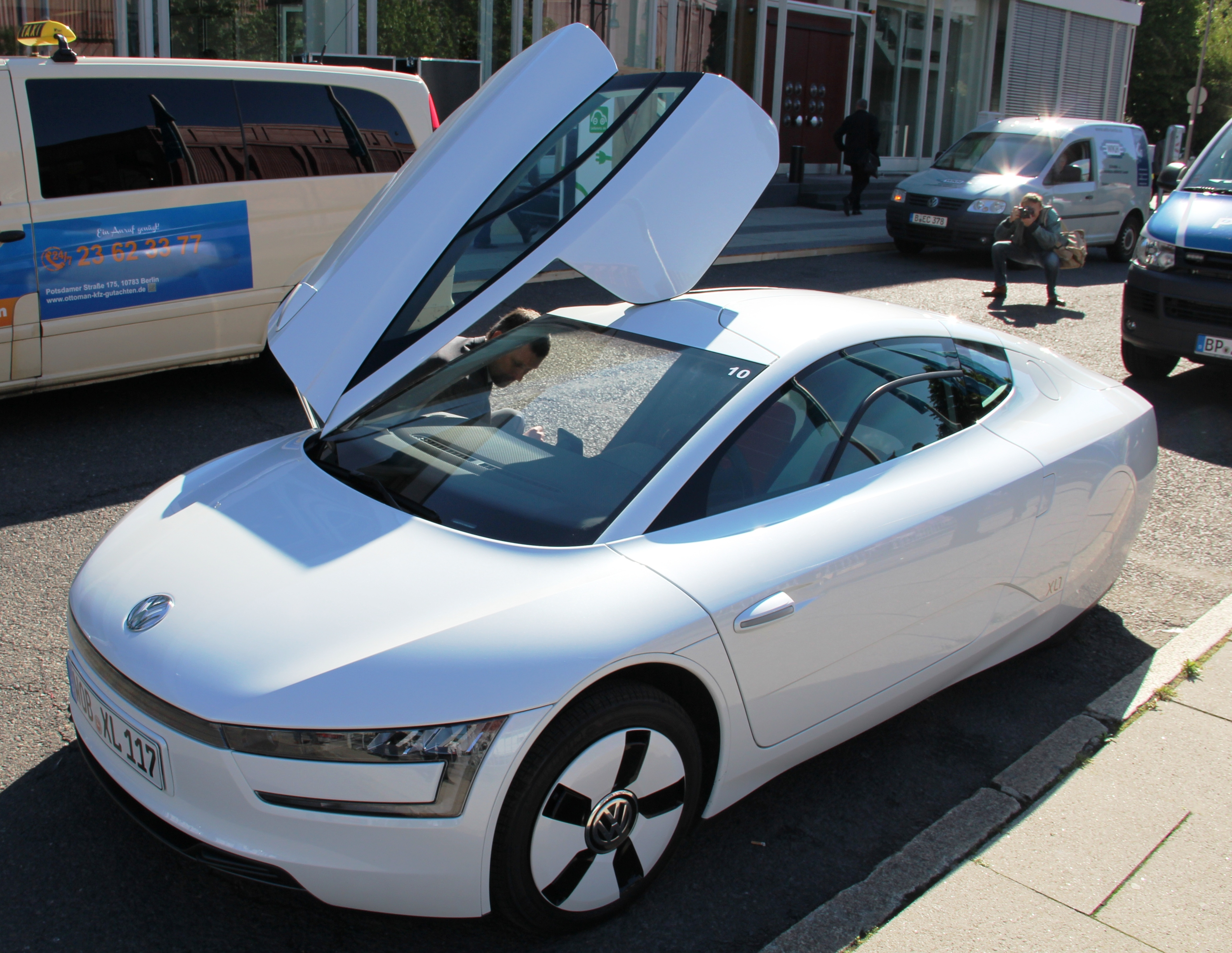
Volkswagen XL1

Der XL1 ist eine Weiterentwicklung des L1 aus dem Jahr 2009 und ist als Vorserie zu betrachten. Die Kleinserie des VW XL1 wurde 2014 bis 2016 gebaut.

### 2011: VW Cross Up

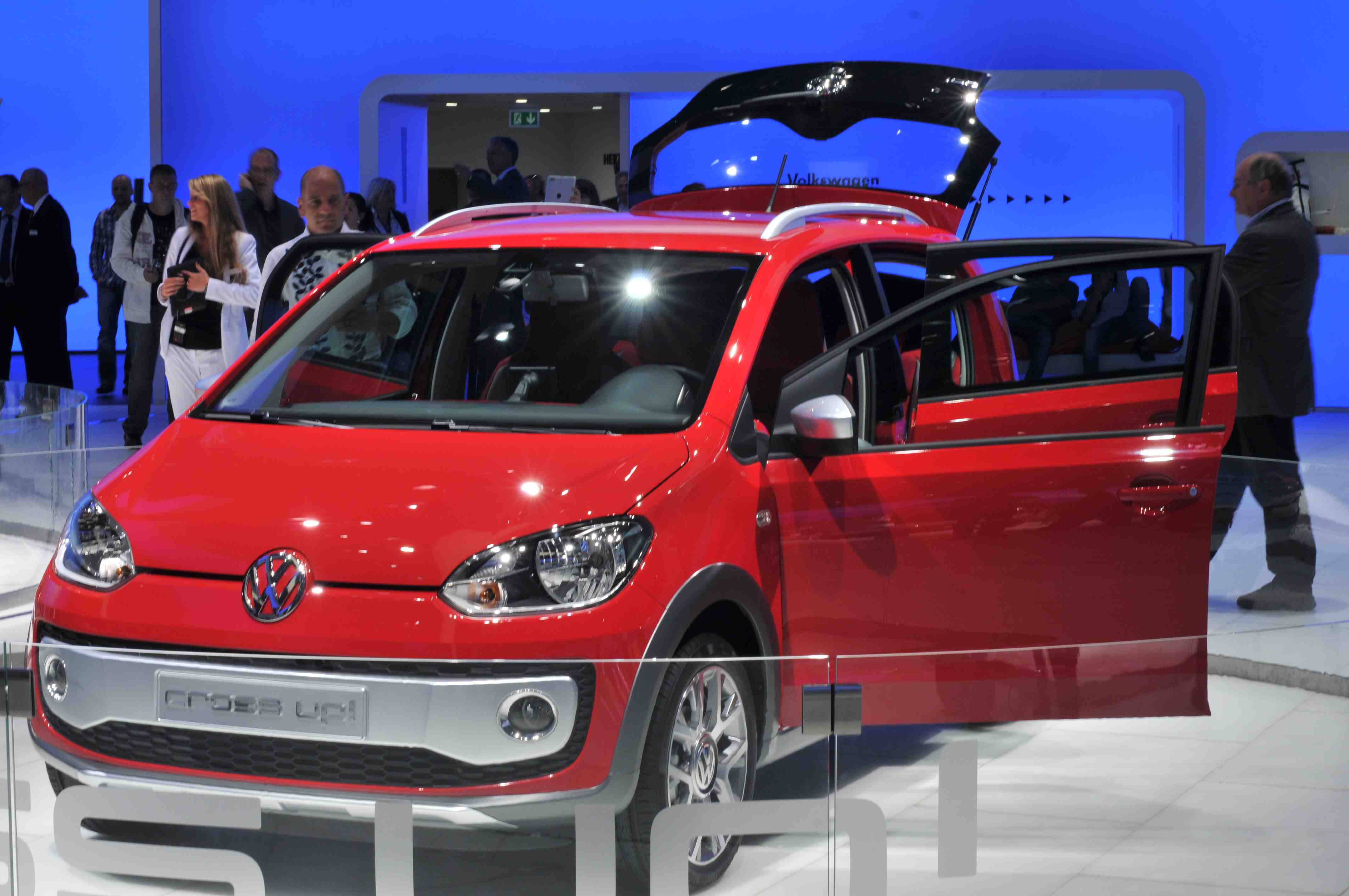
Cross Up

Der Cross Up ist ein Kleinstwagen in Offroad-Optik. Er ist einige Millimeter höhergelegt als der normale Up. Er war eine von sechs Studien des VW Up auf der IAA 2011.

### 2011: VW eco Up
Der eco Up ist ein Kleinstwagen mit Erdgasantrieb. Er war eine von sechs Studien des VW Up auf der IAA 2011.

### 2013: VW CrossBlue → Atlas
Der CrossBlue ist ein SUV. Er ist ein Diesel Plug-in-Hybrid mit elektrischer Kardanwelle mit 2,1 l Verbrauch auf 100 km. Er gab gemeinsam mit dem 2015 vorgestellten VW Cross Coupé GTE einen Ausblick auf den VW Atlas. Er wurde auf der Detroit Auto Show 2013 vorgestellt.

### 2014: VW T-Roc
Der T-Roc ist ein kompakter SUV mit einer Länge von 4,18 Metern. Er wurde auf dem Genfer Auto-Salon 2014 vorgestellt.

### 2015: VW Cross Coupé GTE → Atlas
Der Cross Coupé GTE ist ein SUV. Er gab gemeinsam mit dem 2013 vorgestellten VW Crossblue einen Ausblick auf den VW Atlas. Er wurde auf der Detroit Auto Show 2015 vorgestellt.

### 2015: VW Sport Coupé Concept GTE → Arteon
Der VW Sport Coupé Concept GTE war ein Hybrid-Coupé. Er wurde auf dem Genfer Auto-Salon 2015 vorgestellt. Er gab einen Ausblick auf den VW Arteon.

### 2015: VW C Coupé GTE → Phideon
Der VW C Coupé GTE war Hybrid-Coupé. Er wurde auf der Shanghai Autoshow 2015 vorgestellt und gab einen Ausblick auf den nur in China erhältlichen VW Phideon.

### 2016: VW T-Prime Concept GTE → Touareg III
Der T-Prime Concept GTE ist ein SUV mit einer Länge von 5,07 Metern. Die Hybridstudie wurde 2016 auf der Auto China vorgestellt und gibt einen Ausblick auf dem Touareg III.

### 2016: VW T-Cross Breeze → T-Cross/T-Roc Cabrio

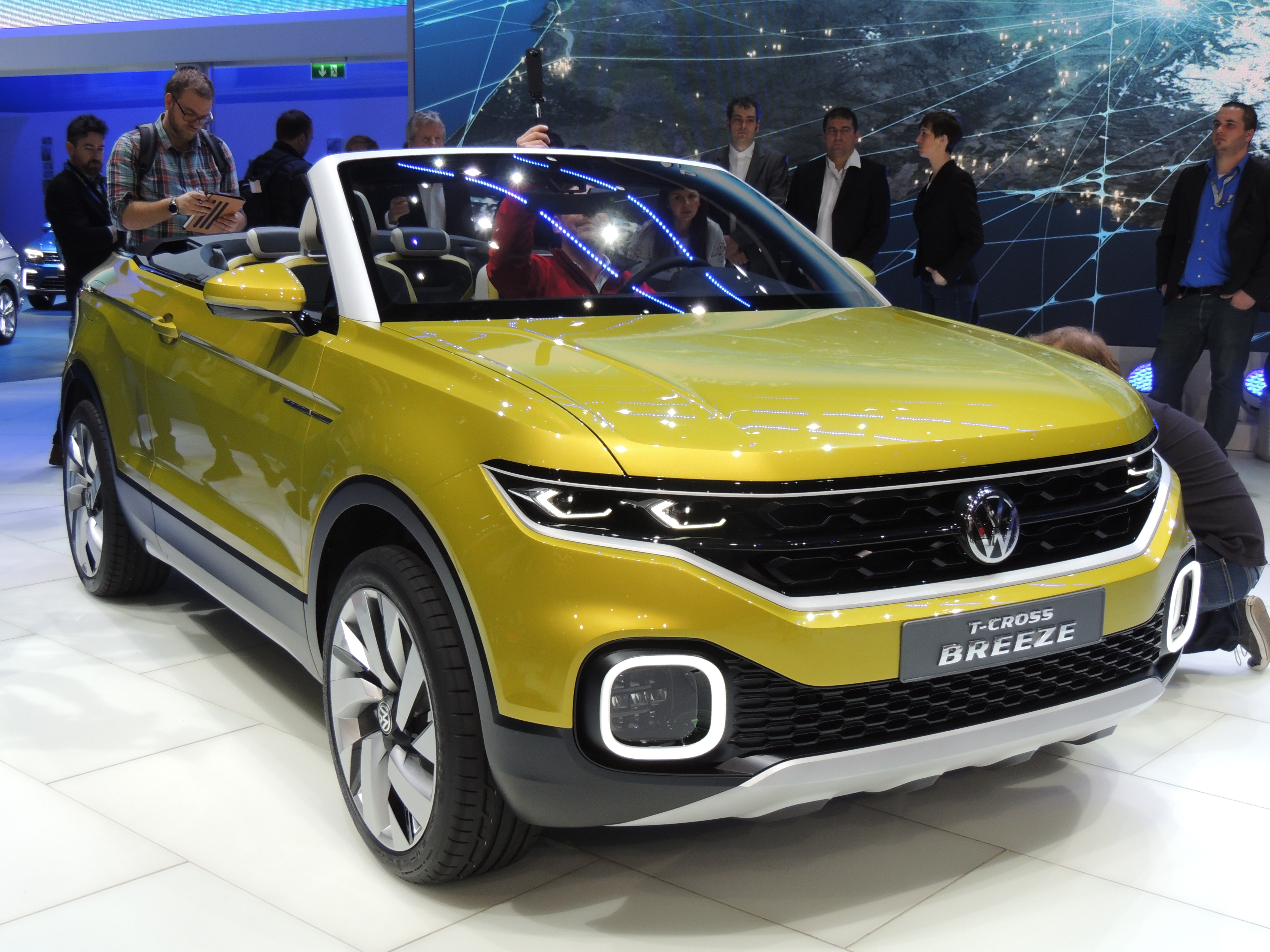
T-Cross Breeze

Der T-Cross Breeze ist ein kleines Cabrio-SUV auf Basis des T-Roc mit einer Länge von 4,13 Metern. Er wurde 2016 auf dem Genfer Auto-Salon vorgestellt.

## Konzeptautos mit möglichen oder geplanten Seriennachfolgern

### 2016: VW Budd-E

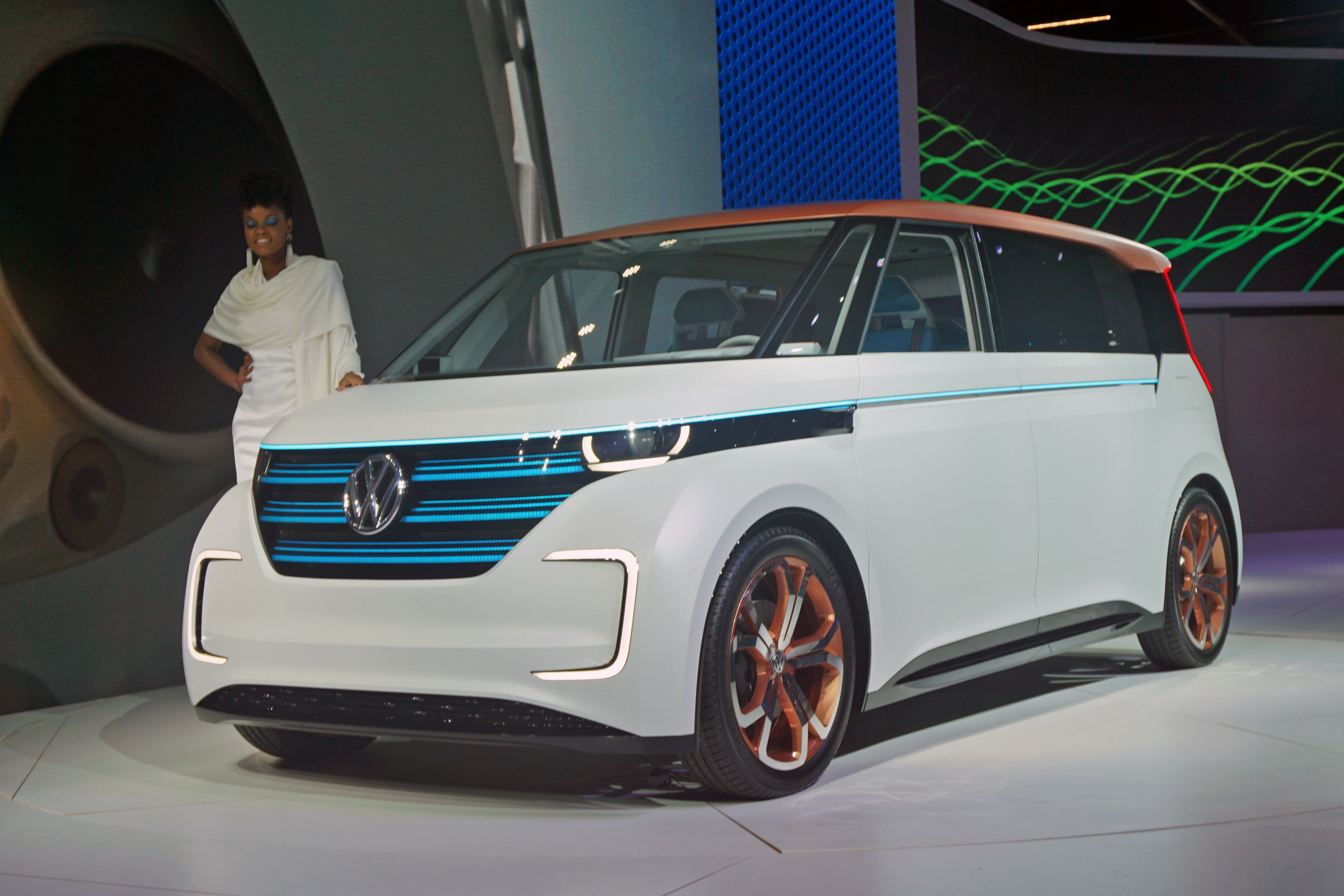
Budd-E

Der Budd-E ist ein Minivan mit Elektroantrieb und einer Reichweite von 533 km. Die Studie ist das erste Auto auf Basis des Modularen E-Antriebs-Baukastens (MEB). Darüber hinaus bewegt sich die Studie im Internet der Dinge. So soll zum Beispiel das Auto mit dem Zuhause vernetzt sein. Wer in den Budd-E einsteigt, soll persönlich von einem Avatar begrüßt werden. Über dem Sitz gibt es außerdem eine individuelle Ambiente-Beleuchtung. Die Studie soll die Alltagssprache der Passagiere verstehen und verfügt über eine Stimmerkennung. Außerdem sollen Paketdienste mit Hilfe eines digitalen Schlüssels Pakete in ein speziell dafür vorgesehenes Fach abladen. Das Fahrzeug besitzt eine Länge von 4,60 Metern. Er wurde 2016 auf der CES vorgestellt.

### ID.-Familie

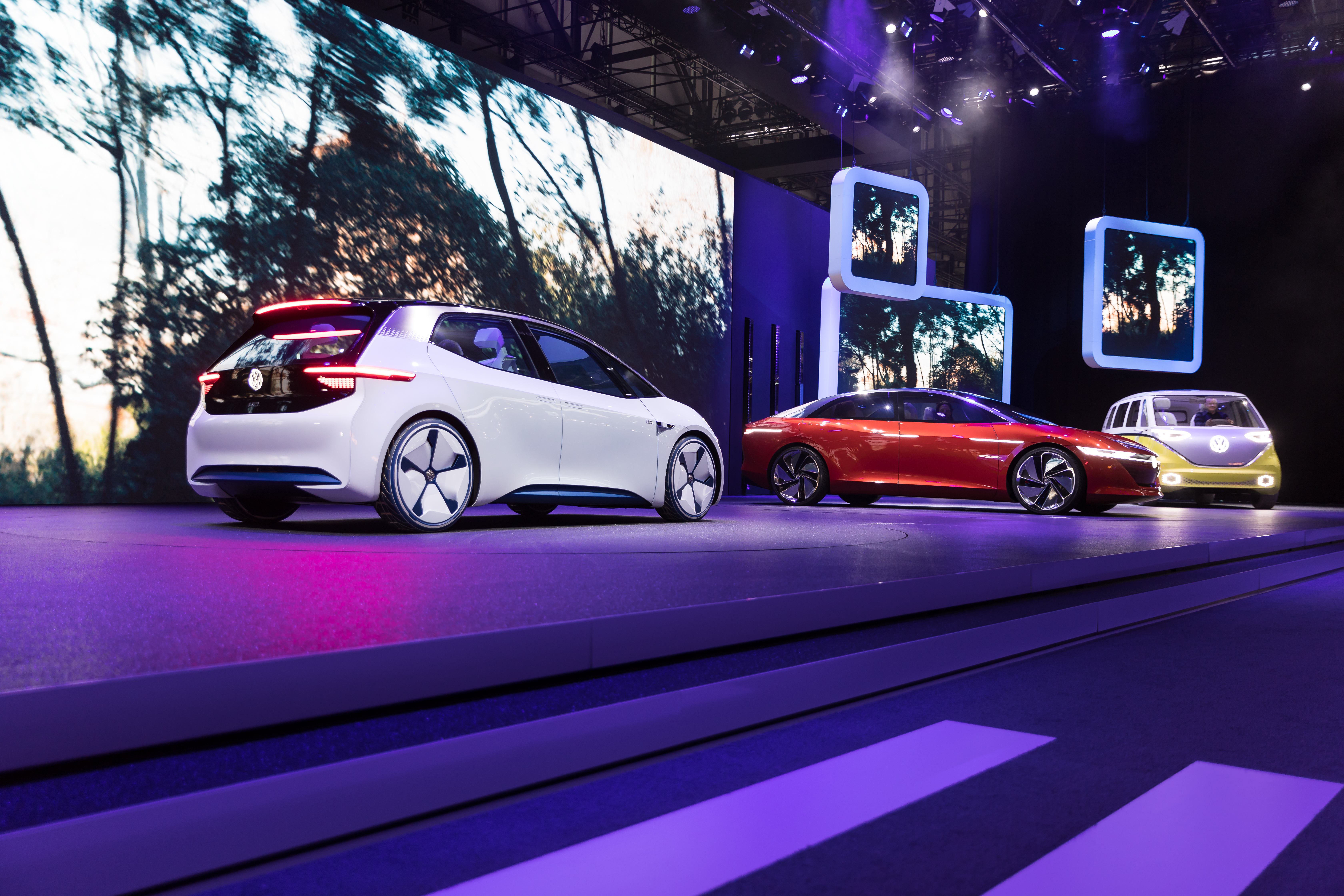
I.D., I.D. Vizzion und I.D. Buzz (v. l. n. r.)

Die I.D.-Familie (Schreibweise wurde später in ID. geändert) wurde 2016 begonnen und soll die Marke neu definieren und einen Ausblick auf eine zukünftige vollelektrische und autonom fahrende Modellpalette der Marke bieten. Die Serie besteht bislang aus vier Studien verschiedener Klassen. Allen gemein ist eine Reduzierung der Bedienelemente im Innenraum und eine neue Designsprache mit scharfen Kanten und ohne Kühlergrill.
VW gab 2019 bekannt, dass das Kürzel ID auf Deutsch für Intelligentes Design steht.

#### 2016: VW ID. → ID.3

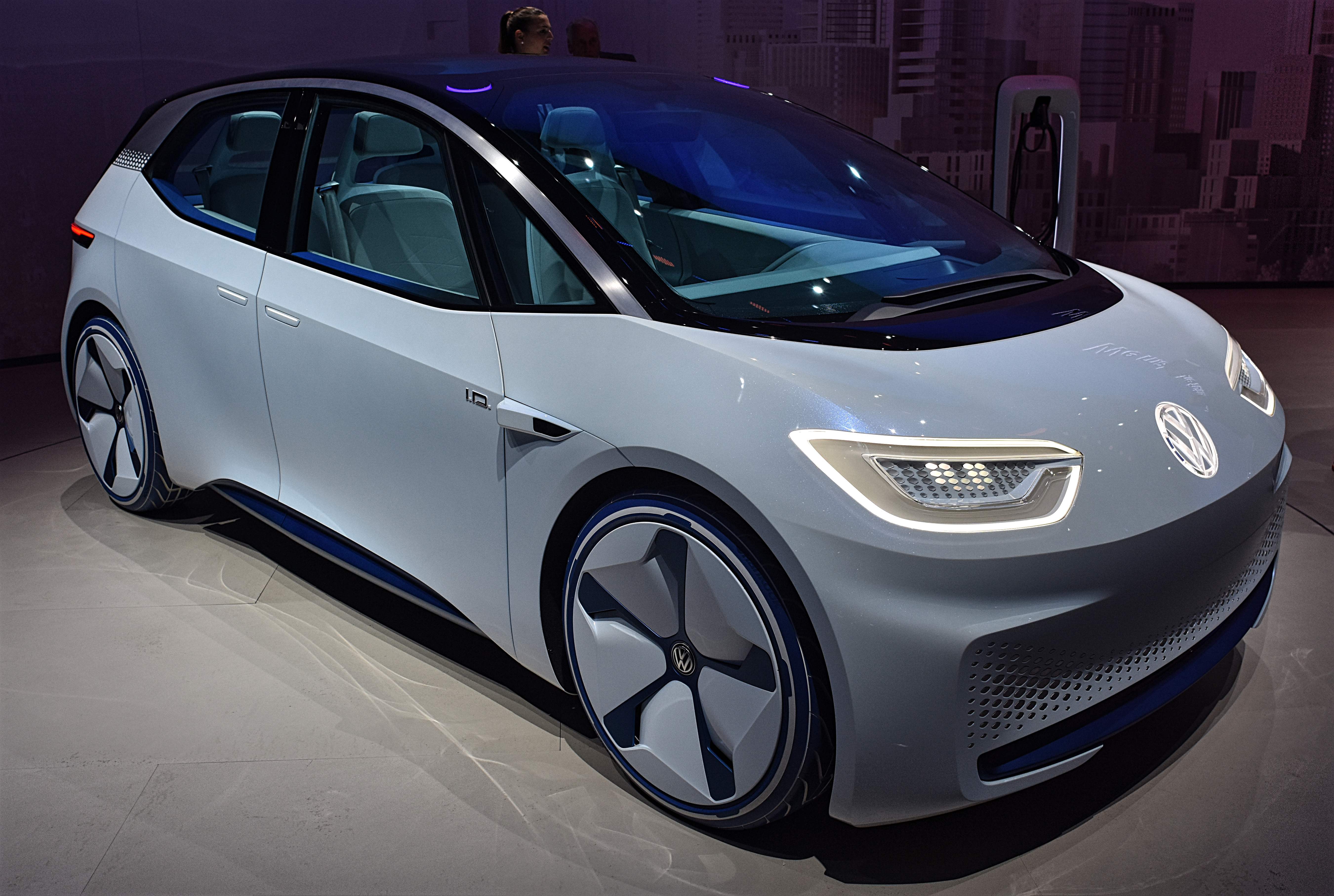
ID. (IAA, Sept. 2017)

2016 stellte VW auf dem Pariser Autosalon den VW ID. vor, ein Elektroauto mit einer Reichweite von bis zu 600 km. Angetrieben wird das Fahrzeug von einem 140-kW-Heckmotor. Das Fahrzeug hat eine Länge von 4,10 Metern und basiert auf dem Modularen E-Antriebs-Baukasten (MEB).
Die Serienversion des ID. heißt ID.3 (Der Planungsname war NEO.) und kam im September 2020 auf den Markt. Die Prebooking-Phase für den Kauf einer limitierten Starter-Edition namens VW ID.3 1ST in drei verschiedenen Varianten ab knapp unter 40.000 Euro begann am 8. Mai 2019. Die offizielle Vorstellung fand am 9. September 2019 auf der IAA in Frankfurt statt.

#### 2017: VW ID. Buzz

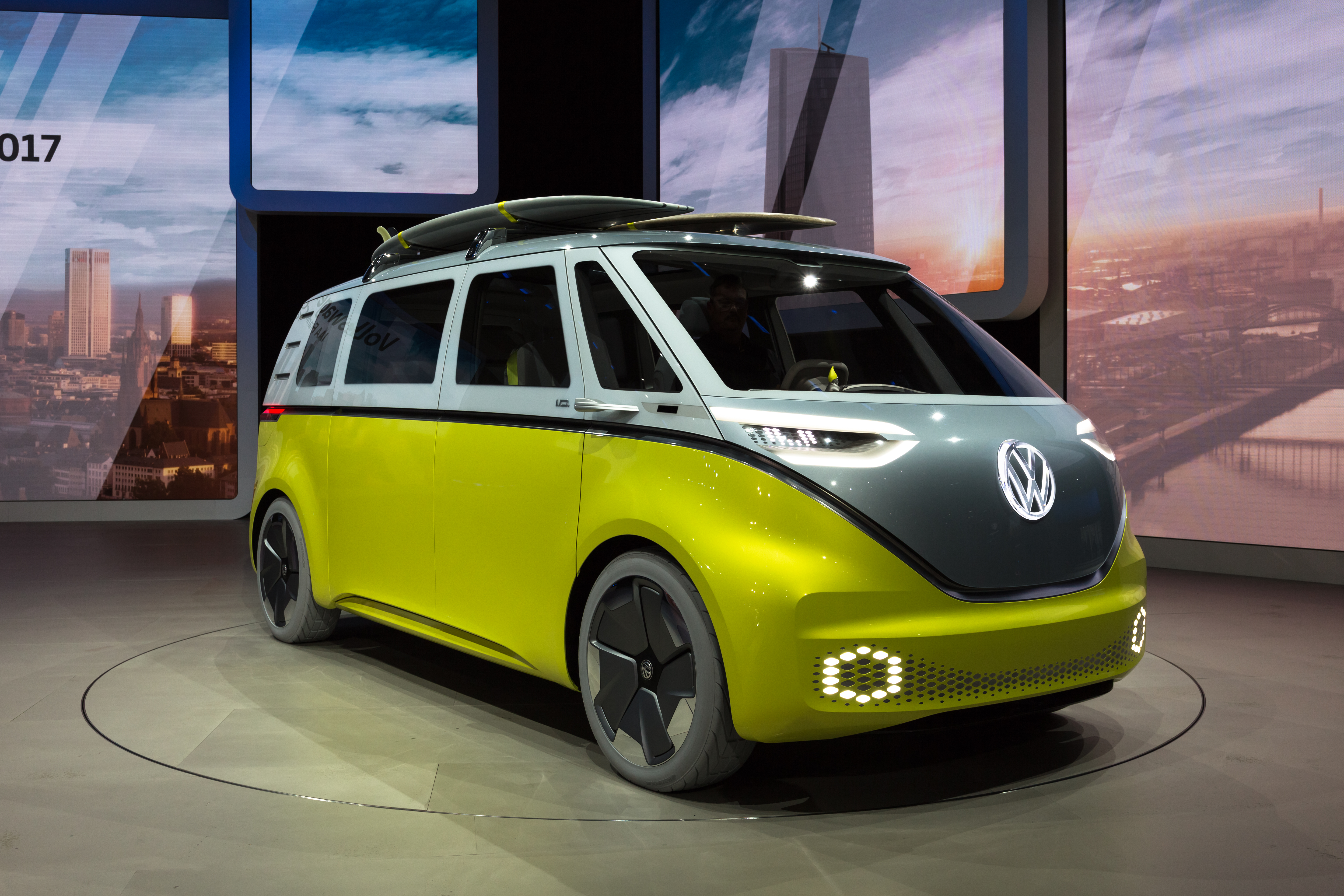
ID. Buzz auf der IAA 2017

2017 stellte VW auf der NAIAS den ID. Buzz vor, ein Elektro-Microbus mit einer Reichweite von bis zu 600 km. Angetrieben wird das Fahrzeug von zwei Elektromotoren mit einer Systemleistung von 271 kW (369 PS). Das Fahrzeug ist 4,94 Meter lang und basiert auf dem Modularen E-Antriebs-Baukasten (MEB).
Das namensgleiche Serienmodell VW ID. Buzz wurde im März 2022 vorgestellt. Es ist 4,71 Meter lang und wird zunächst von einem 150 kW (204 PS) starken Heckmotor angetrieben.

#### 2017: VW ID. Crozz → ID.4/ID.5

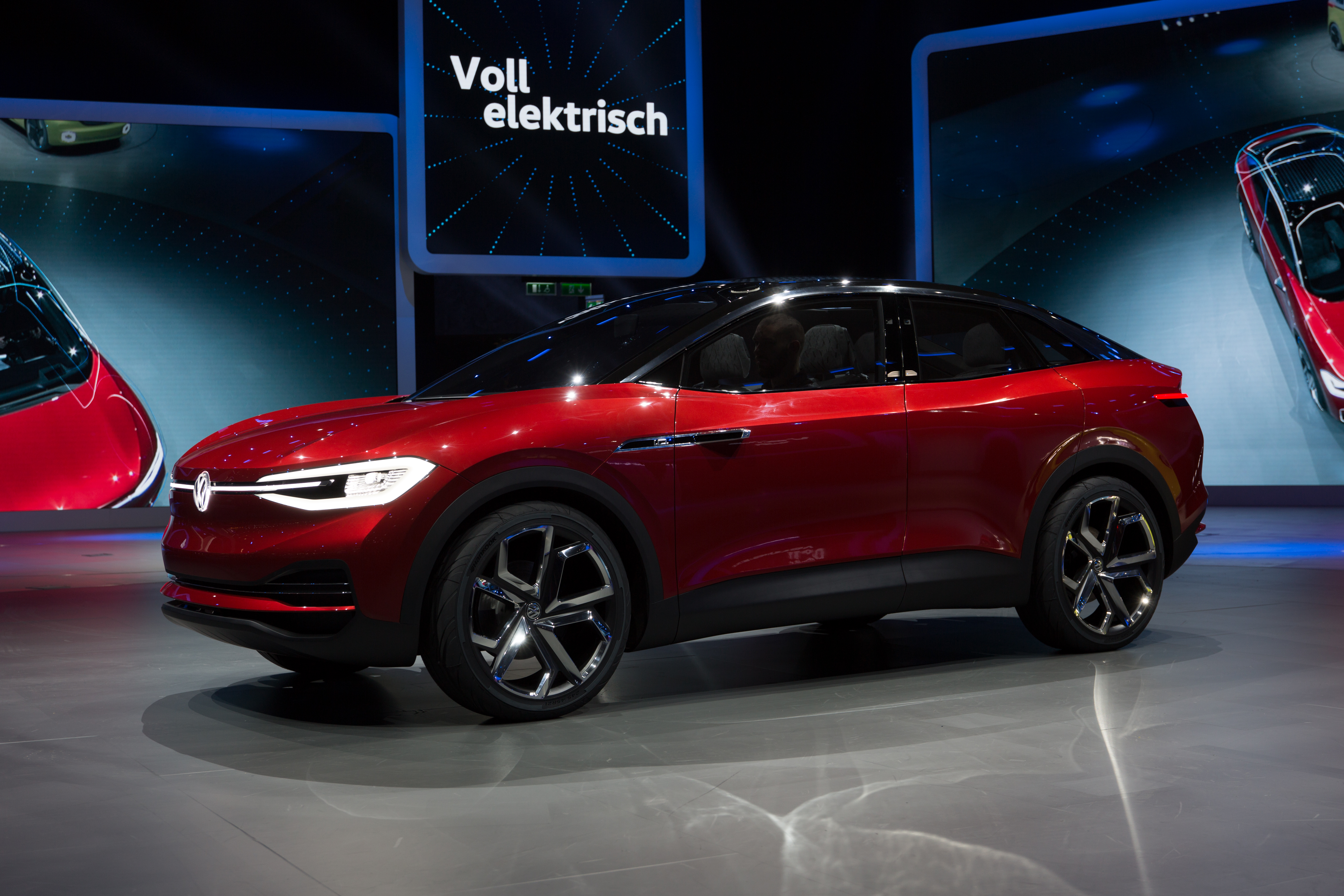
ID. Crozz auf der IAA 2017

Auf der Shanghai Auto Show im April 2017 präsentierte VW den ID. Crozz als drittes Mitglied der ID.-Familie. Der Crossover basiert auf dem Modularen E-Antriebs-Baukasten (MEB) und hat eine Reichweite von bis zu 500 km. Der 225 kW (306 PS) starke Elektromotor beschleunigt die Studie in unter sechs Sekunden auf 100 km/h, die Höchstgeschwindigkeit ist auf 180 km/h elektronisch begrenzt. Das Fahrzeug ist 4,63 Meter lang.
Auf der IAA im September 2017 präsentierte VW einen weiterentwickelten und seriennahen I.D. Crozz. Die technischen Daten haben sich nicht verändert.
Die Serienversion ID.4 wurde am 3. März 2020 vorgestellt und erschien Anfang 2021.
Auch dem Serienmodell ID.5 liegt der ID.Crozz zugrunde. Es wurde am 3. November 2021 offiziell vorgestellt und soll ab Anfang 2022 erhältlich sein.

#### 2018: VW ID. Vizzion → ID.7

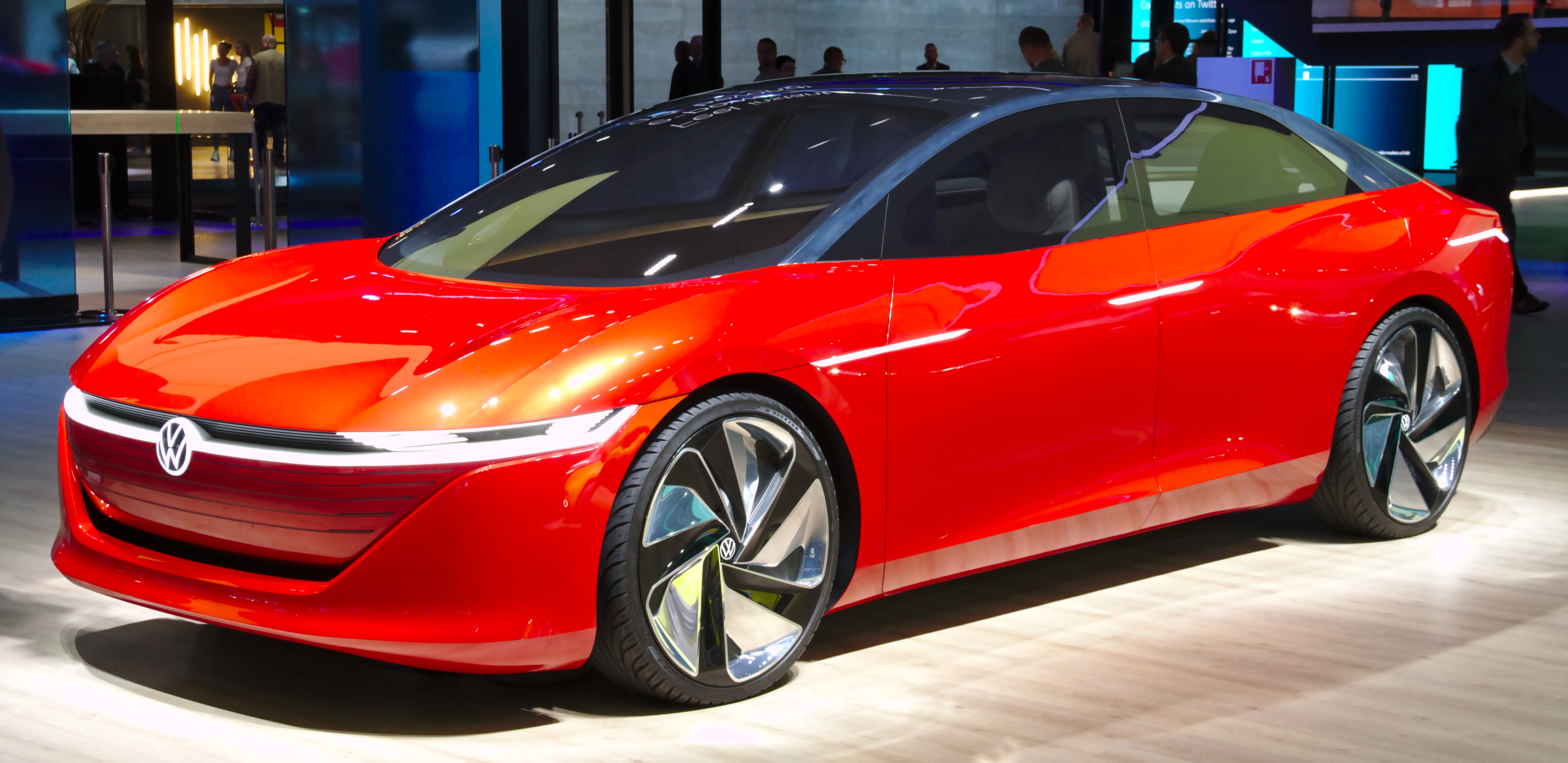
ID. Vizzion auf der IAA 2019

Auf dem Genfer Auto-Salon 2018 wurde die Familie um eine Fließhecklimousine ergänzt. In Aussehen und Antrieb ähnelt sie sehr dem Crozz, soll jedoch ausschließlich vollautonom (Level 5) fahren und verzichtet deshalb ganz auf klassische Bedienelemente.

#### 2018: VW ID.R
2018 produzierte VW eine als ID.R bezeichnete Motorsportversion. Mit ihren verschiedenen Varianten stellte VW mehrere Strecken- und Geschwindigkeitsrekorde auf kurvigen und meist bergigen Strecken in USA, GB, D und China auf.

#### 2019: VW ID. Buggy

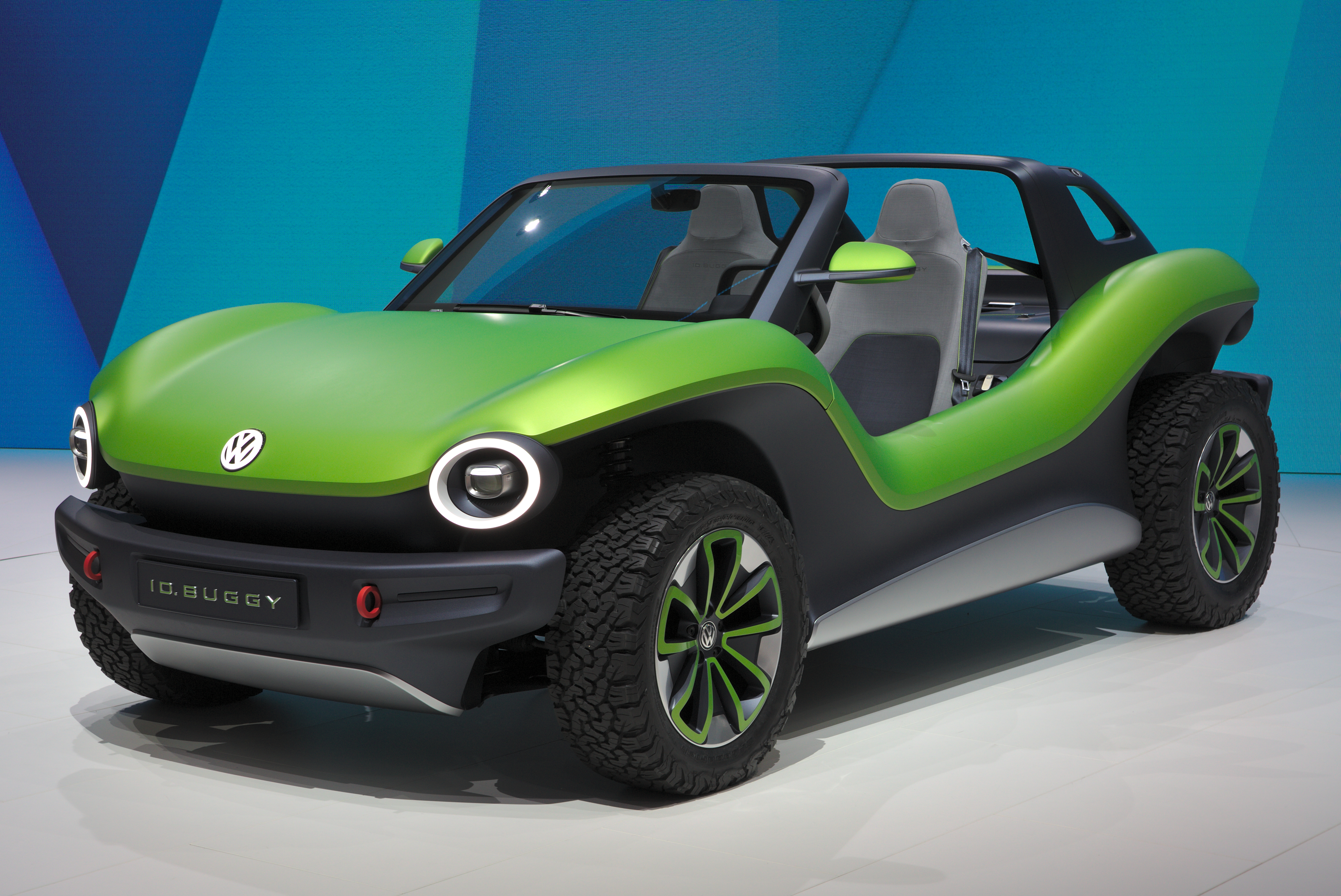
ID. Buggy bei der Premiere in Genf

Auf dem Genfer Auto-Salon 2019 wurde die Familie um ein Buggy ergänzt, das an den VW-Buggy angelehnt ist.

#### 2019: VW ID. Roomzz → ID.6

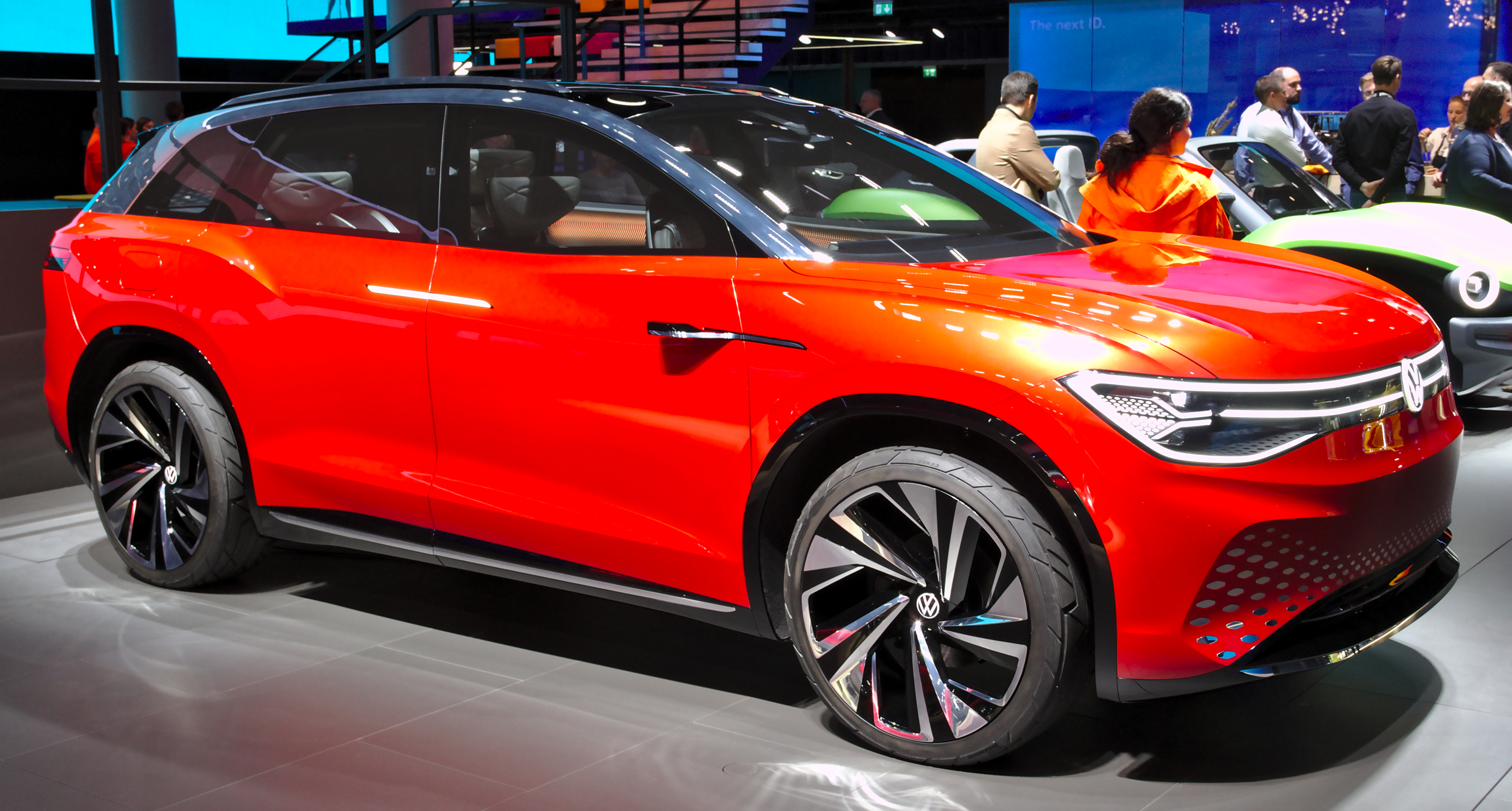
ID. Roomzz auf der IAA 2019

VW stellte im Vorfeld der Auto Shanghai 2019 den SUV ID. Roomzz vor. Es ist ein vollelektrisches SUV mit einem Akku von 82 kWh und einer Reichweite bis zu 450 km nach WLTP. Zwei Motoren sorgen für Allradantrieb mit einer Leistung von 225 kW (306 PS) mit einer Beschleunigung von 6,6 s von 0 auf 100 km/h. Die Ladeleistung liegt bei 150 kW.
Das Serienmodell ID.6 wurde am 17. April 2021 präsentiert und ist nur für den chinesischen Markt bestimmt.

#### 2019: VW ID. Space Vizzion
Im Rahmen der LA Auto Show 2019 präsentierte VW den 4,96 Meter langen Kombi ID. Space Vizzion.

#### 2022: VW ID. Aero → ID.7
Im Juni 2022 wurde mit dem ID. Aero eine Fließheck-Limousine vorgestellt, deren Serienversion ID.7 künftig weltweit vermarktet wird.

#### 2023: VW ID. 2all und VW ID. GTI Concept

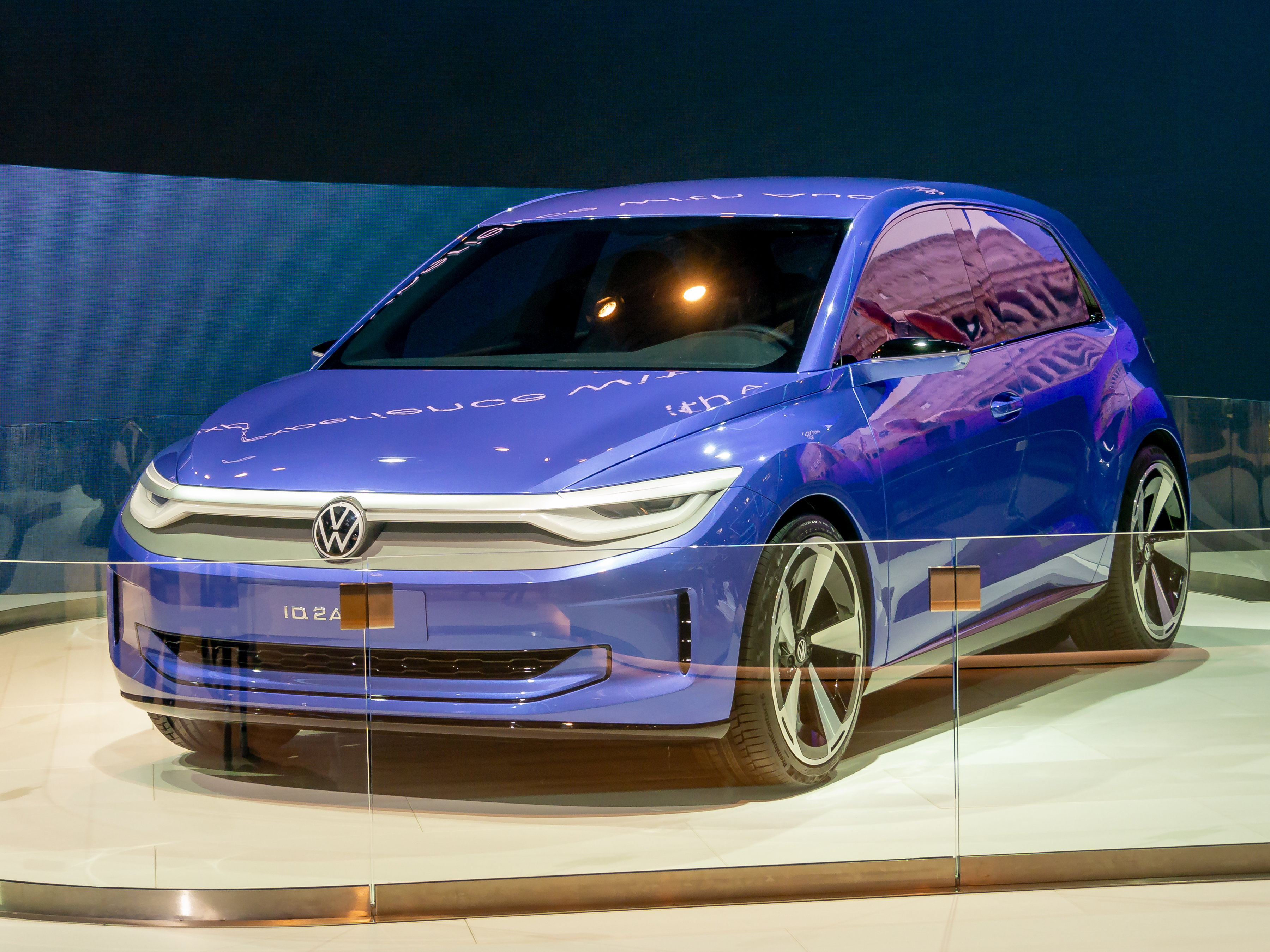
ID. 2all auf dem IAA Summit 2023, München

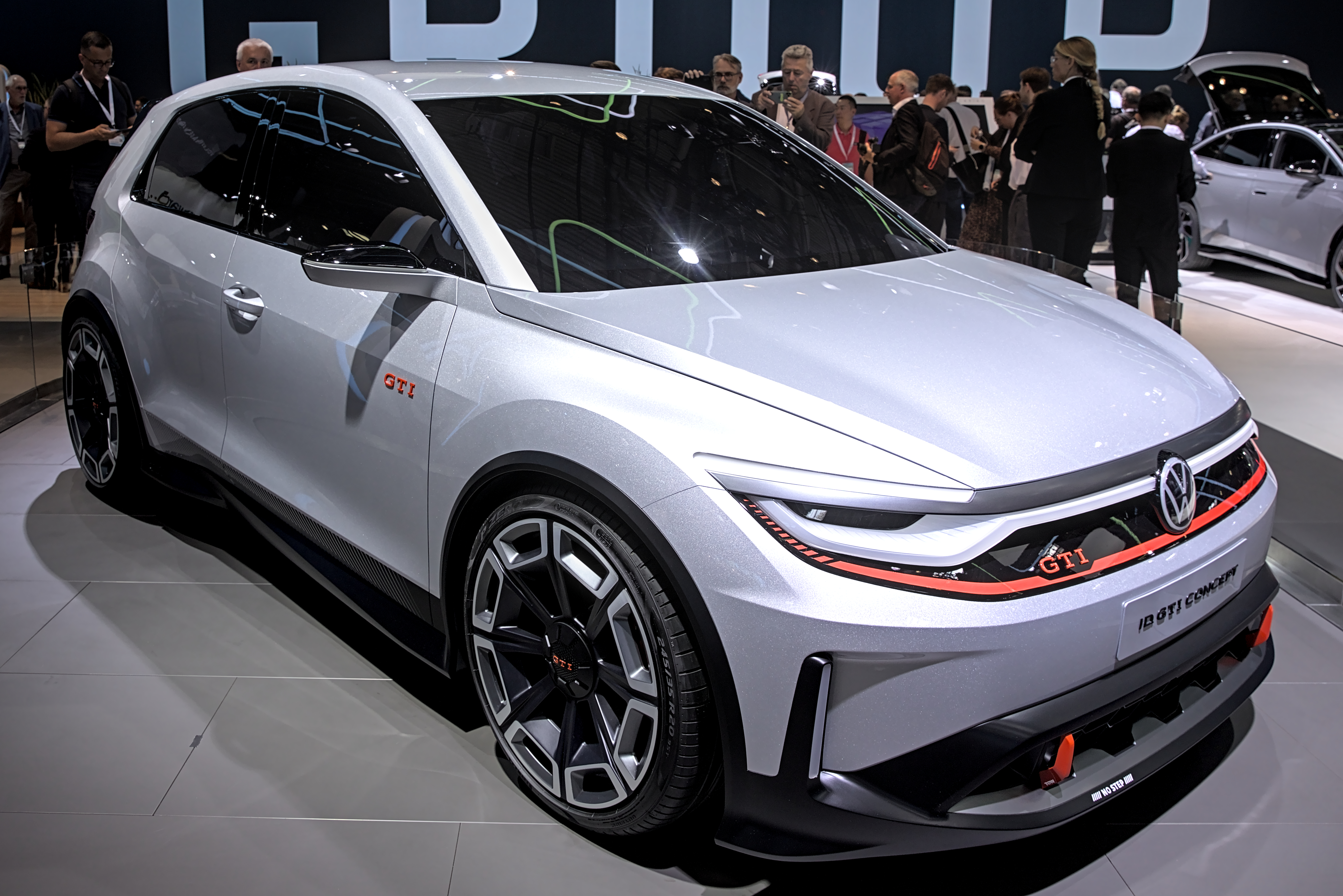
ID. GTI Concept auf der IAA 2023

Im März 2023 wurde das Konzeptfahrzeug ID.2all präsentiert, das ein Elektrofahrzeug im Format des VW Polo ist. Offiziell vorgestellt wird das Serienfahrzeug bei der IAA im September 2025. Die Produktion des Serienmodells soll erst im Mai 2026 ernsthaft hochfahren.
Eine GTI-Variante auf Basis des ID.2all folgte auf der IAA im September 2023 mit dem ID. GTI Concept. Im Dezember 2023 bestätigte VW-Chef-Designer Andreas Mindt, dass der ID. GTI 2026 in Serie gebaut wird.

#### 2023: VW ID. Next → ID.7

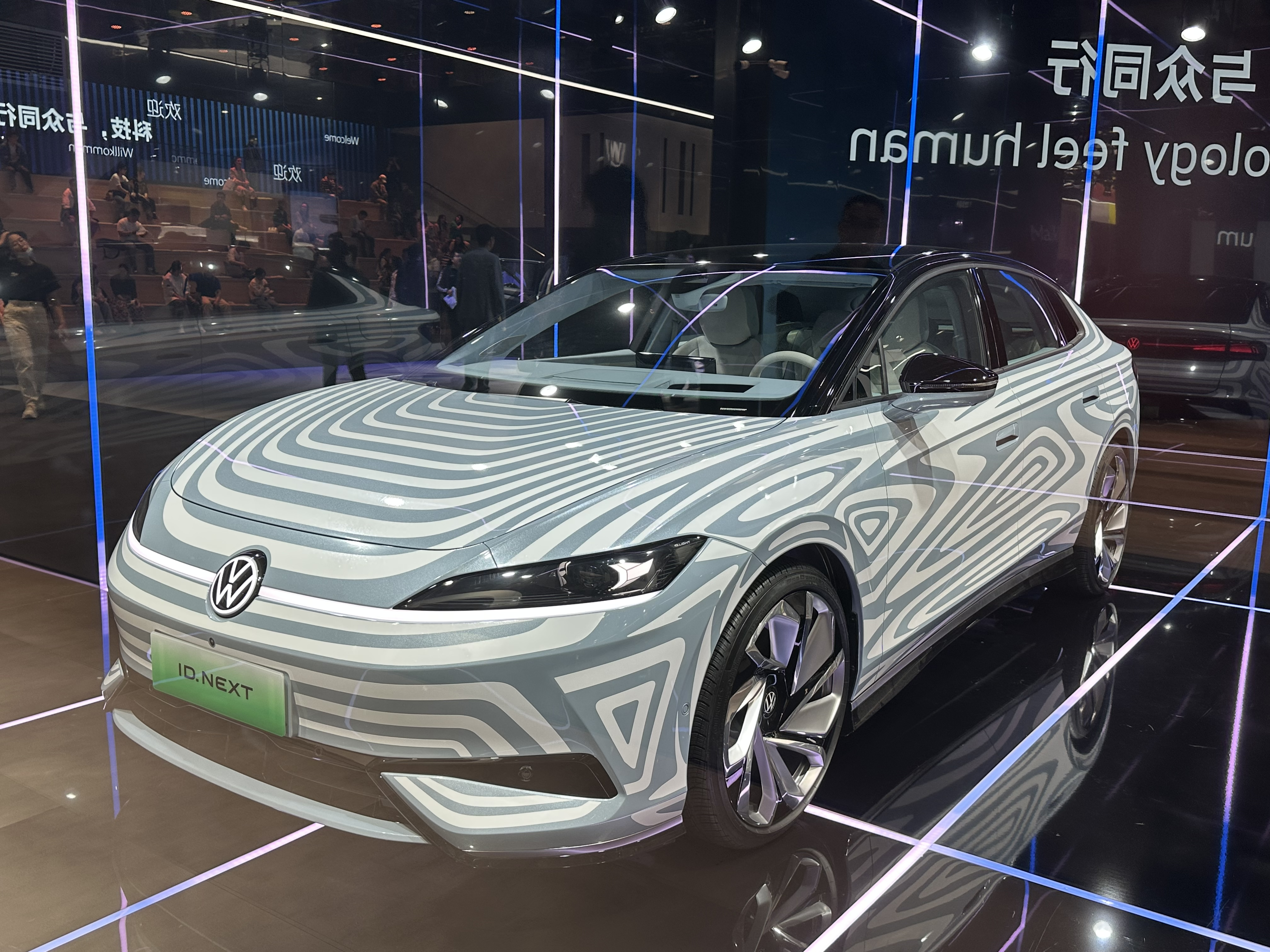
ID. Next auf der Shanghai Auto Show 2023

Auf der Shanghai Auto Show 2023 wurde neben dem ID.7, der in China von FAW-Volkswagen produziert wird, ein Ausblick von SAIC-Volkswagen auf die gleiche Baureihe gezeigt.

#### 2024: VW ID. Code

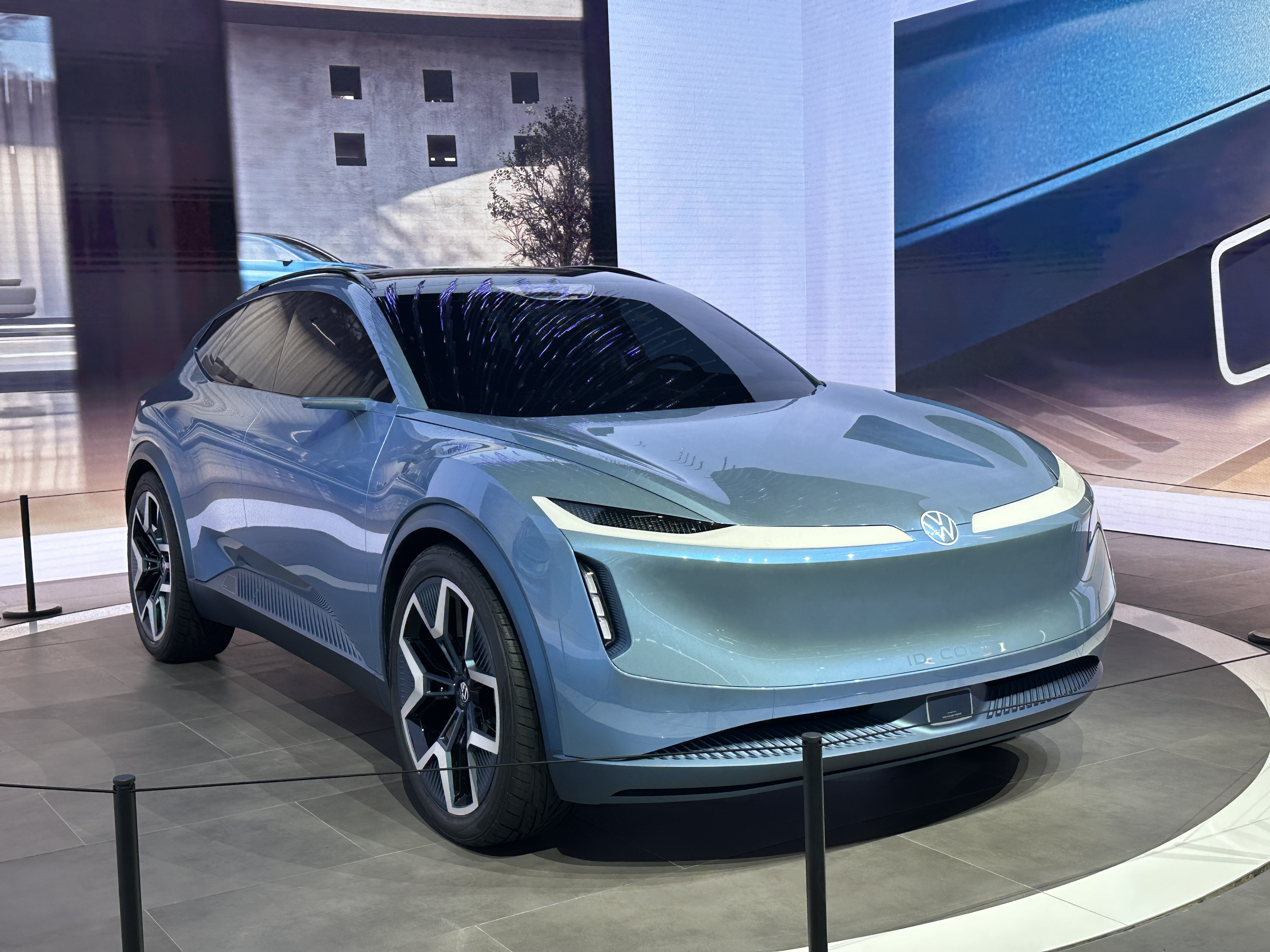
ID. Code auf der Beijing Auto Show 2024

Einen Ausblick auf Elektroautos für den chinesischen Markt zeigte Volkswagen im April 2024 anlässlich der Beijing Auto Show mit der SUV-Studie ID. Code.

#### 2025: VW ID. Every1
Im März 2025 präsentierte Volkswagen mit dem ID. Every1 das Konzept eines kleinen Elektroautos, das ab 2027 für rund 20.000 Euro erhältlich sein soll. Das Konzeptfahrzeug ist 3,88 Meter lang, hat einen 70 kW (95 PS) starken Elektromotor und soll eine Höchstgeschwindigkeit von 130 km/h erreichen.

#### 2025: VW ID. Era
Der ID. Era wurde im April 2025 auf der Shanghai Auto Show vorgestellt und bietet einen Ausblick auf ein SUV mit Reichweitenverlängerer von SAIC-Volkswagen.

#### 2025: VW ID. Aura
Ebenfalls auf der Shanghai Auto Show 2025 wurde die Fließhecklimousine ID. Aura von FAW-Volkswagen vorgestellt.

#### 2025: VW ID. Evo

ID. Evo auf der Shanghai Auto Show 2025

Das dritte Volkswagen-Konzeptfahrzeug auf der Shanghai Auto Show 2025 ist das SUV ID. Evo.

## Konzeptautos ohne Seriennachfolger

### 1955: VW EA 48

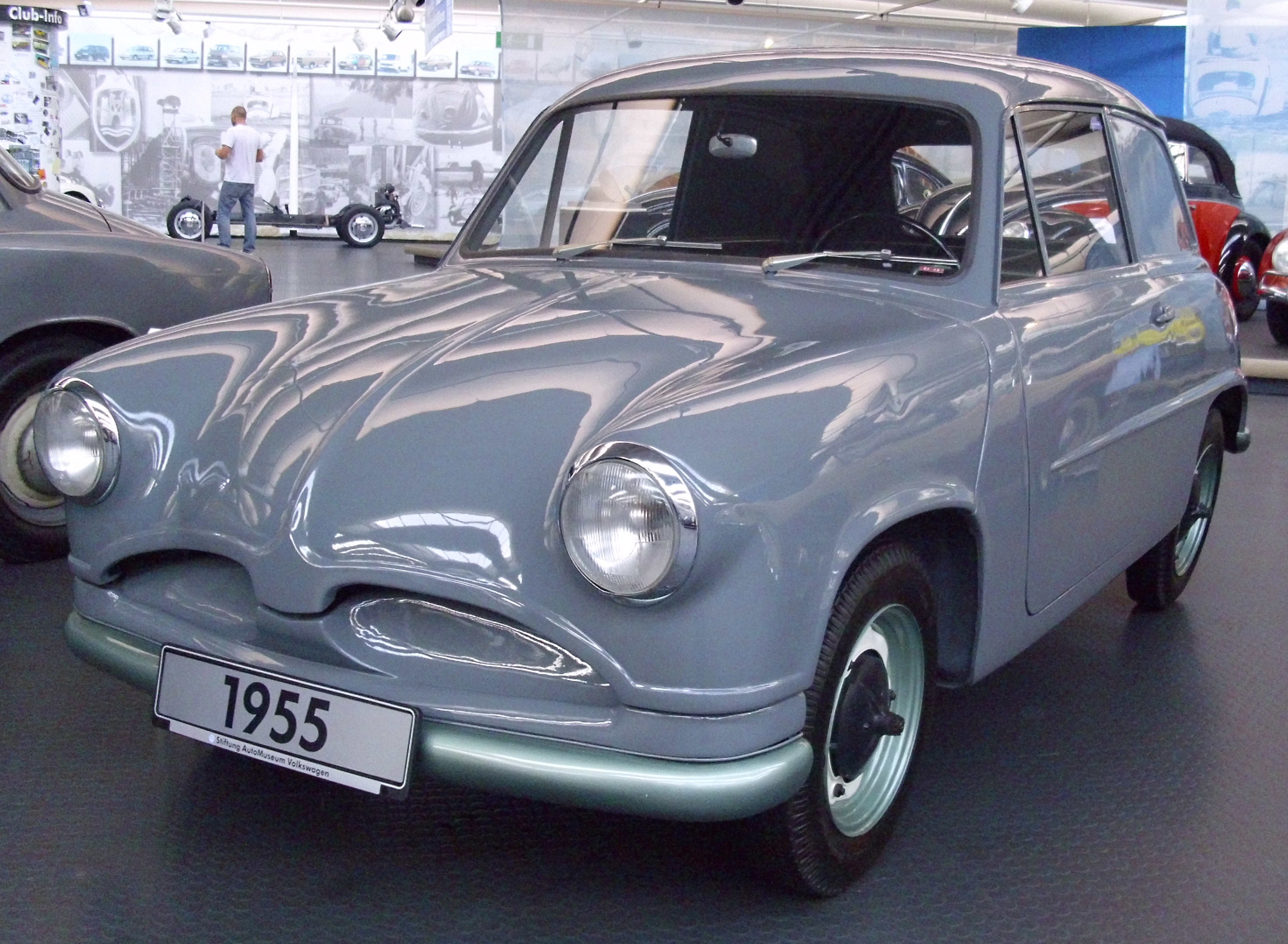
EA 48

Der EA 48 ist ein Kleinwagenprototyp und das erste Fahrzeug von Volkswagen mit Frontantrieb. Er hat einen luftgekühlten Boxermotor.

### 1965: EA 128
Der EA 128 aus dem Jahr 1965 blieb ein Prototyp, der sich im Design an den Chevrolet Corvair mit Heckantrieb anlehnt. Er sollte auf das Luxussegment zielen. Motor und Antrieb wurden aus dem Porsche 901 übernommen.

### 1969: VW EA 266
Der EA 266 ist ein Kompaktklasseprototyp und sollte ein Nachfolger für den Käfer werden. Er hat einen Mittelmotor.

### 1969: VW EA 276
Ebenfalls ein Prototyp für ein Fahrzeug der Kompaktklasse ist der EA 276, der hingegen Frontantrieb hat.

### 1972: ESVW 1

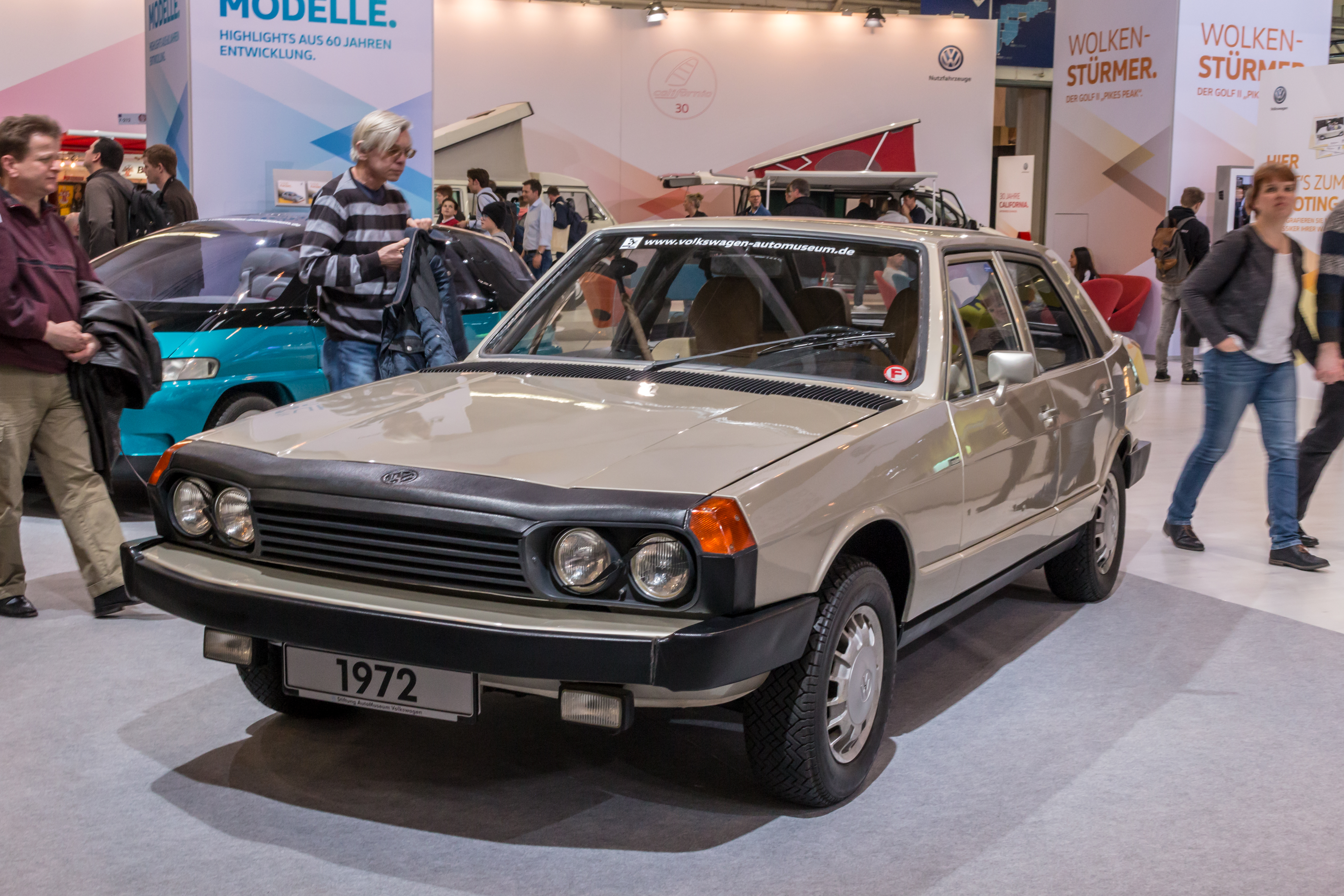
ESVW 1

Der ESVW 1 wurde nach den Vorgaben des US DOT als Experimentalfahrzeug für Automobilsicherheit entwickelt.

### 1980: VW ARVW

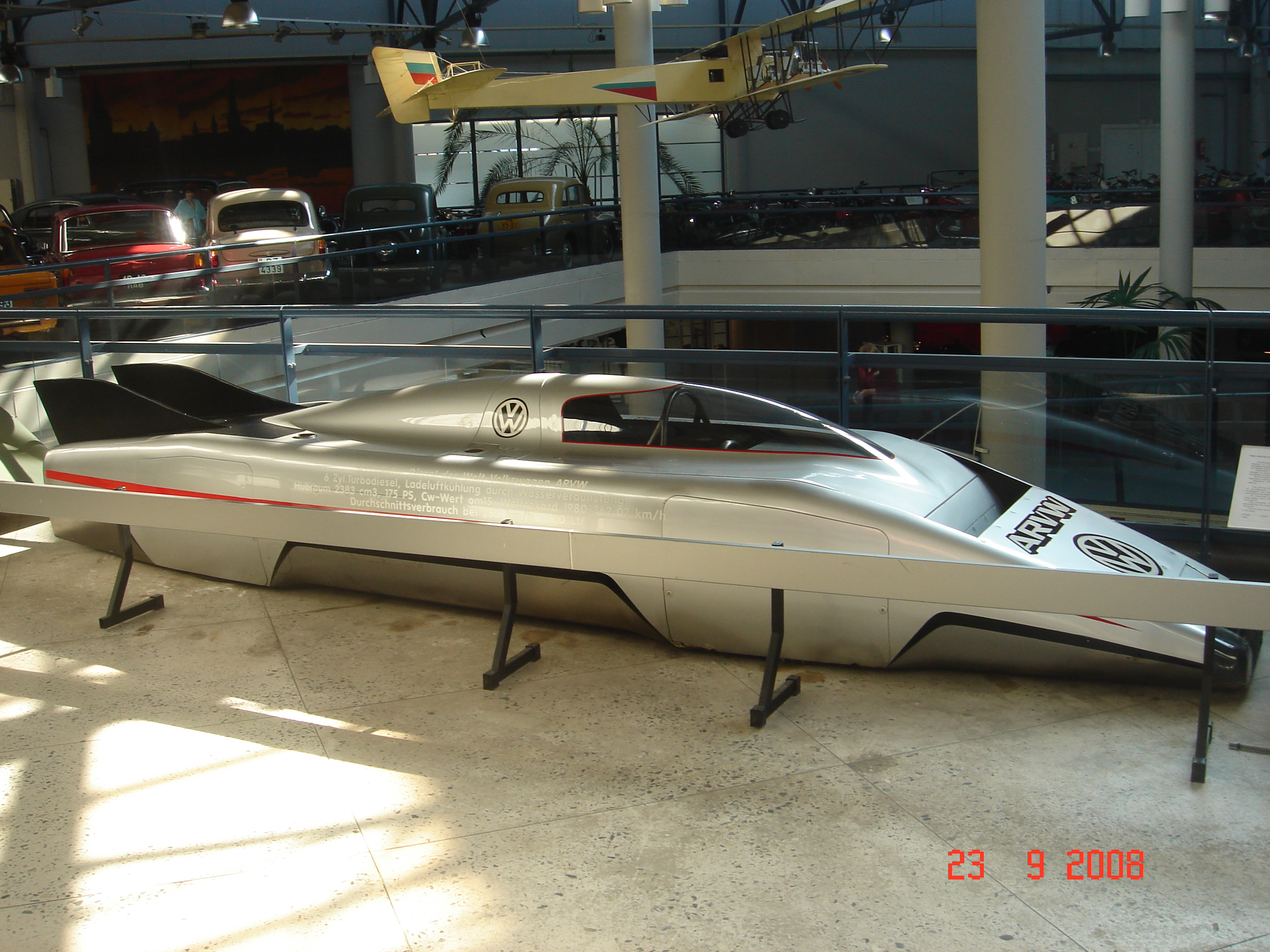
ARVW 2008 in Riga – Die Heckflossen sind gut zu erkennen, die Bugflügel fehlen allerdings

ARVW = Aerodynamic Research Volkswagen
Die Studie zeigte 1980, was mit damaliger Dieseltechnik und bekannten aerodynamischen Erkenntnissen alles möglich ist. Das Fahrzeug besaß eine 5 Meter lange, mit nur 84 cm extrem flache und aerodynamische Karosserie (Cw-Wert: 0,15) aus Kunststoff. Am Bug befanden sich Stummelflügel, am Heck leitwerkartige Heckflossen. Als Antrieb diente ein Sechszylinder-Dieselmotor mit 2,4 Liter Hubraum, der mittels Turbolader 175 PS leistete, seine Kraft allerdings mit einer Kette auf die Antriebsachse übertrug. Deren Haltbarkeit war der Grund dafür, warum VW auf lange, von der FIA vorgeschriebene Distanzen verzichtete, als die Firma versuchte, Geschwindigkeitsrekorde mit dem Fahrzeug zu erzielen. Mit den technischen Voraussetzungen war das Fahrzeug in der Lage, 362 km/h schnell zu fahren, der Verbrauch lag dabei bei 13,6 Litern Kraftstoff auf 100 km. Zwei Exemplare wurden gebaut. VW stellte mit dem Wagen zwei Geschwindigkeitsrekorde auf: 345,26 km/h über 500 Kilometer Strecke sowie 353,88 km/h bei einer Stunde Fahrt.

### 1980: VW IRVW II
Forschungsfahrzeug zur Verbrauchsminderung auf Basis des VW Passat B2.

### 1981: VW Auto 2000

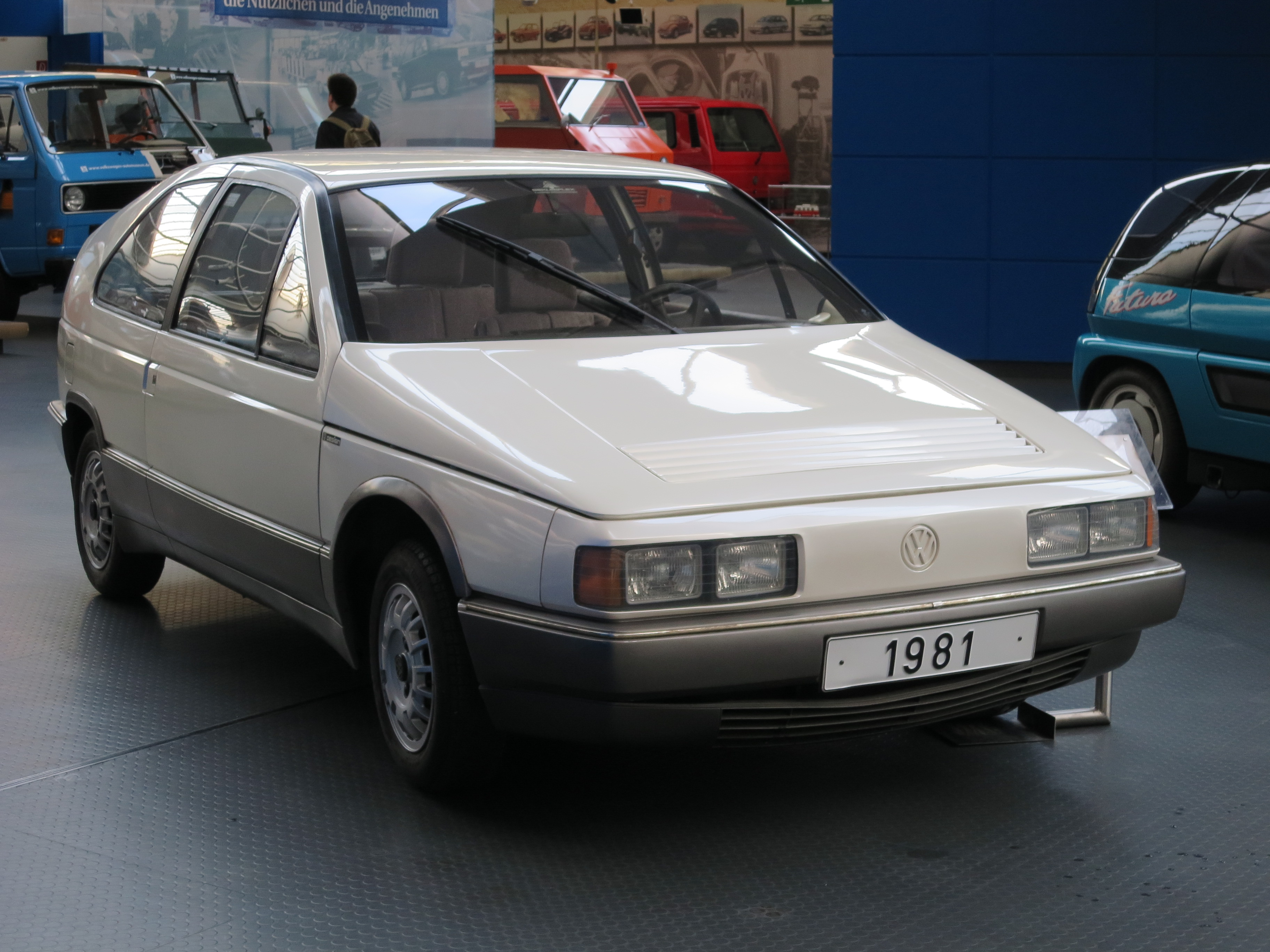
Auto 2000

Das Auto 2000 ist ein Konzeptfahrzeug auf Basis des VW Golf I, das neue Fertigungs- und Antriebstechniken zeigt. Es sollte einen geringeren Kraftstoffverbrauch erreichen. Dazu sind viele Kunststoffteile (unter anderem Hinterachse aus Kunststoff) und aufgeladene Motoren mit kleinem Hubraum eingebaut. Zuerst stellte VW zwei Varianten mit Dieselmotoren vor (1,2 l, 3 Zylinder, 39 kW (53 PS) mit Turboaufladung oder 44 kW (60 PS) mit Kompressor), später einen 1,05-l-Vierzylinder-Ottomotor mit Kompressor. Die zweitürige Schrägheckkarosserie zeigt deutliche Anklänge an die Form des VW Passat B3 von 1988, besonders der Bug.

### 1982: VW Student
1982 wurde von VW eine Studie für einen Kleinwagen unterhalb des Polo vorgestellt. Die Studie ist 3,13 Meter lang und auf maximale Raumausnutzung ausgelegt. 
Der erste Kleinwagen unterhalb des Polo war der VW Lupo (ab 1998). Nachfolgemodell war der VW Fox (Produktionsbeginn 2003). Ihm folgte 2011 der VW up!.

### 1986: VW Scooter
Der VW Scooter ist ein dreirädriger Prototyp mit Flügeltüren auf der Basis des VW Polo, dessen quer eingebauter Vierzylindermotor über ein Vierganggetriebe die Vorderräder antreibt. Der Motor hat einen Hubraum von 1378 cm³ und leistet 66 kW (90 PS) bei 6000/min; das maximale Drehmoment beträgt 121 Nm bei 3800/min. Die Vorderräder mit Reifen der Größe 175/60 VR 13 sind an Querlenkern und MacPherson-Federbeinen aufgehängt; das Hinterrad mit 235/55-VR-15-Bereifung ist an einer Einarmschwinge geführt.
Dank eines Luftwiderstandsbeiwert (Cw) von nur 0,25 und einer Stirnfläche von 1,44 m² erreicht der Scooter bei einem Leergewicht von 550 kg (ohne Fahrer) eine Höchstgeschwindigkeit von 201 km/h; von null auf 100 km/h beschleunigte er in 10,9 Sekunden. Das zulässige Gesamtgewicht beträgt 760 kg.
Die Karosserie des Fahrzeugs ist aus Kunststoff gefertigt und auf eine tragende Stahlbodengruppe aufgesetzt. Sie ist 3175 mm lang, 1498 mm breit und 1235 mm hoch und bietet bei einer Innenbreite von 1060 mm knappen Platz für zwei Personen, wobei der Fahrersitz geringfügig breiter ist als der Sitz des Beifahrers. Herausnehmbare Flügeltüren machen es möglich den Scooter offen zu fahren. Der Gepäckraum über dem Hinterrad bzw. unter dem Heckfenster fasst etwa 100 Liter; ein Reserverad gab es nicht.

### 1989: VW Futura

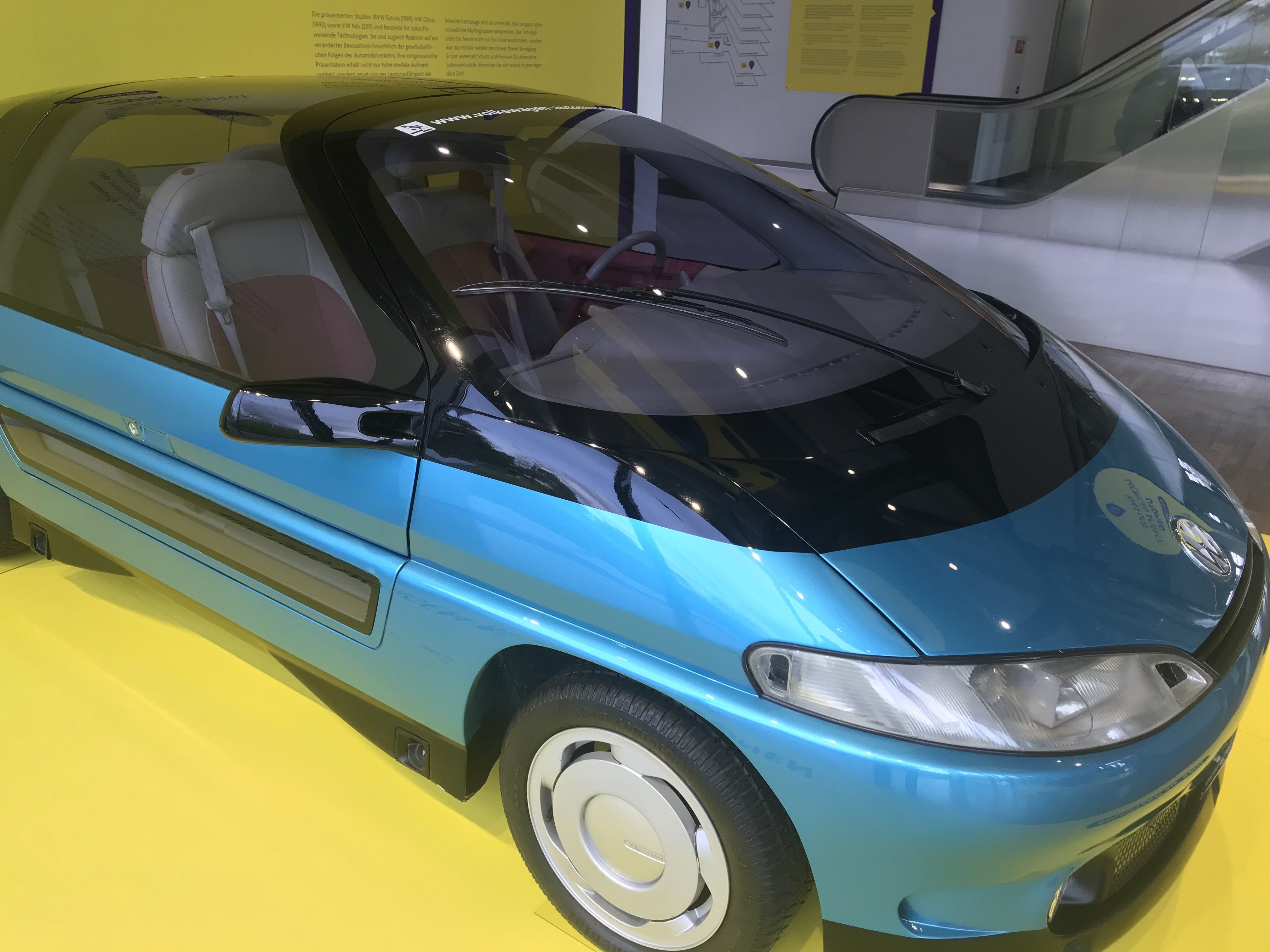
Volkswagen Futura

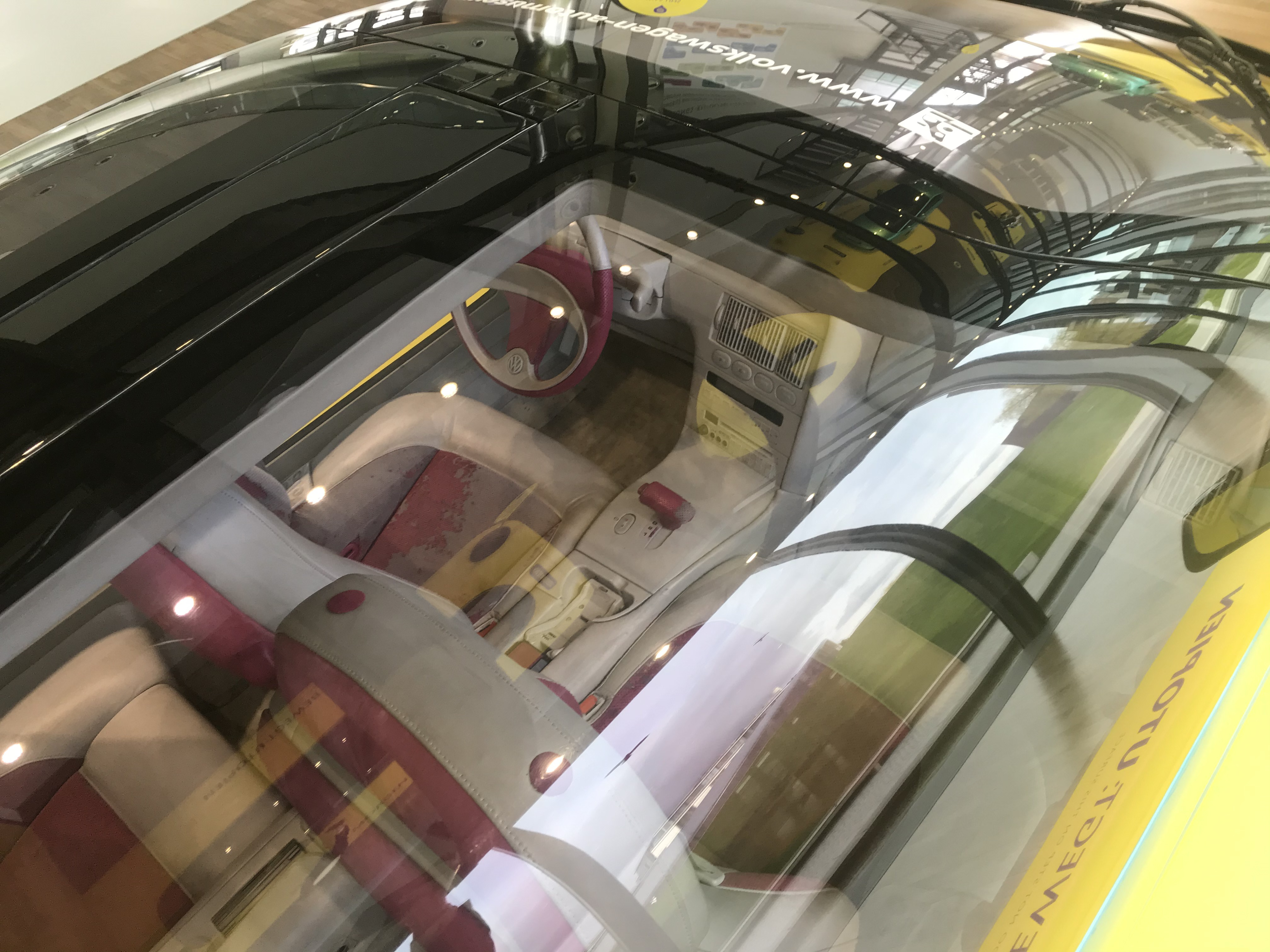
Interior der Futura

Der auf der IAA 1989 vorgestellte VW Futura ist ein minivanartiges viersitziges Versuchsmodell mit zwei Flügeltüren, das die damals machbare Technologie enthielt. So ist der Wagen bereits mit Funktionen ausgestattet, die erst etwa ab dem Jahr 2000 nach und nach in die Fahrzeuge eingeführt wurden. Der Wagen besitzt:
- Selbstlenkende Einparkhilfe mit Vierradlenkung;[38] bei VW heute als optionales Park Assist erhältlich; inkl. Abstandswarnung
- elektrische Servolenkung
- elektrische Handbremse (Kippschalter statt Hebel)
- Straßen-Navigationssystem (auf Basis des Verkehrsfunks, RDS)
- Aktive Schallabsorber zur Verminderung des Innengeräusches (Mikrofone zeichnen Schalldruck auf, und es werden über die Radiolautsprecher bestimmte Frequenzen zugespielt, die nach dem Prinzip des Antischalls unerwünschte Schallquellen neutralisieren sollen)
- integriertes Autotelefon
- LC-Display für Navigation, Bedienungsanleitung, Bordcomputer und Tachometer
- Geruchsfilter bei Luftdüsen
- Verkehrsleitsystem (in Kooperation mit Leitstellen oder anderen Teilnehmern zur Umfahrung von Staus oder Baustellen)
- Panoramadach aus holographischem Wärmedämmglas
- integrierter Kindersitz (Teil der Sitzfläche kann als Haltebügel aufgeklappt werden).

Weiterhin zu jener Zeit fortschrittlich war die Vorstellung des 1989 zwar bekannten, aber noch nicht zur Großserienreife entwickelten Benzin-Direkteinspitzers mit VW-hauseigenem G-Lader zur Reduzierung des Kraftstoffverbrauchs sowie der CO2-Emission. Der 4-Zylinder-1715-cm³-Motor leistet 60 kW (82 PS) bei 4200/min sowie 155 Nm bei 2500/min und verbraucht nach ECE-Norm etwa 6,7 Liter pro 100 Kilometer.

### 1991: VW Orbit
Die Studie Orbit wurde 1991 als reines Plastilinmodell zur Außengestaltung vorgestellt. Einen Motor besaß das Fahrzeug nicht.

### 1991: VW Chico

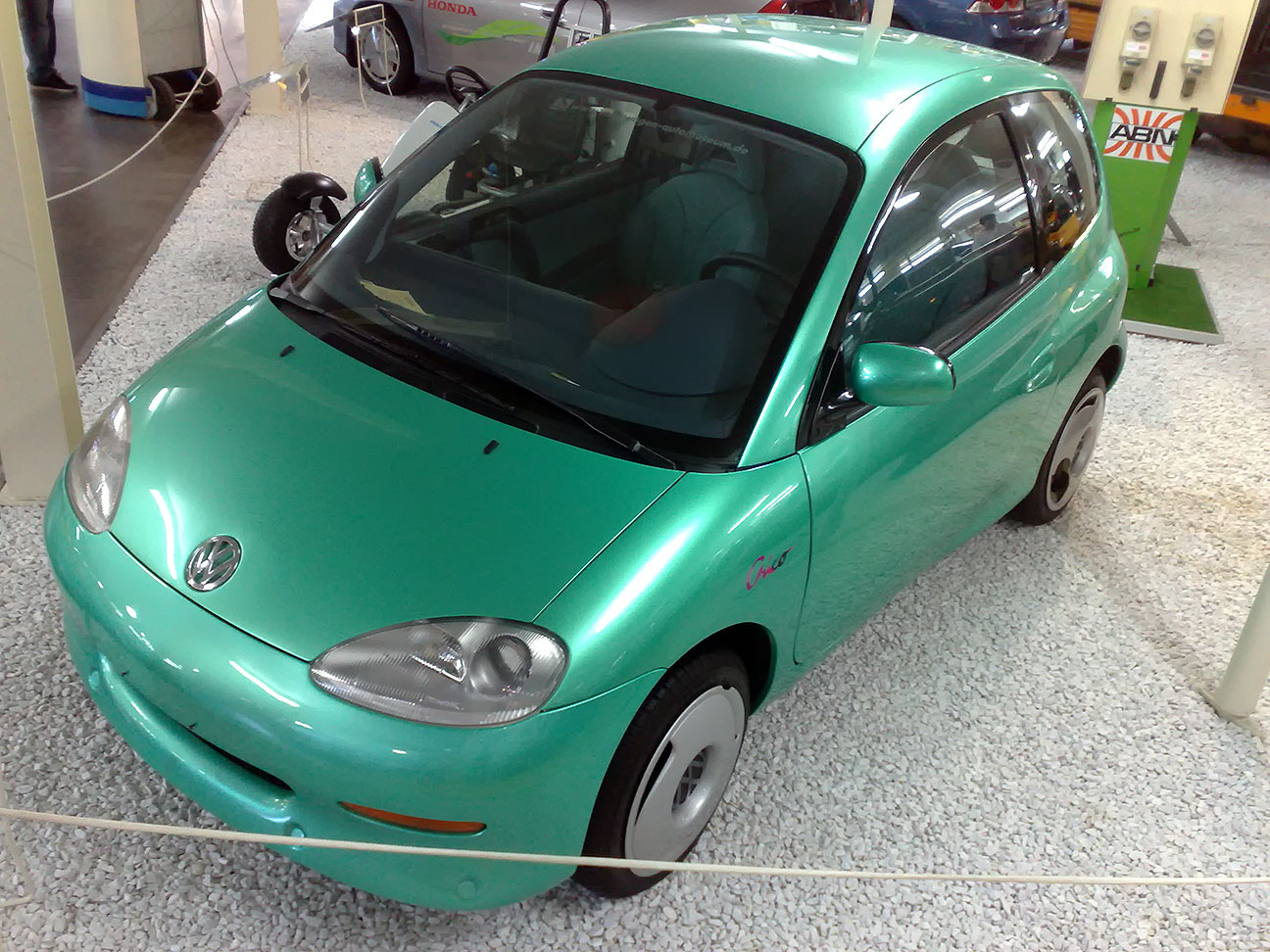
Chico

Der VW Chico ist ein auf der IAA im Jahr 1991 vorgestellter Kleinstwagen-Prototyp, von dem drei Exemplare gebaut wurden.

### 1991: VW Vario I / Vario II

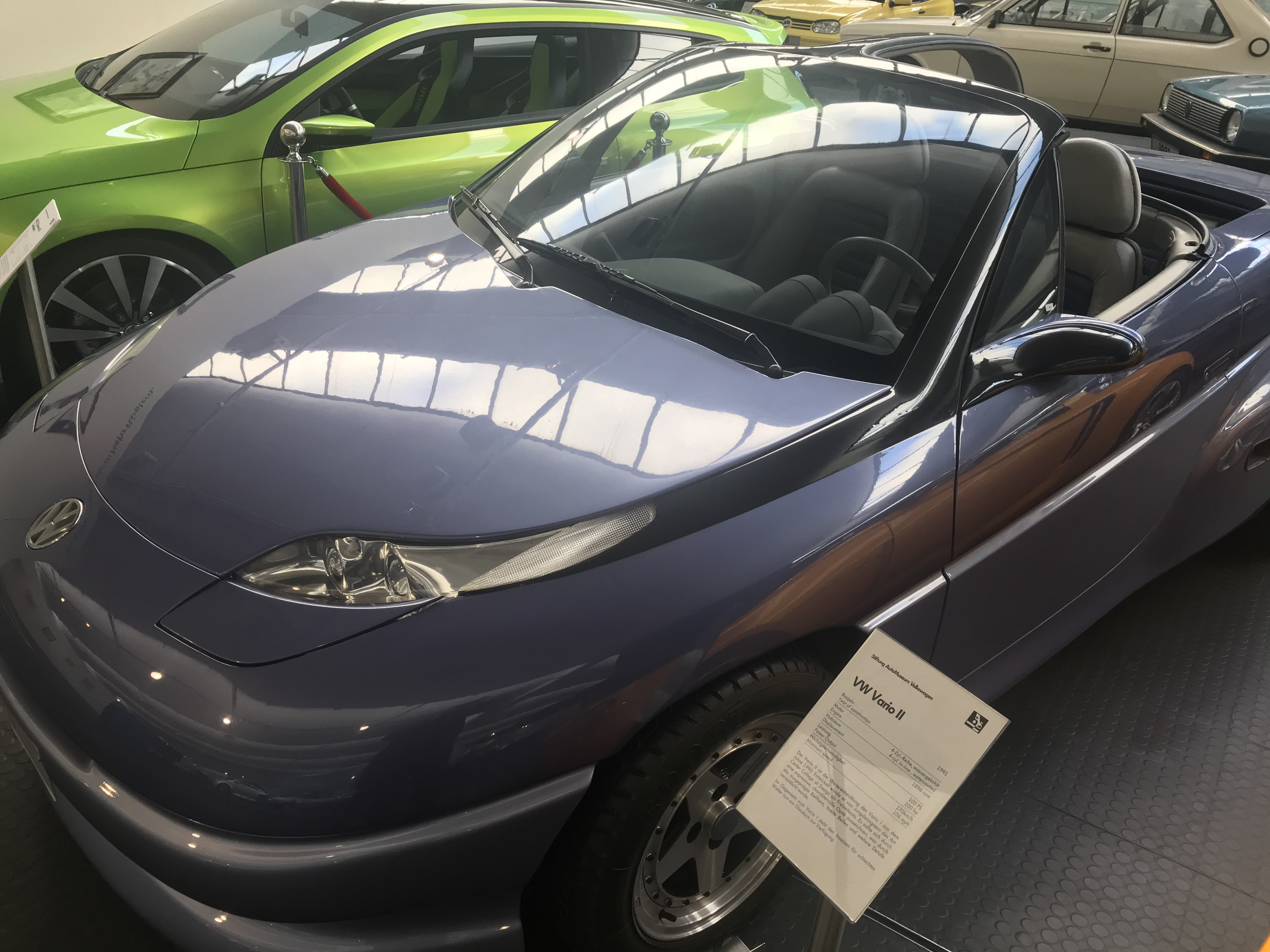
VW Vario 2 Exterior

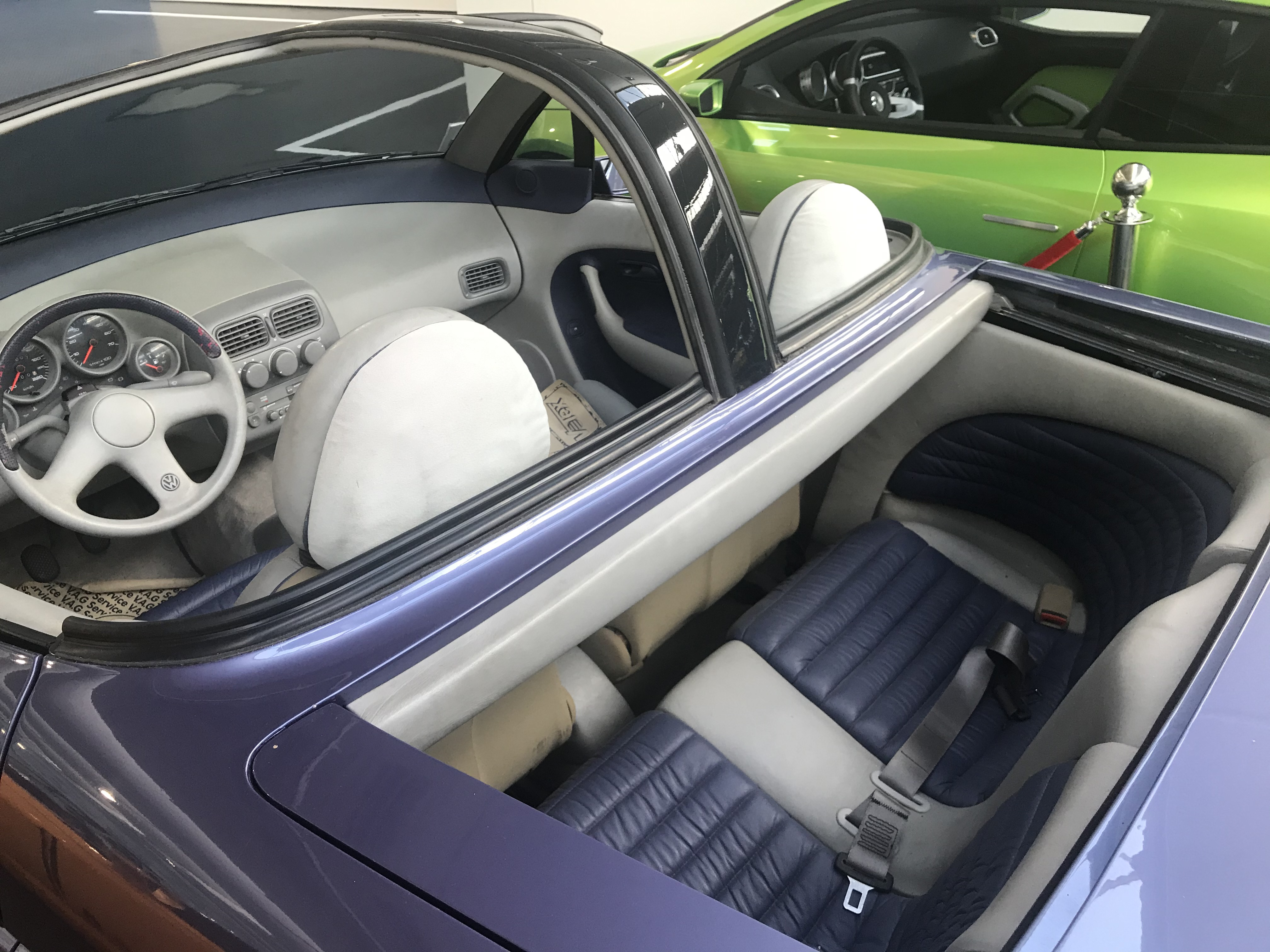
VW Vario 2 Innenraum mit geöffneter Passagierlücke

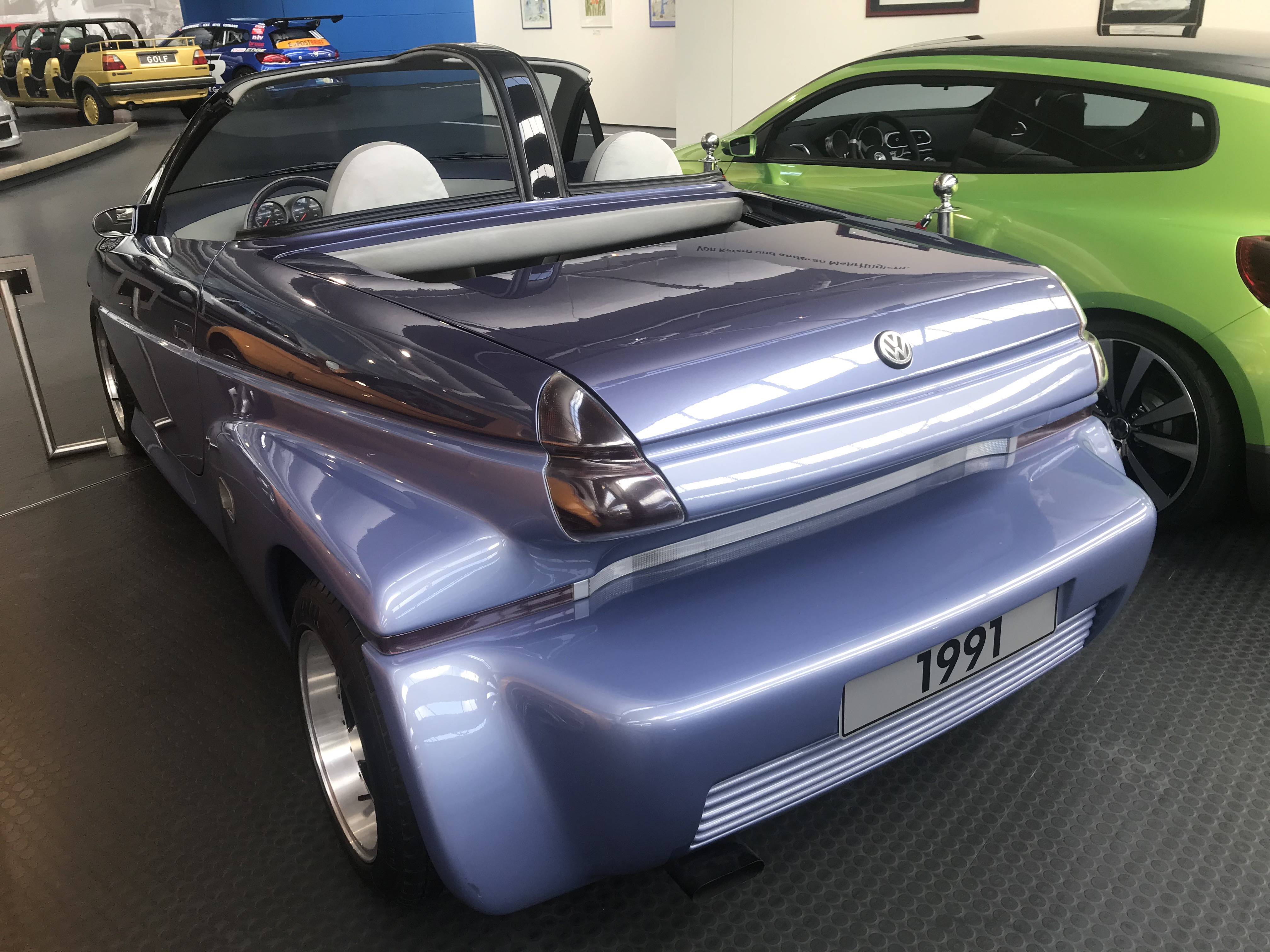
VW Vario 2 Heckansicht

Der Vario I entstand im VW-Design-Team auf Basis des VW Golf I und ist ein offenes Automobil, das an den klassischen Dune-Buggy erinnert. Es wurden wetterfeste Materialien verwendet.
Basis des Vario II ist der Golf Synchro. Hervorstechend ist das keilförmige Design. Das Dach besteht aus zwei Glaskuppeln und kann abgenommen werden. Die Rücksitzbank ist mit einer Klappe abdeckbar und dem „Schwiegermuttersitz“ nachempfunden. Die Studien sollten die Möglichkeiten aufzeigen, die im Golf verborgen waren.
Beide Studien wurden 1991 auf dem Genfer Auto-Salon vorgestellt.

### 1995: VW Noah
Der Noah von VW besitzt drei Sitzreihen, zwei große Flügeltüren und eine Innenausstattung aus Holz, Leder und Aluminium. Der Boden ist mit Parkett ausgelegt. Darüber hinaus verfügt die Studie über ein eingebautes Faxgerät. Einen Motor besitzt die Studie allerdings nicht.

### 1997–2002: VW W12/Nardo

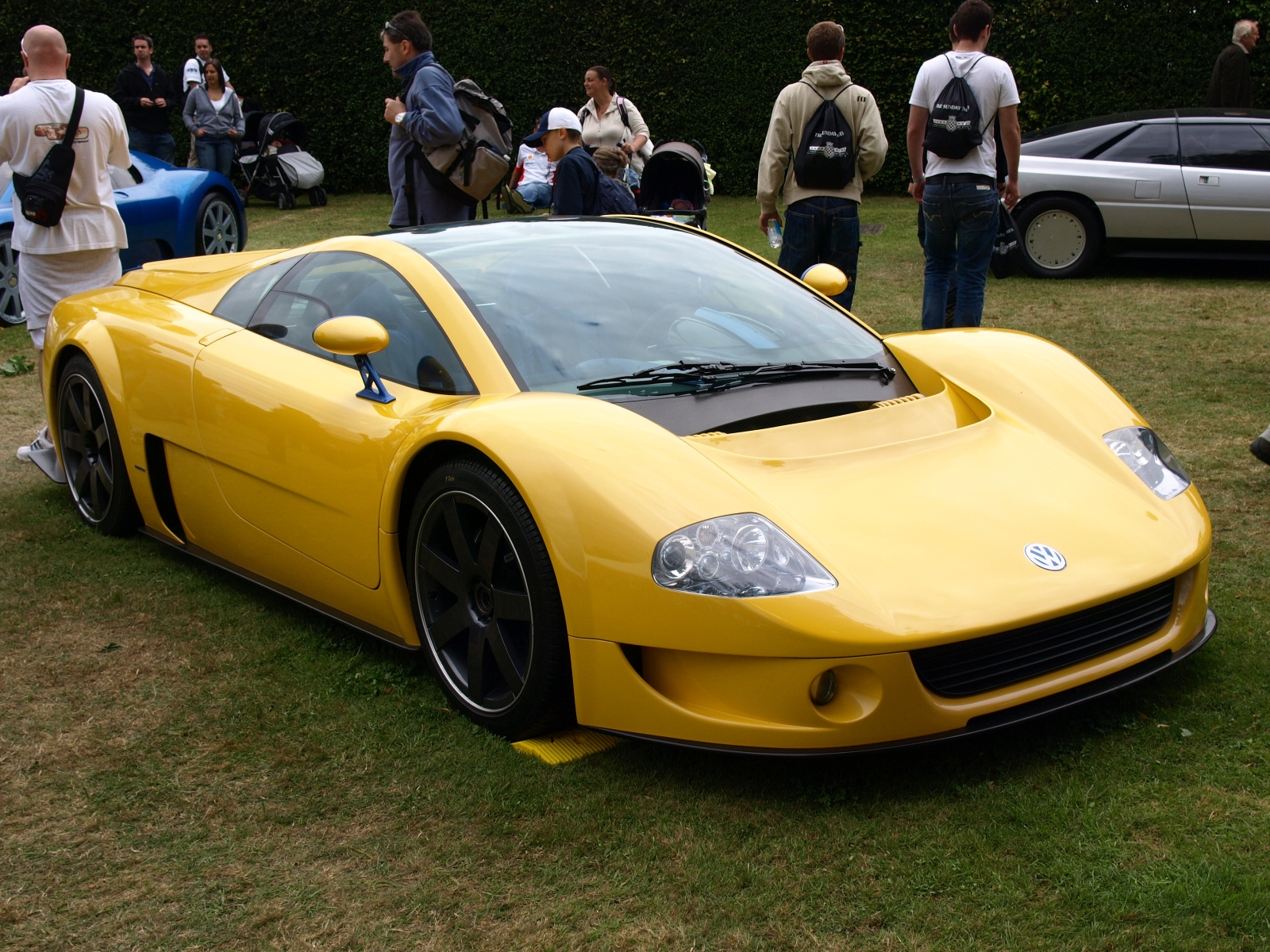
Volkswagen W12 Syncro beim Goodwood Festival of Speed im Jahr 2008

Das Coupé, welches auch als Nardo bezeichnet wird, ist ein Sportwagen mit W12-Motor, welcher eine Leistung von 441 kW (600 PS) liefert. Er wurde in Zusammenarbeit mit Italdesign entwickelt, Basis war der ebenfalls von Italdesign entwickelte Bugatti EB110. Eine Serienproduktion wurde erwogen, dann jedoch zu Gunsten des Bugatti Veyron zurückgestellt. Bei zwei 24-h-Fahrten auf dem italienischen Hochgeschwindigkeitskurs in Nardò, daher der Name Nardo, stellte der W12 in den Jahren 2001 und 2002 mehrere Weltrekorde und internationale Klassenrekorde auf. Auch eine Roadster-Studie des W12-Konzepts wurde gezeigt. Der Nardo ist heute im ZeitHaus in der Autostadt zu besichtigen.

### 2000: VW New Beetle Dune
Der VW New Beetle Dune, eine „wüstentaugliche“ Version des VW New Beetle, wurde im Jahr 2000 auf der Los Angeles Auto Show vorgestellt. Das ähnliche Konzept einer Offroad-Optik ist im CrossFox, CrossPolo, CrossGolf und CrossTouran erfolgreich in Serie umgesetzt.

### 2001: VW Microbus

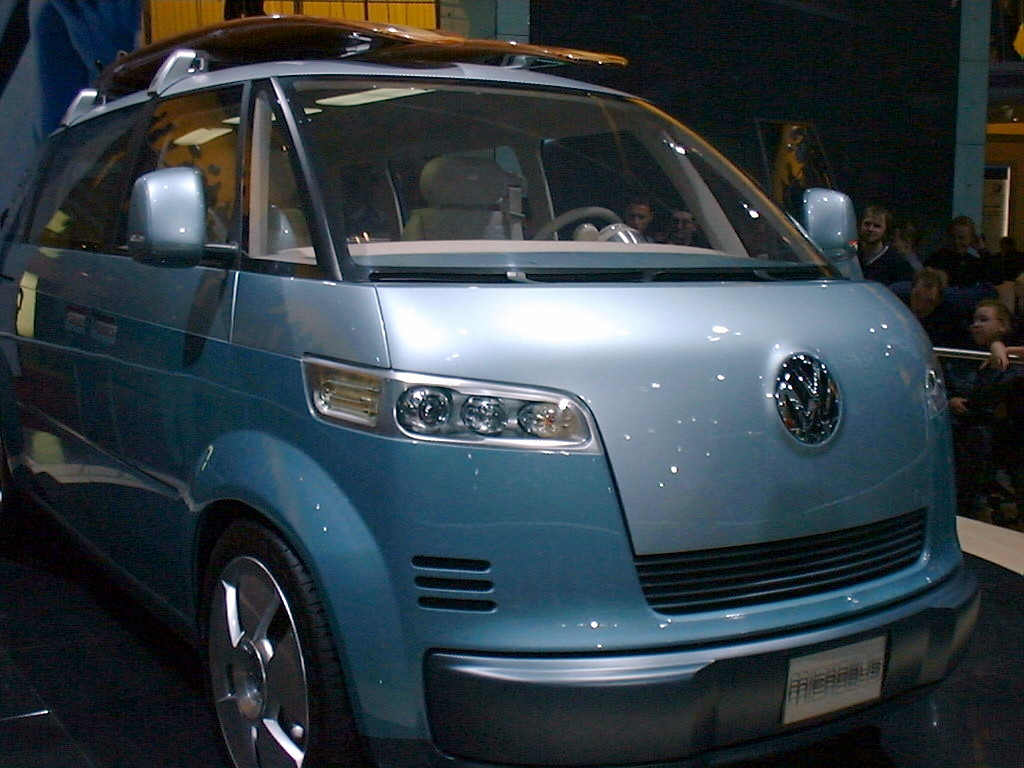
Microbus

Der Microbus, eine Hommage an den ersten T1-Bus der 1950er Jahre, war 2001 auf der North American International Auto Show ein so großer Erfolg, dass seitdem über die Realisierung diskutiert wird. 2008 sollte eine neue Version vorgestellt werden. Die Diskussion beeinflusst auch die Nachfolge des VW Sharan, der in erster Generation zusammen mit Ford gebaut wurde.

### 2002: VW Magellan
Der VW Magellan, ein großer Crossover SUV, wurde Anfang 2002 auf der Detroit Motor Show gezeigt. Zeitgleich startete schon die Produktion des VW Touareg in Kooperation mit Porsche.

### 2003: VW Tarek

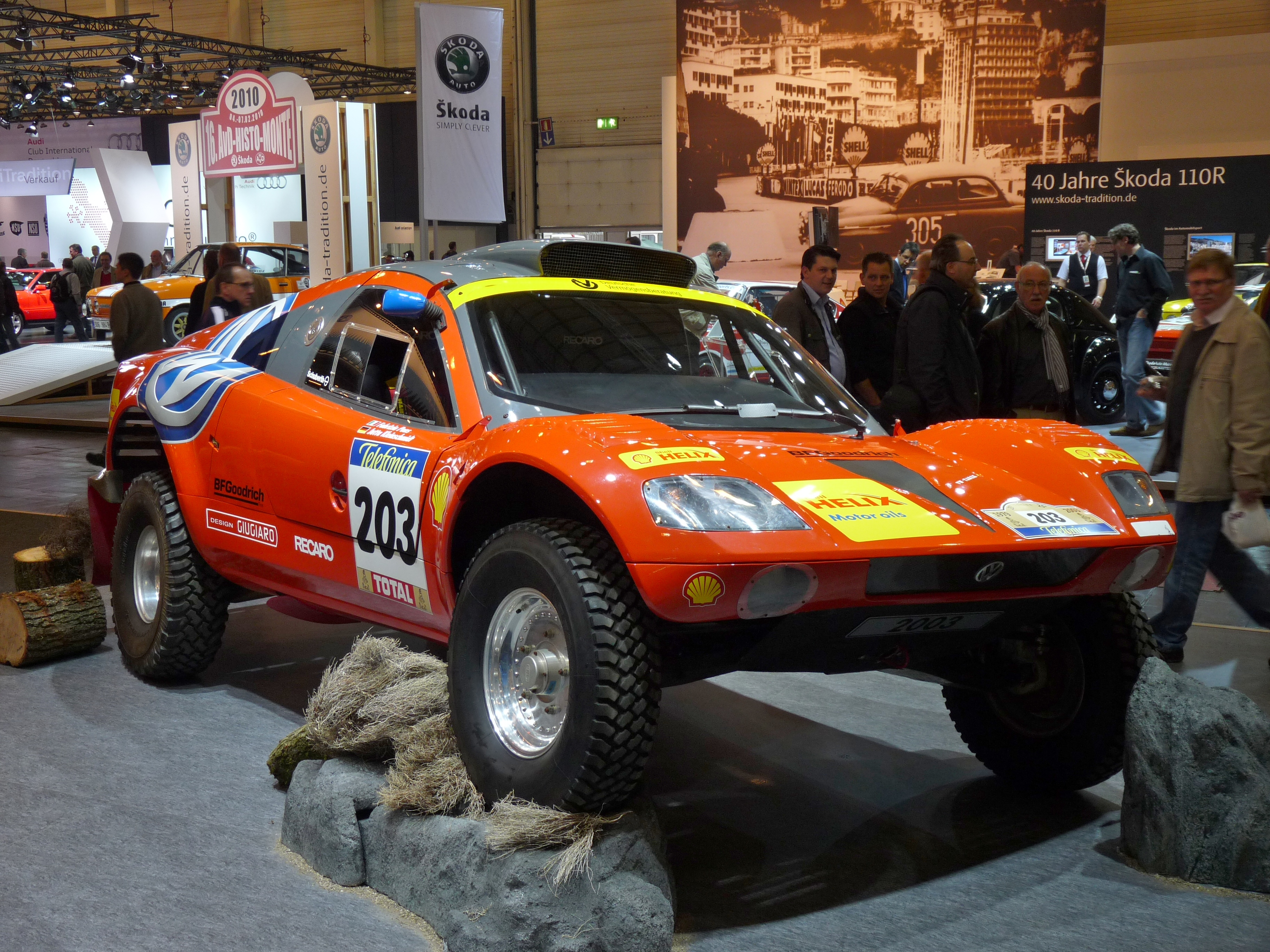
Tarek

Der Tarek ist ein Rallye-Sportwagen, der 2002 auf der Essener Motorshow präsentiert wurde. Sein Debüt war bei der Rallye Paris-Dakar 2003.

### 2003: VW concept R
Das Konzept R ist ein Roadster mit V6-Mittelmotor, der auf der IAA 2003 gezeigt wurde. Es bestehen gewisse Ähnlichkeiten zum Konzeptauto Seat Formula, das 1999 gezeigt wurde.

### 2004: VW concept T
Das Konzept T ist ein Geländewagen/Crossover/Buggy, was bedeutet, dass er eine Mischung aus mehreren Modellen/Fahrzeugklassen bildet. Sein Aussehen ist sehr futuristisch. Die Flügeltüren schwenken leicht nach außen und gleichzeitig leicht nach oben. Die Spitzengeschwindigkeit wird bei 230 km/h elektronisch abgeregelt. Er wurde auf der Detroit Motor Show im Jahr 2004 vorgestellt.

### 2005: VW EcoRacer

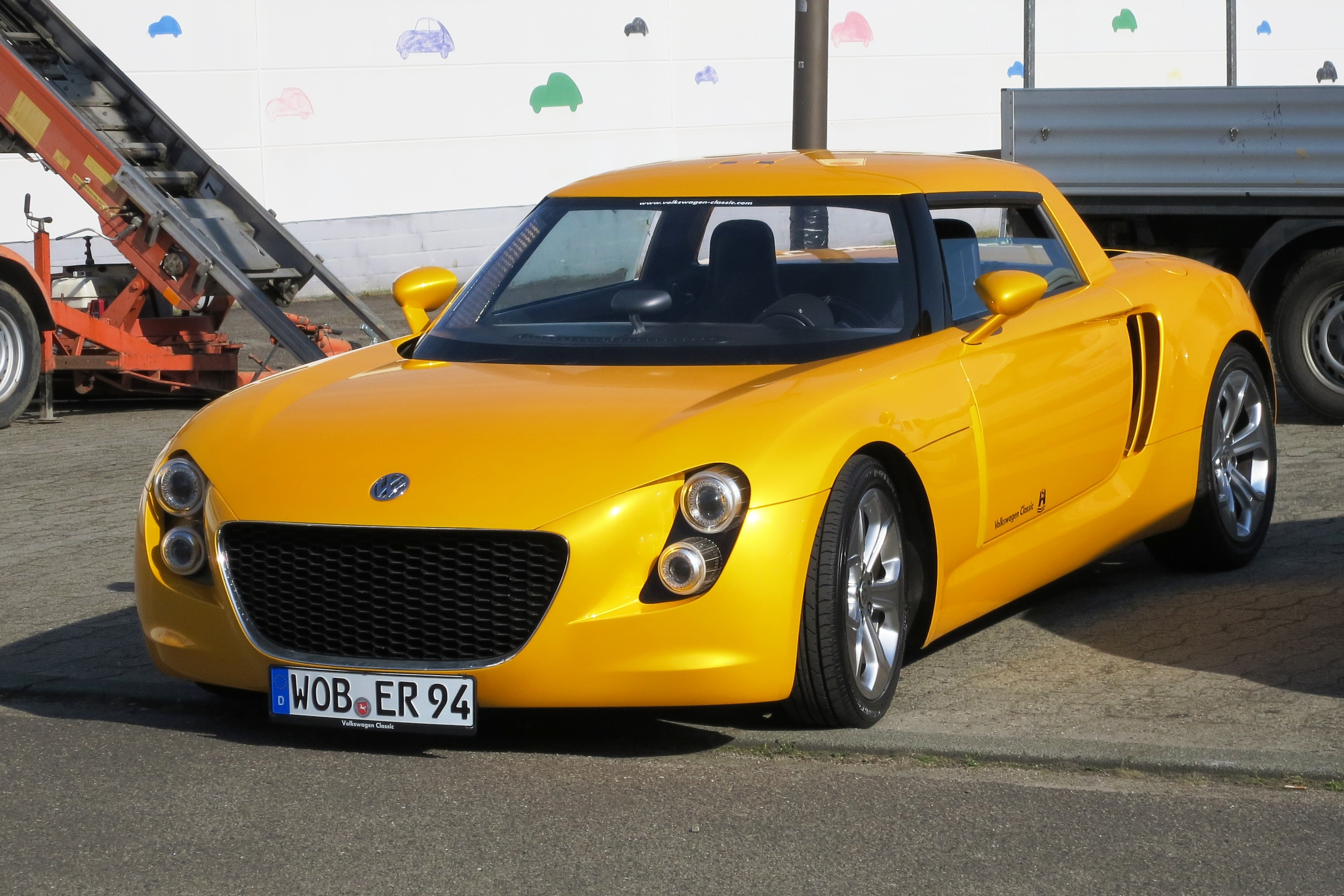
EcoRacer

Die Studie EcoRacer, ein sparsamer Sportwagen, wurde 2005 auf der Tokyo Motor Show gezeigt. Laut VW beschleunigt der Wagen in 6,3 Sekunden auf Tempo 100 und erreicht eine Höchstgeschwindigkeit von 230 km/h. Der Normverbrauch im Drittelmix soll bei nur 3,4 Liter liegen. Der Motor gilt als Vorläufer der neuen TDI-Motoren mit Common-Rail-Technik, die ab 2007 zum Einsatz kamen.

### 2005: VW New Beetle Ragster
Basis für das Konzept mit der stark abgesenkter Dachpartie ist ein verstärktes Cabrio, dessen vordere A-Säulen um rund neun Zentimeter gekürzt wurden. Das Verdeck wurde durch einen U-förmigen Bügel ersetzt, der als Rahmen für das „Ragtop“ genannte Faltschiebedach dient.

### 2006: VW Crafter Atacama
Der VW Crafter Atacama verfügt über einen Allradantrieb und ist somit auch für das Gelände geeignet.

### 2006: VW GX3

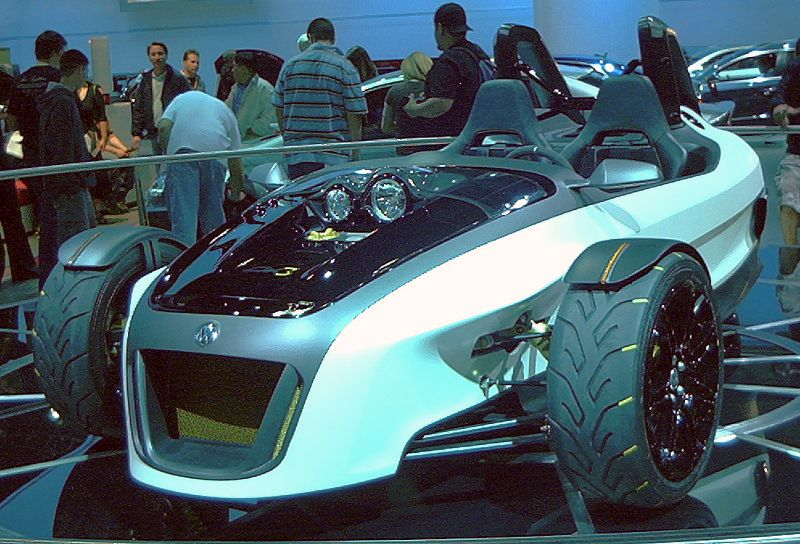
GX3

Der VW GX3 ist ein offenes dreirädriges Fahrzeug. Es wurde 2006 auf der Los Angeles Auto Show vorgestellt.

### 2006: VW Neeza
Der VW Neeza ist ein Crossover aus einem Kombi, Coupé und einem SUV für den asiatischen Markt. Er wurde 2006 auf der Auto China in Peking vorgestellt.

### 2007: VW Golf GTI W12 650

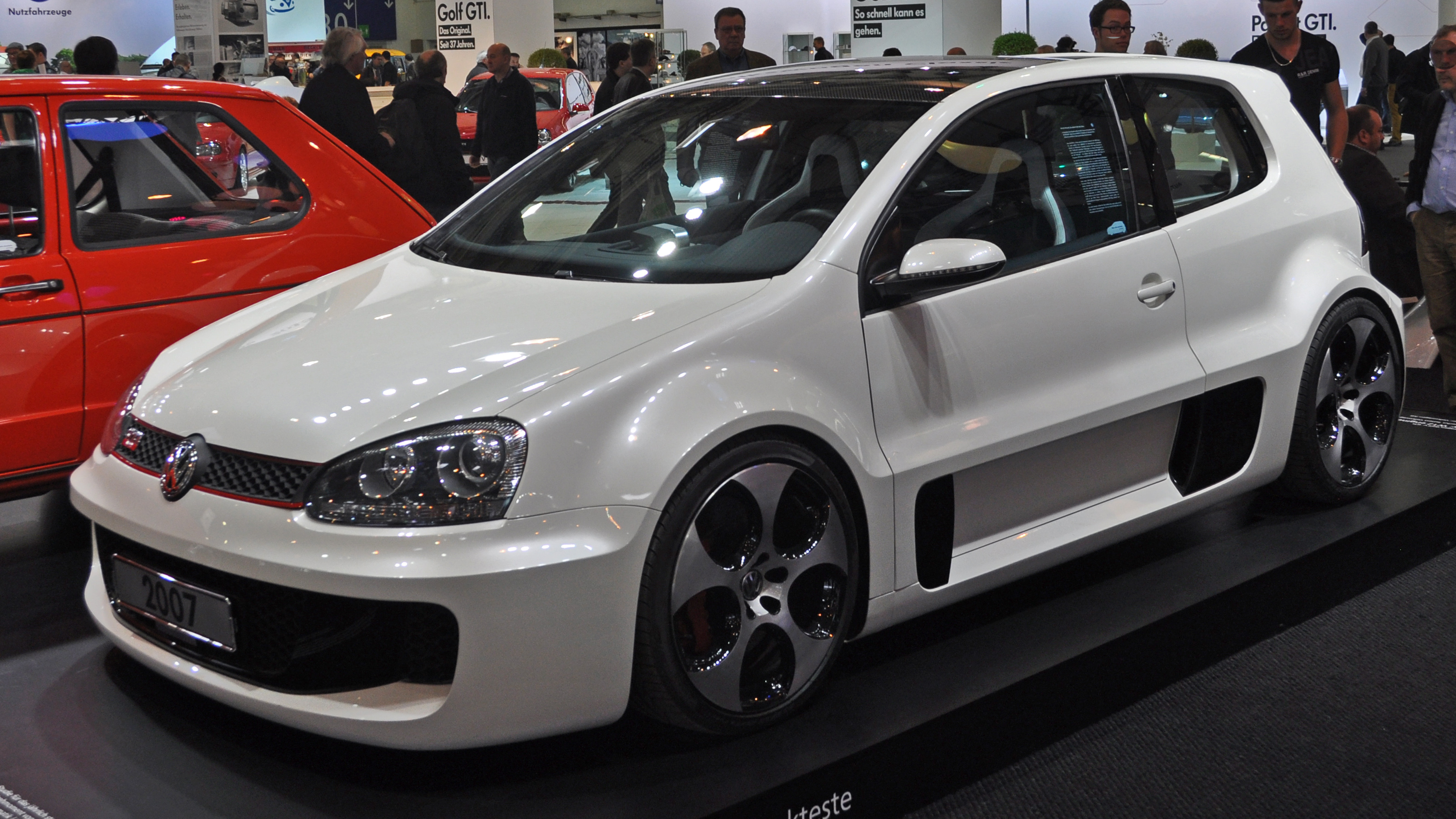
Golf GTi W12 650

Anlässlich des GTI-Treffens in Reifnitz am Wörthersee 2007 entwickelte Volkswagen die Studie GTI W12 650. Er basiert auf dem Golf V. Die Studie steht auf 19-Zoll-Rädern im Design des Golf V GTI. Der 6,0-Liter-Biturbo-W12-Motor ist als Mittelmotor vor der Hinterachse eingebaut. Er leistet 478 kW (650 PS), hat ein Drehmoment von 750 Newtonmetern und beschleunigt das Fahrzeug in 3,7 Sekunden von 0–100 km/h. Die Höchstgeschwindigkeit liegt bei 325 km/h.

### 2007: VW Space Up! / Space Up! Blue
Der VW Space Up! ist eine Studie eines Minivans. Er wurde 2007 auf der Tokio Motor Show vorgestellt. Eine weitere Variante des VW Space Up! ist der Space Up! Blue. Dieser wurde im gleichen Jahr auf der Los Angeles Auto Show präsentiert und besitzt einen Elektromotor.

### 2009: VW BlueSport

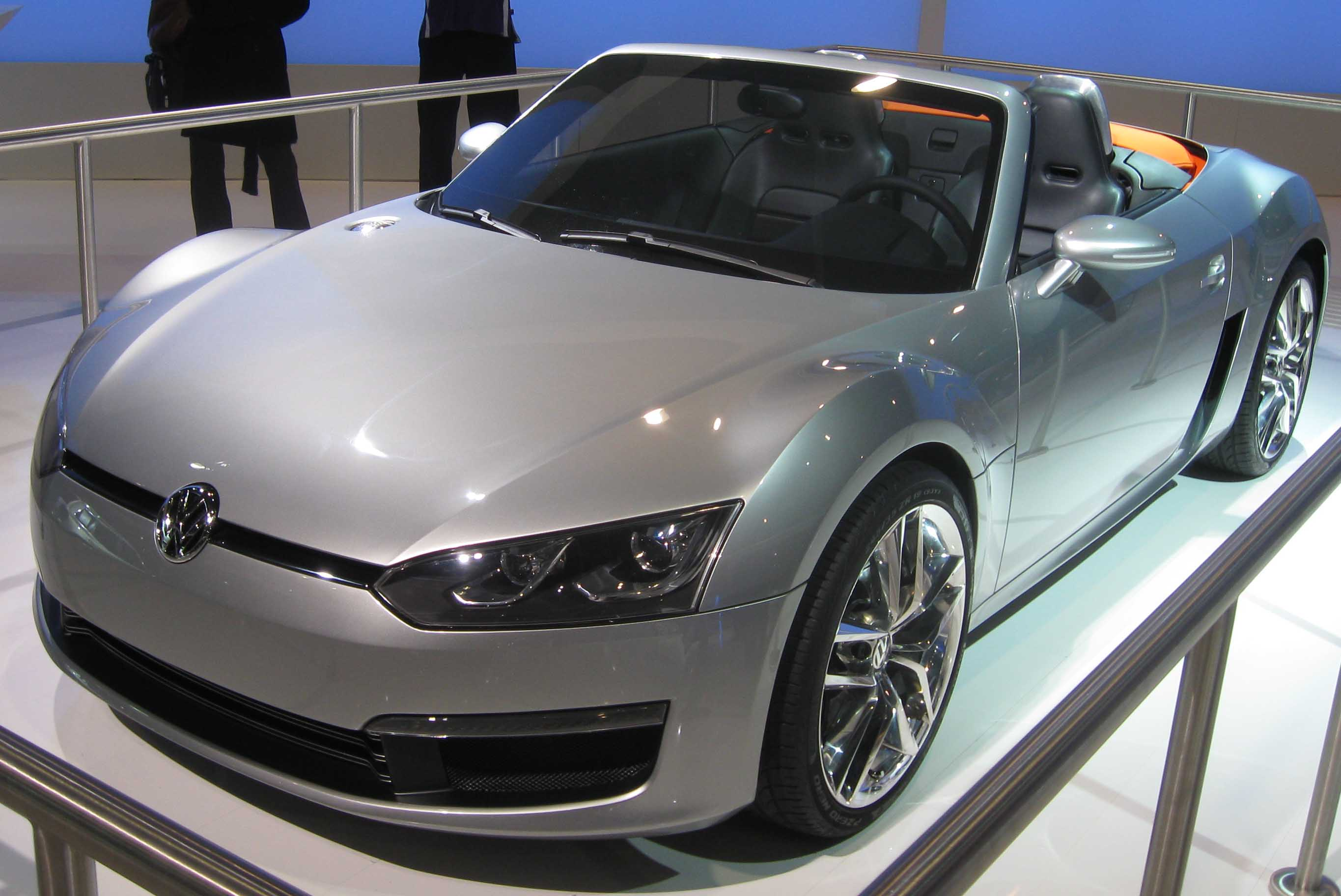
BlueSport

Der auf der Detroit Motor Show 2009 vorgestellte VW BlueSport ist ein zweisitziger Mittelmotor-Roadster. Über ein Sechsgang-DSG bringt er die 350 Nm des 180 PS Dieselmotors auf die Hinterachse. Als Achslastverteilung wird 45:55 angegeben, der Verbrauch liegt laut VW bei 4,3 l Diesel, der CO2-Ausstoß bei 113 g/km. Ein Sprint von 0 auf 100 km/h soll in 6,6 Sekunden möglich sein, die Höchstgeschwindigkeit beträgt 226 km/h. Das Z-förmige Faltdach ist manuell bedienbar, durch den Verzicht auf einen Elektromotor wird Gewicht gespart. Der VW BlueSport hat zwei Kofferräume mit vorne 112 l und hinten 70 l Fassungsvermögen. VW plante, den BlueSport 2014 in Serie zu bauen.

### 2009: VW Up Lite

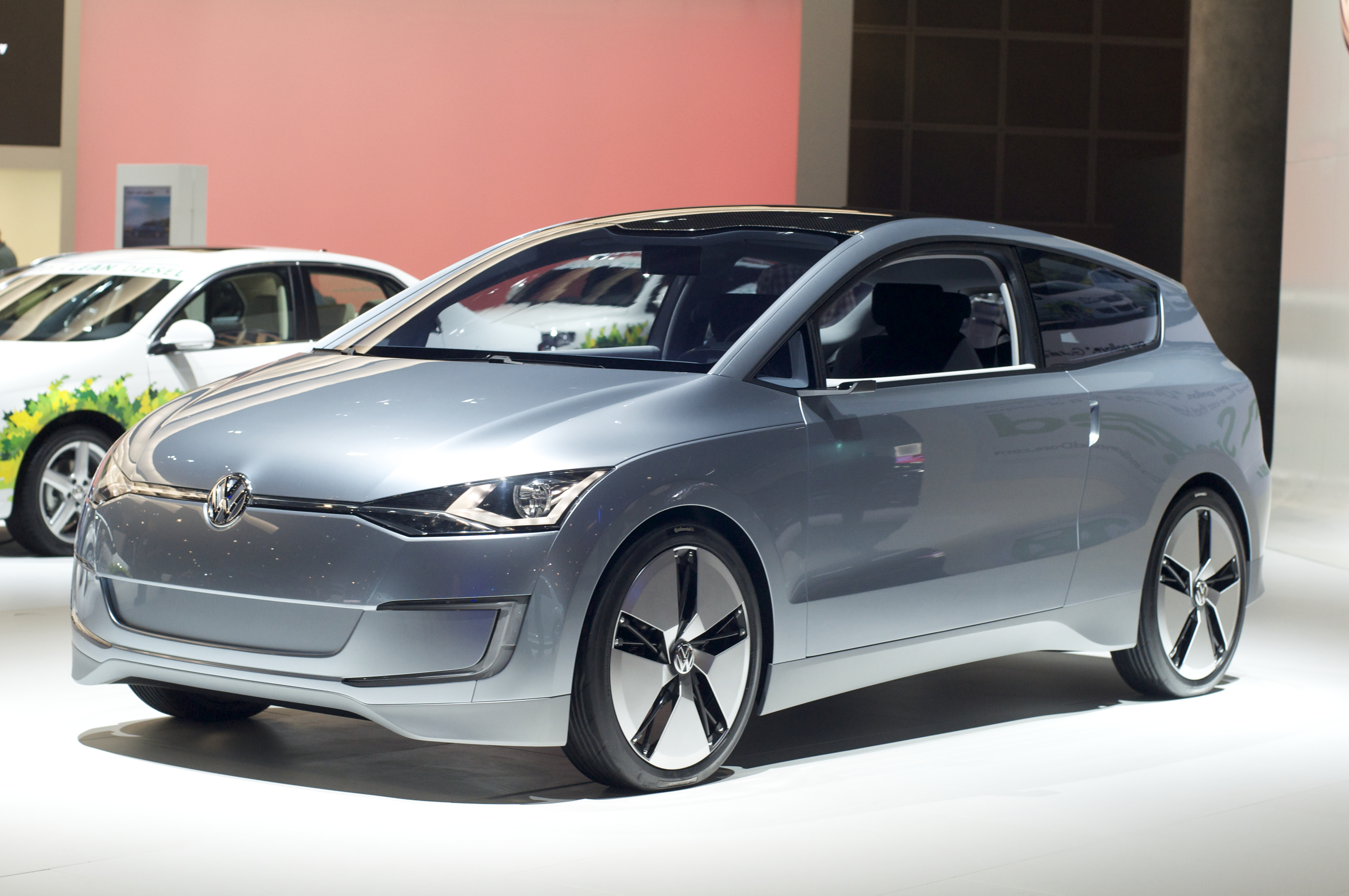
Up Lite

Der up! Lite ist die Studie eines viersitzigen Niedrigverbrauchsfahrzeugs von Volkswagen, das 2009 auf der Los Angeles Auto Show der Öffentlichkeit vorgestellt wurde. Als Normverbrauch wird 2,44 l (Diesel) für 100 km angegeben, äquivalent 65 g CO2/km. Die Höchstgeschwindigkeit der Studie wird mit 160 km/h angegeben, die Beschleunigung von 0 auf 100 km/h dauert 12,5 s.

### 2010: VW IN
Der IN ist eine Design-Studie eines zweisitzigen Niedrigverbrauchsfahrzeugs von Volkswagen, das Februar 2010 der Öffentlichkeit vorgestellt wurde.

### 2010: VW New Compact Coupé

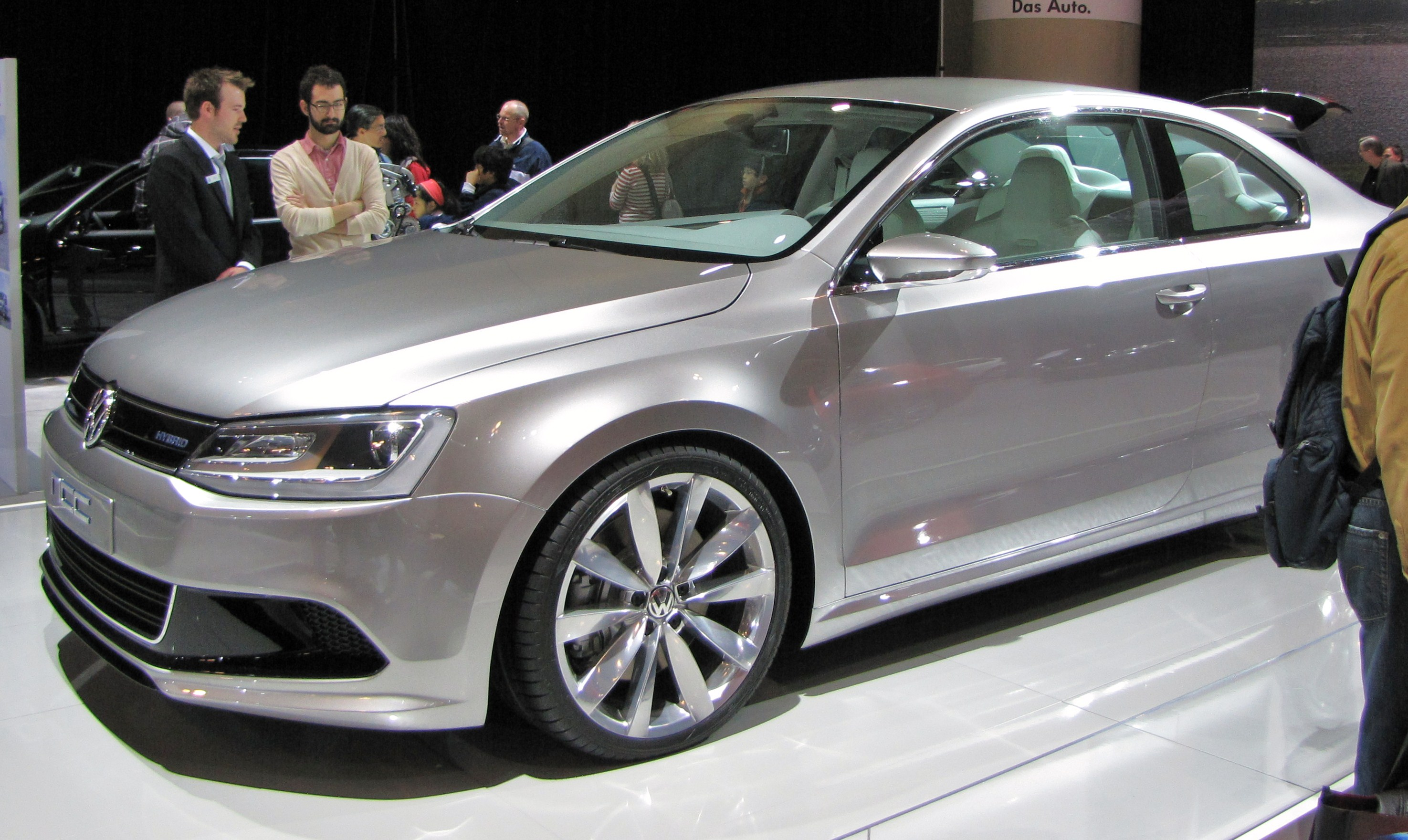
New Compact Coupé

Das VW New Compact Coupé (kurz VW NCC) ist ein seriennahes Konzeptfahrzeug, das im Januar 2010 auf der NAIAS in Detroit präsentiert wurde. Dieses zweitürige Coupé verfügt über einen Hybridantrieb und soll als Serienmodell zwischen dem VW Scirocco und dem Passat CC positioniert werden.

### 2010: VW Milano Taxi
Der VW Milano ist ein elektrisch angetriebener Prototyp eines Taxis, der 2010 auf der Hannover-Messe vorgestellt wurde. Das im Design leicht an den ersten VW-Bus angelehnte Fahrzeug verfügt über nur 3 Sitze. An die Stelle des Beifahrersitzes tritt eine Gepäckablage. Das Fahrzeug ist als Studie gedacht.

#### 2010: VW Berlin Taxi
Das VW Berlin Taxi Concept ist aufgebaut wie das Milano Concept.

#### 2010: VW London Taxi
Das VW London Taxi Concept ist aufgebaut wie das Milano Concept.

### 2011: VW Go

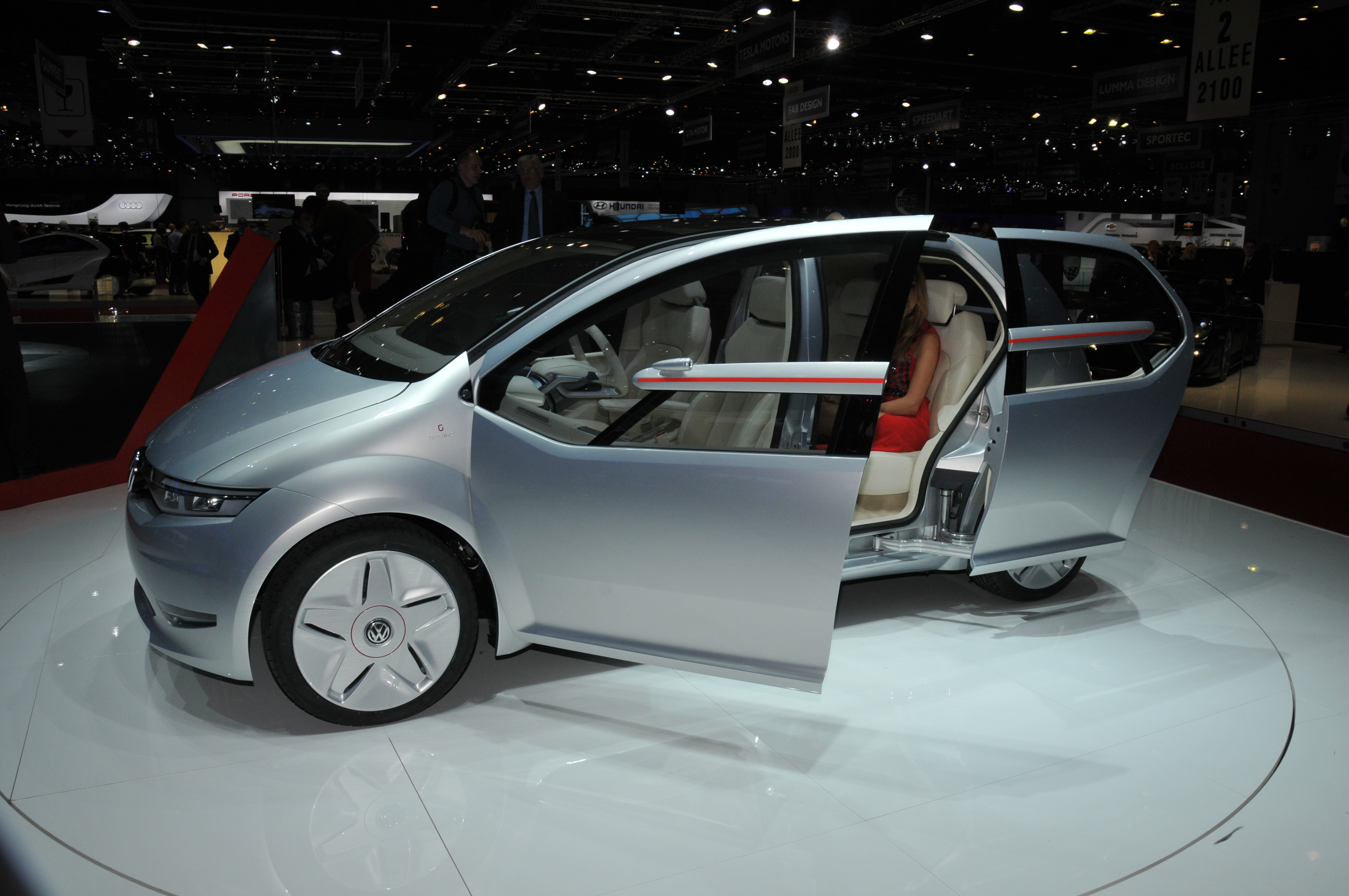
Go

Der VW Go wird von einem Elektromotor angetrieben, dessen Antriebseinheit bereits in der VW Studie Milano Taxi präsentiert wurde. Er basiert auf dem Modularen Querbaukasten. Die Reichweite des VW Go gibt Giugiaro mit 240 Kilometer an. Der Viertürer besitzt LED-Scheinwerfern. Die Türen des VW Go sind gegenläufig angeschlagen und werden mittels Druckknöpfe an der B-Säule geöffnet. Er wurde 2011 auf dem Genfer Auto-Salon vorgestellt.

### 2011: VW Tex

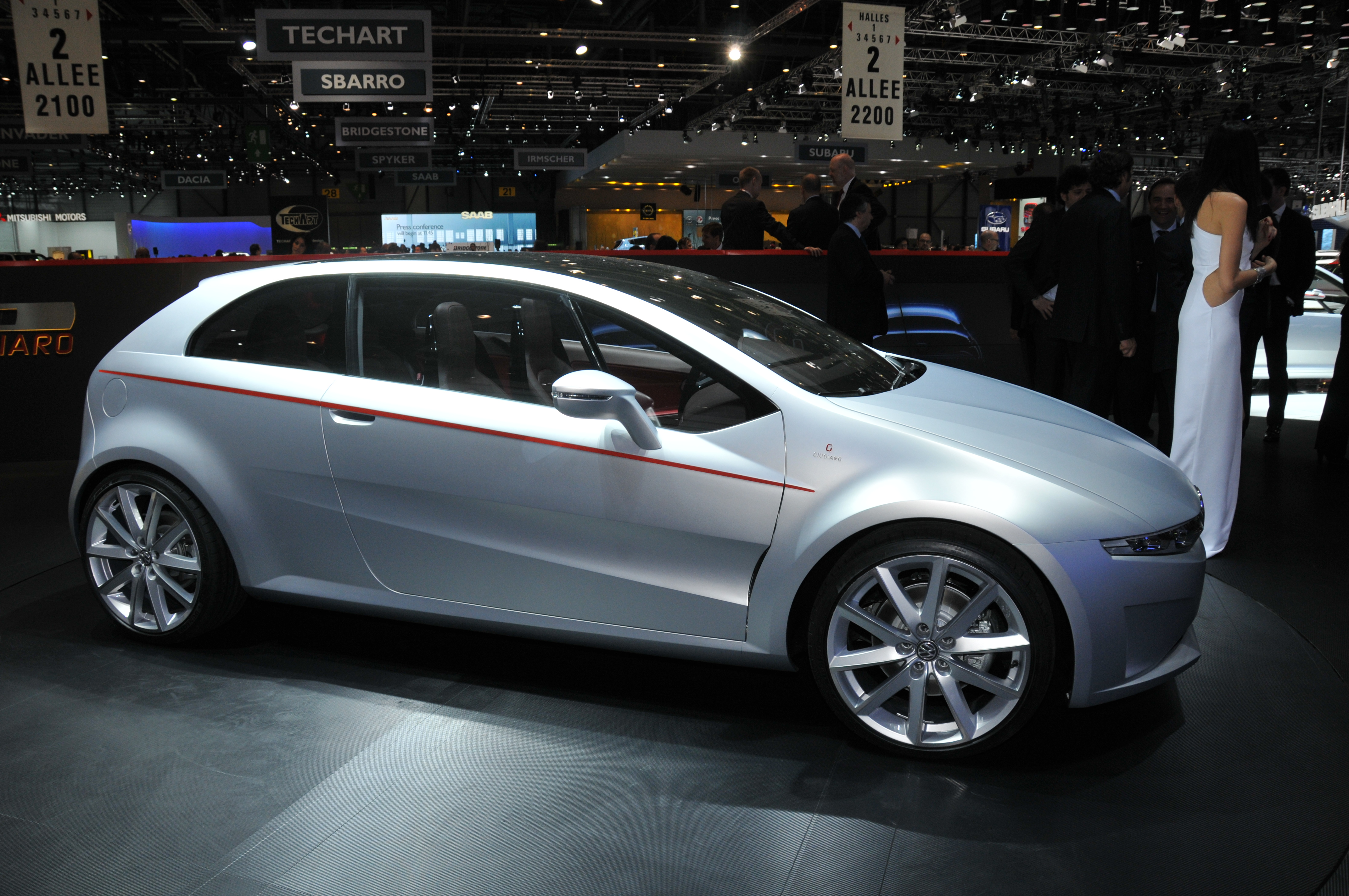
Tex

Der VW Tex von Giugiaro ist ein zweitüriges Coupé. Er basiert auf dem Modularen Querbaukasten. Angetrieben wird der VW Tex von einem 1,4-Liter-Turbo-Motor in Kombination mit einem 85-kW-Elektromotor. Nach Angaben von Giugiaro soll der VW Tex in 6,0 Sekunden von null auf 100 km/h beschleunigen. Die Höchstgeschwindigkeit liegt bei 220 km/h. Der Wagen wurde 2011 auf dem Genfer Auto-Salon vorgestellt.

### 2011: VW Bulli

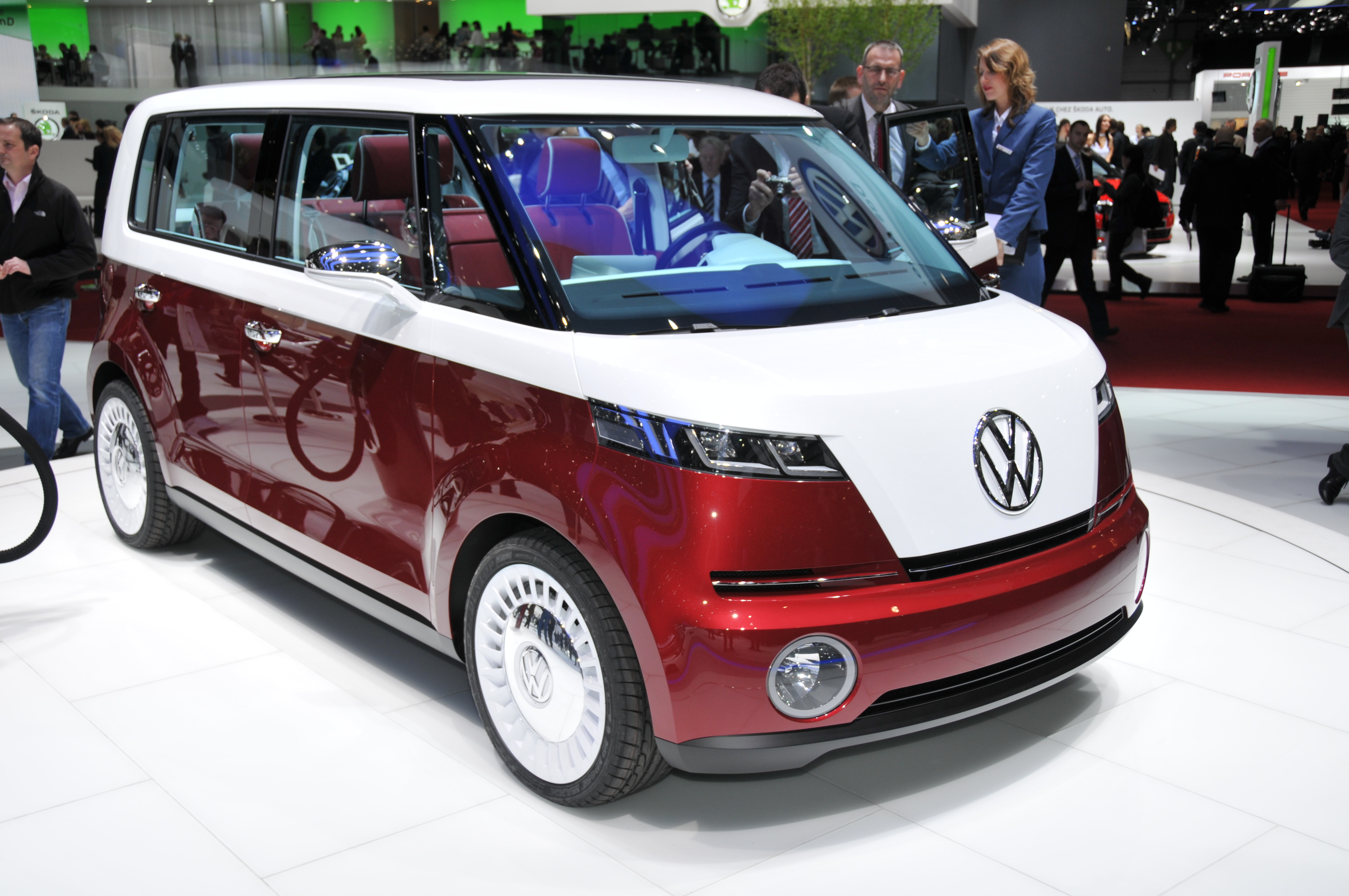
Bulli

2011 stellte VW auf dem Genfer Auto-Salon eine neue Version des VW Bulli vor, die eine Hommage an den ersten T1-Bus der 1950er-Jahre sein soll.

### 2011: VW NILS

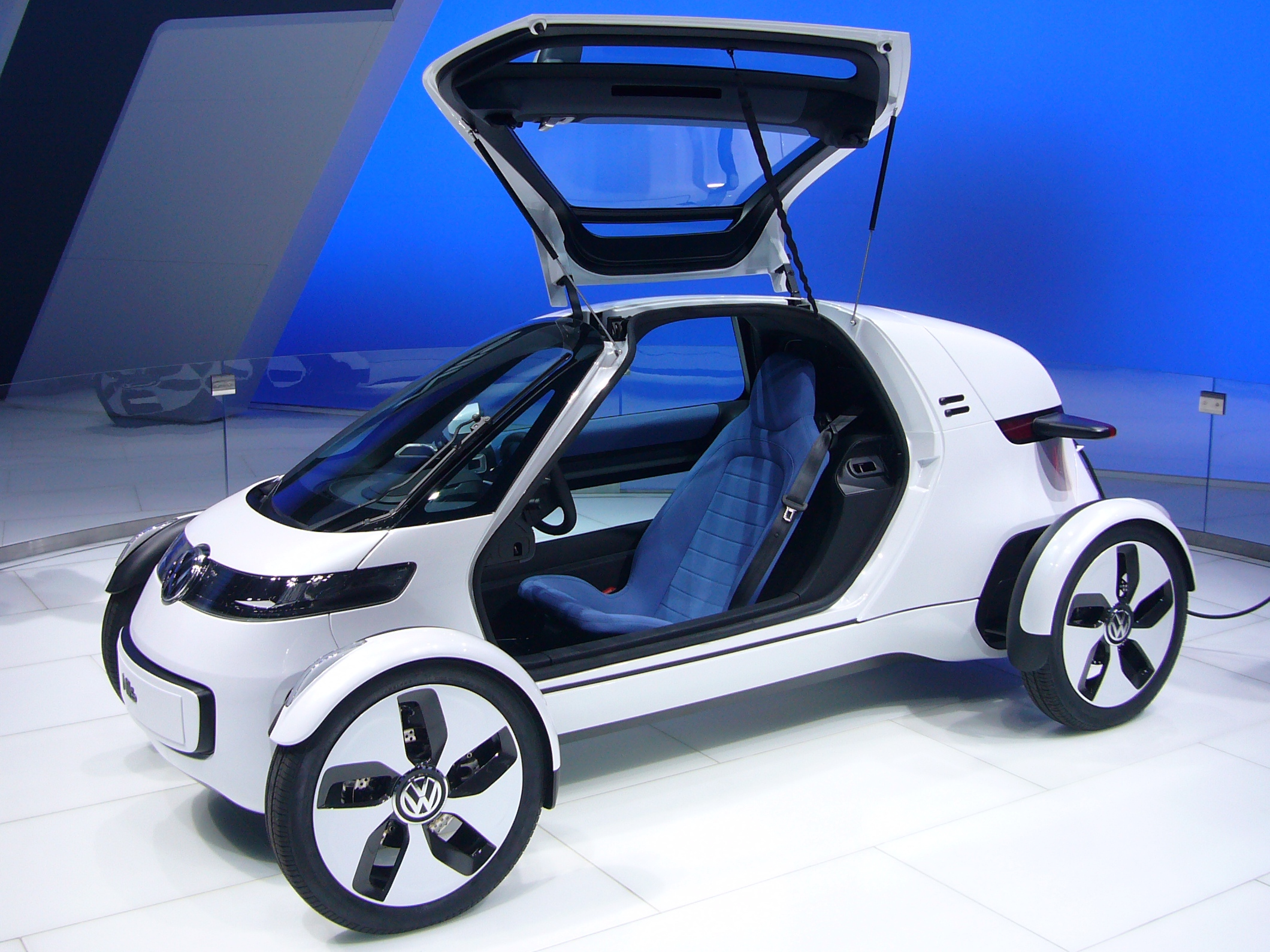
NILS

Der VW Nils ist ein elektrisch angetriebenes Forschungsfahrzeug, das als Kleinstwagen für Pendler und die Minimalmobilität im städtischen Raum konzipiert ist. Er wurde auf der IAA 2011 vorgestellt.

### 2011: VW Race Touareg 3 Qatar
Der Race Touareg 3 Qatar hat einen Dieselmotor mit einer Leistung von 310 PS. Bei der Studie nutzte man das Chassis des Rallye-Dakar-Rennautos und veredelte es. So verfügt die Studie beispielsweise über 18-Zoll-Räder in Goldoptik, Mittelkonsole aus eloxiertem Aluminium, zweifarbige Nubuk-Lederausstattung auf den Rennschalensitzen und Carbon. Laut VW soll der Race Touareg 3 Qatar innerhalb von sechs Sekunden auf Tempo 100 beschleunigen.

### 2011: VW Touareg V8 TDI Gold Edition
Der Touareg V8 TDI Gold Edition hat einen V8-Motor mit einer Leistung von 360 PS. Die 22-Zoll-Felgen sind mit 24-karätigem Gold beschichtet. Dies gilt auch für die Seitenleisten, Fensterumrandung, Kühlergrill und Heckzierleiste. Auch im Innenraum setzt sich die Goldoptik fort. Ein cremefarbener Alcantara-Bezug für den Dachhimmel, gleichfarbige Nappaledersitze mit großformatigen Absteppungen und handgefertigtes Nussbaum-Edelholz ergänzen das Interieur.

### 2011: VW eT

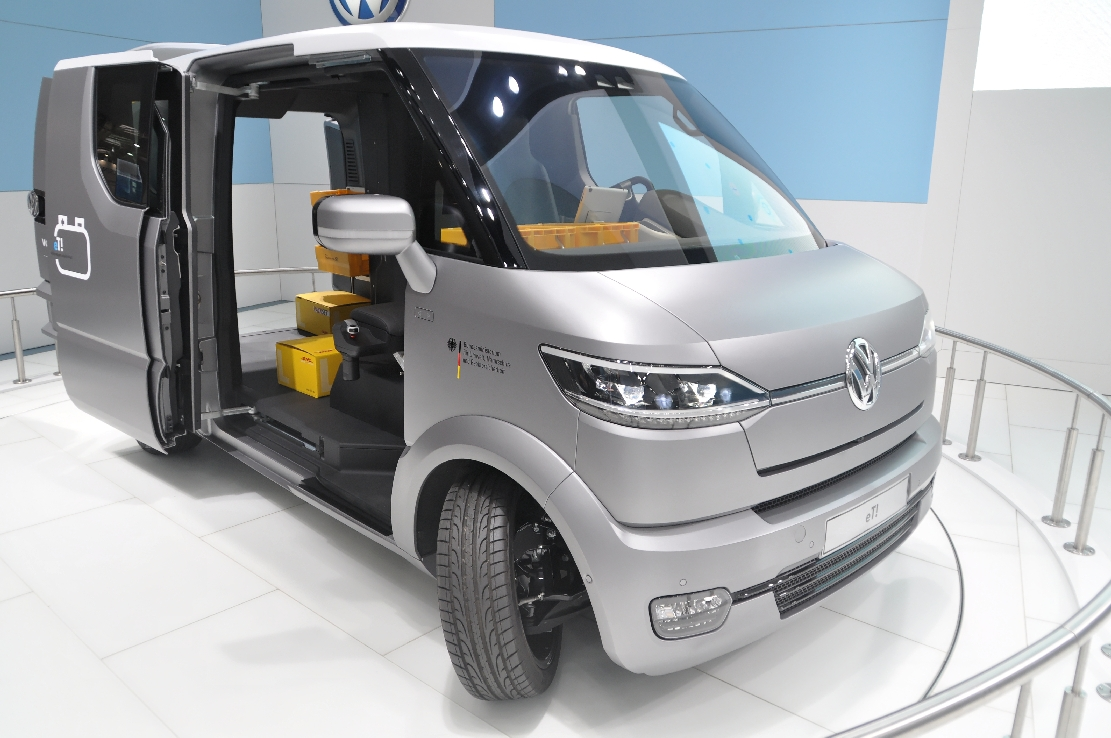
eT

Das Fahrzeug soll nach Angaben des Herstellers das derzeit machbare Technologie-Niveau für leichte Elektro-Nutzfahrzeuge zeigen. Es wurde auf der IAA – Nutzfahrzeuge 2012 vorgestellt.

### 2011: VW Buggy Up

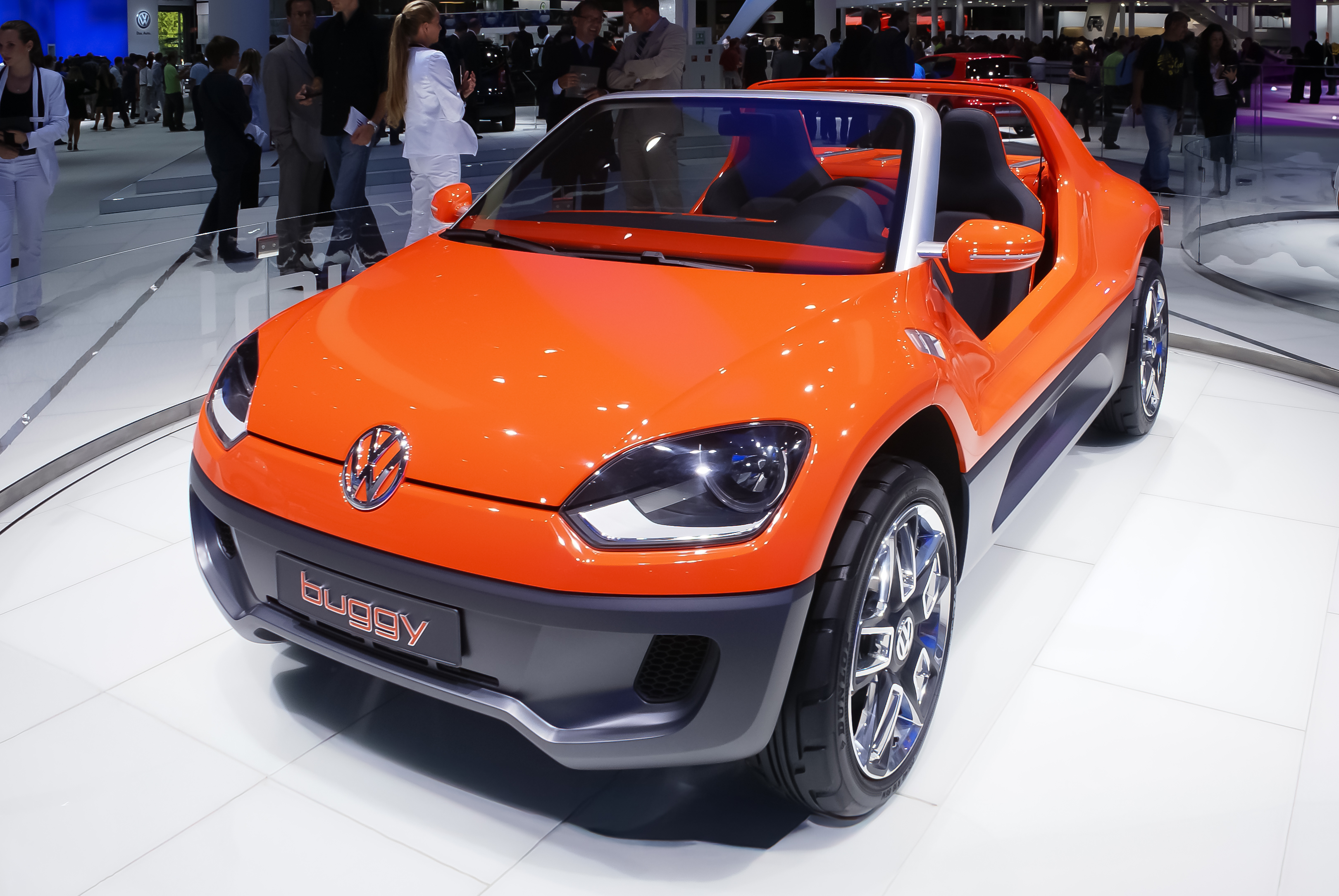
Buggy Up

Der VW buggy up! ist ein Kleinstwagen in Leichtbauweise. Er soll an den VW-Buggy erinnern. Er war eine von sechs Studien des VW Up auf der IAA 2011.

### 2011: VW GT Up

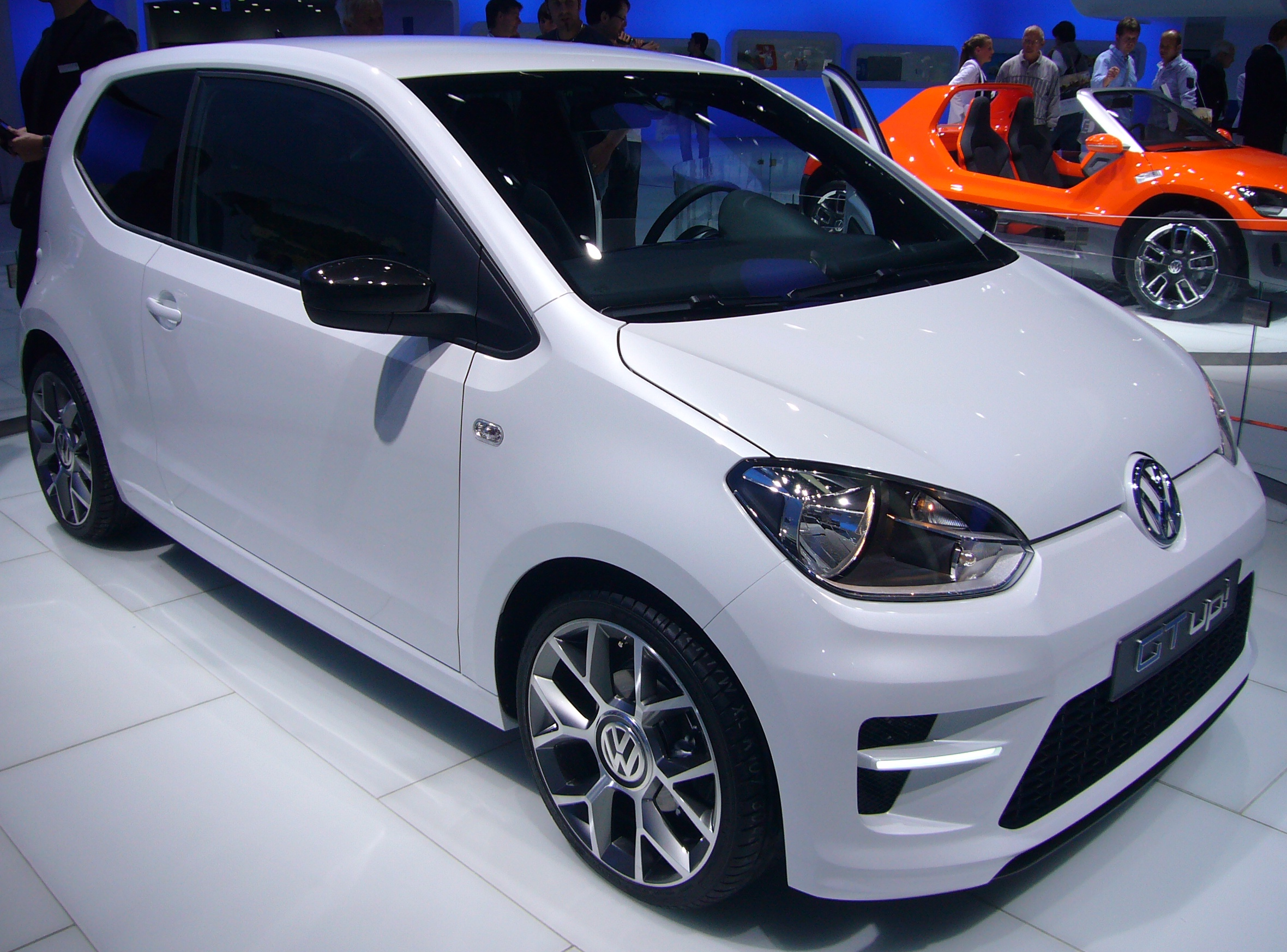
GT Up

Der GT up besitzt einen Motor mit einer Leistung von 100 PS. Er war eine von sechs Studien des VW Up auf der IAA 2011.

### 2011: VW Azzura Up
Der VW buggy up! ist ein Kleinstwagen in Leichtbauweise. Er soll an das Design einer luxuriösen Yacht erinnern. Er war eine von sechs Studien des VW Up auf der IAA 2011.

### 2011: VW Cross Coupe
Auf der Tokyo Motor Show 2011 präsentierte VW die Studie eines neuen Crossovers – eine Mischung aus viertürigem Coupé und kompaktem SUV. Der allradgetriebene Wagen hat unter der Motorhaube einen 150-PS-Ottomotor und einen 54 PS starken Elektromotor. Ein zweiter Elektromotor mit einer Leistung von 116 PS befindet sich an der Hinterachse.

### 2012: VW Cross Coupe TDI
Der VW Cross Coupe TDI wurde 2012 auf dem Auto-Salon in Genf vorgestellt. Er hat statt eines Benzinmotors einen Dieselmotor mit einer Leistung von 190 PS.

### 2012: VW E-Bugster

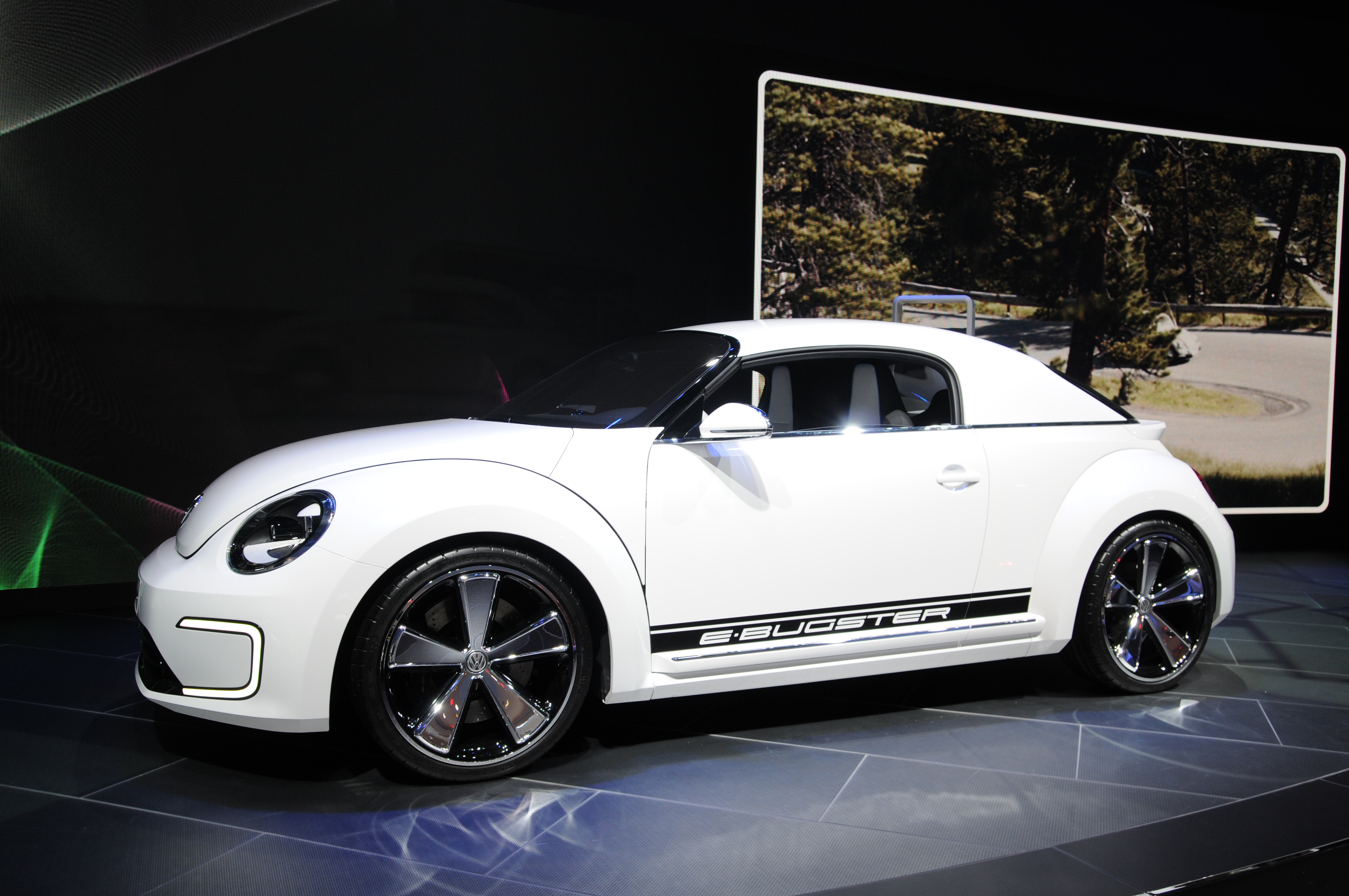
E-Bugster

Der VW E-Bugster ist eine Studie des VW Beetle Cabrios mit Elektroantrieb. Er wurde 2012 auf der NAIAS in Detroit vorgestellt.

### 2012: VW Taigun
Der VW Taigun ist ein Sport Utility Vehicle. Der Öffentlichkeit wurde der Taigun erstmals Ende 2012 als Konzeptfahrzeug auf dem Internationalen Automobilsalon in São Paulo vorgestellt. Die deutsche Markteinführung des Serienmodells war laut VW für Anfang 2016 geplant und sollte die SUV-Produktpalette nach dem VW Touareg und dem VW Tiguan nach unten hin erweitern. Anfang Februar 2016 wurde das Projekt eingestellt mit dem Verweis, im März auf dem Genfer Auto-Salon eine weitere SUV-Studie vorzustellen.

### 2013: VW e-Co-Motion

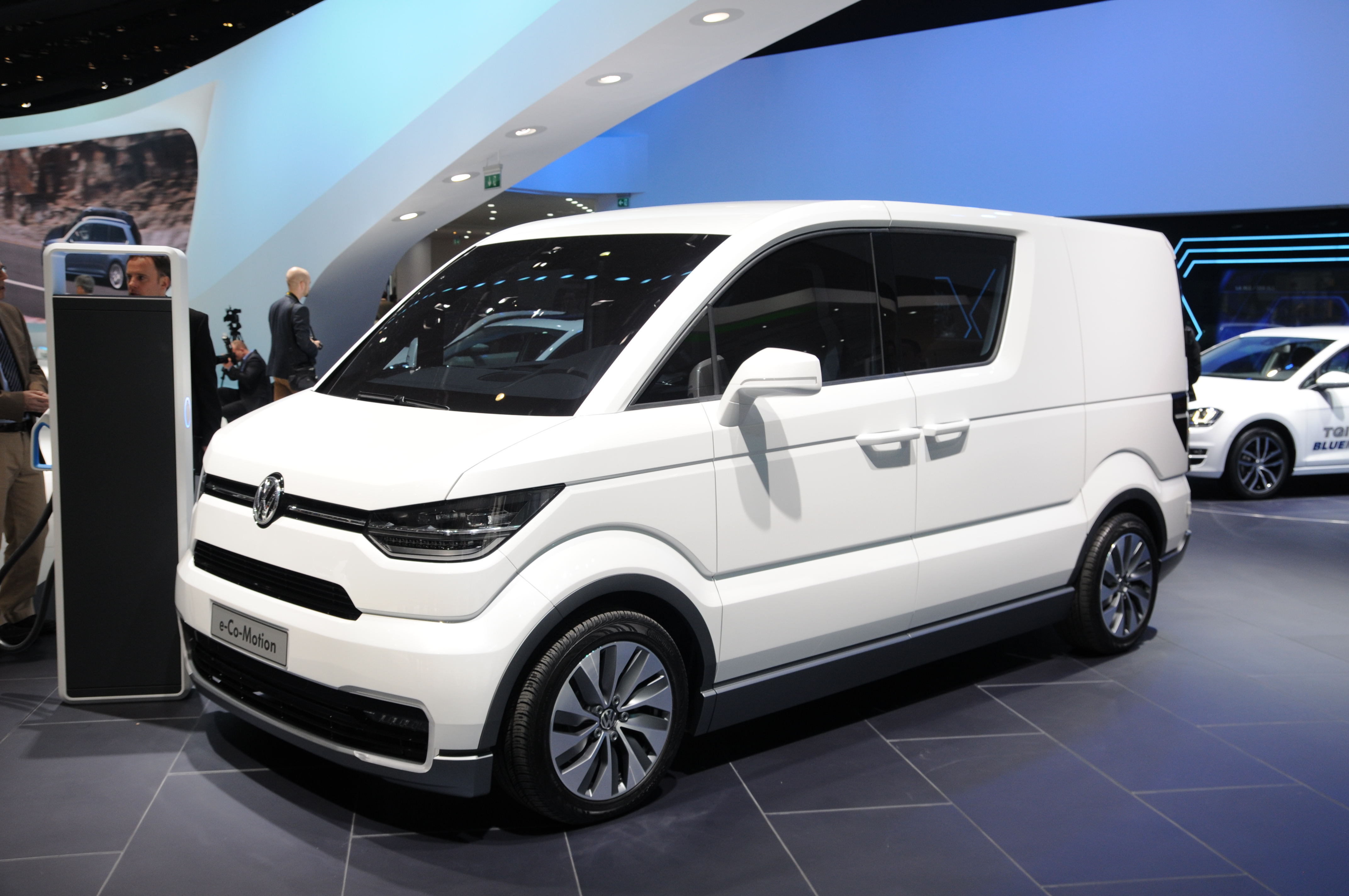
e-Co-Motion

Der VW e-Co-Motion ist eine Studie eines Transporters mit Elektroantrieb. Er wurde 2013 auf dem Genfer Auto-Salon vorgestellt.

### 2013: VW Design Vision GTI
Der Design Vision GTI wurde am Wörthersee auf dem GTI-Treffen 2013 vorgestellt. Der Motor leistet 503 PS.

### 2013: VW Twin Up
Der Twin Up nutzt die Antriebstechnik des VW XL1. Die Studie soll eine Reichweite von über 1000 km besitzen. Der Twin Up wurde auf der Tokyo Motor Show 2013 vorgestellt.

### 2013: VW Crossblue Coupé

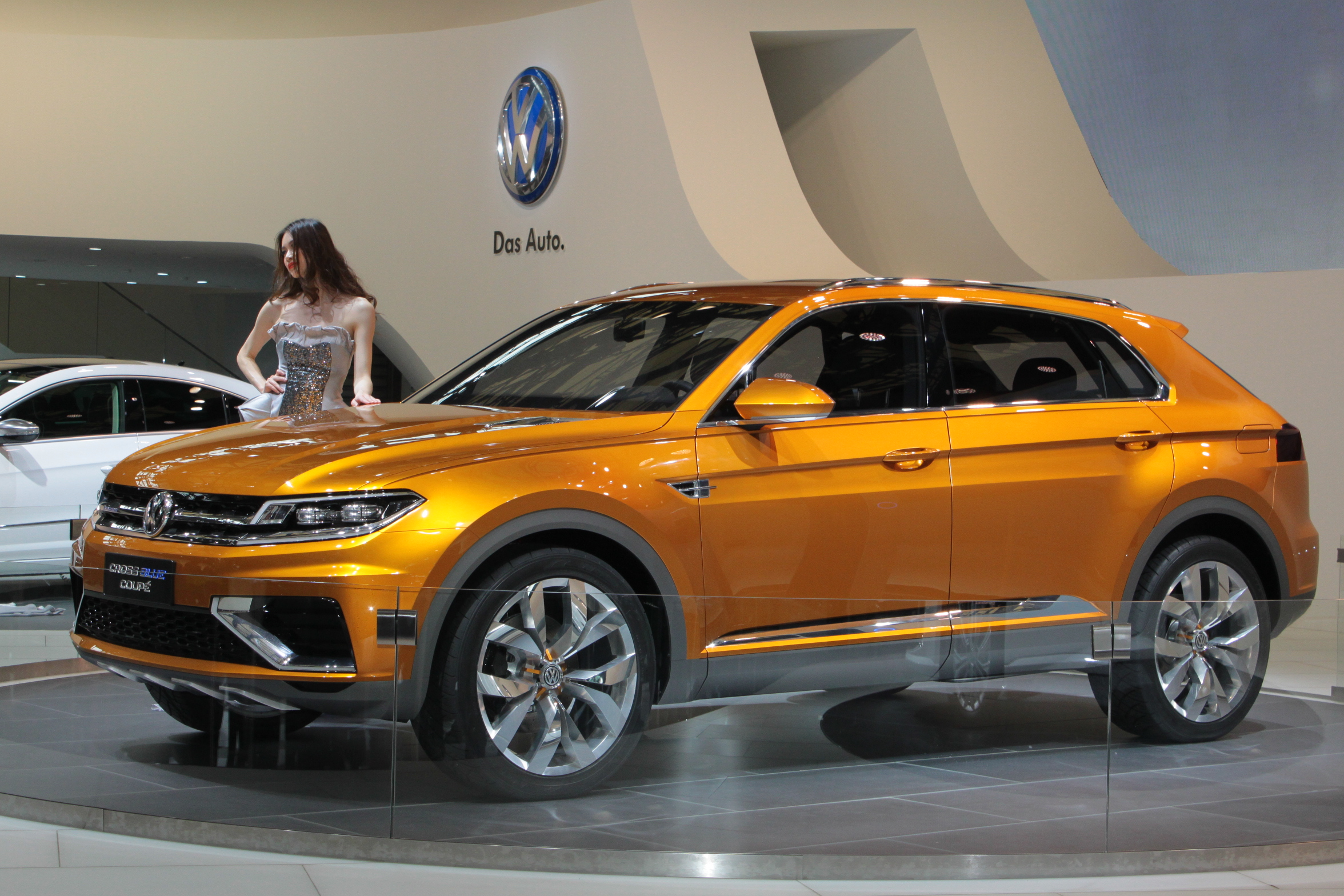
Crossblue Coupé

Der Crossblue Coupé ist ein SUV mit Hybridantrieb und einer Leistung von 415 PS. Er wurde auf der Shanghai Auto Show 2013 vorgestellt.

### 2014: VW XL Sport

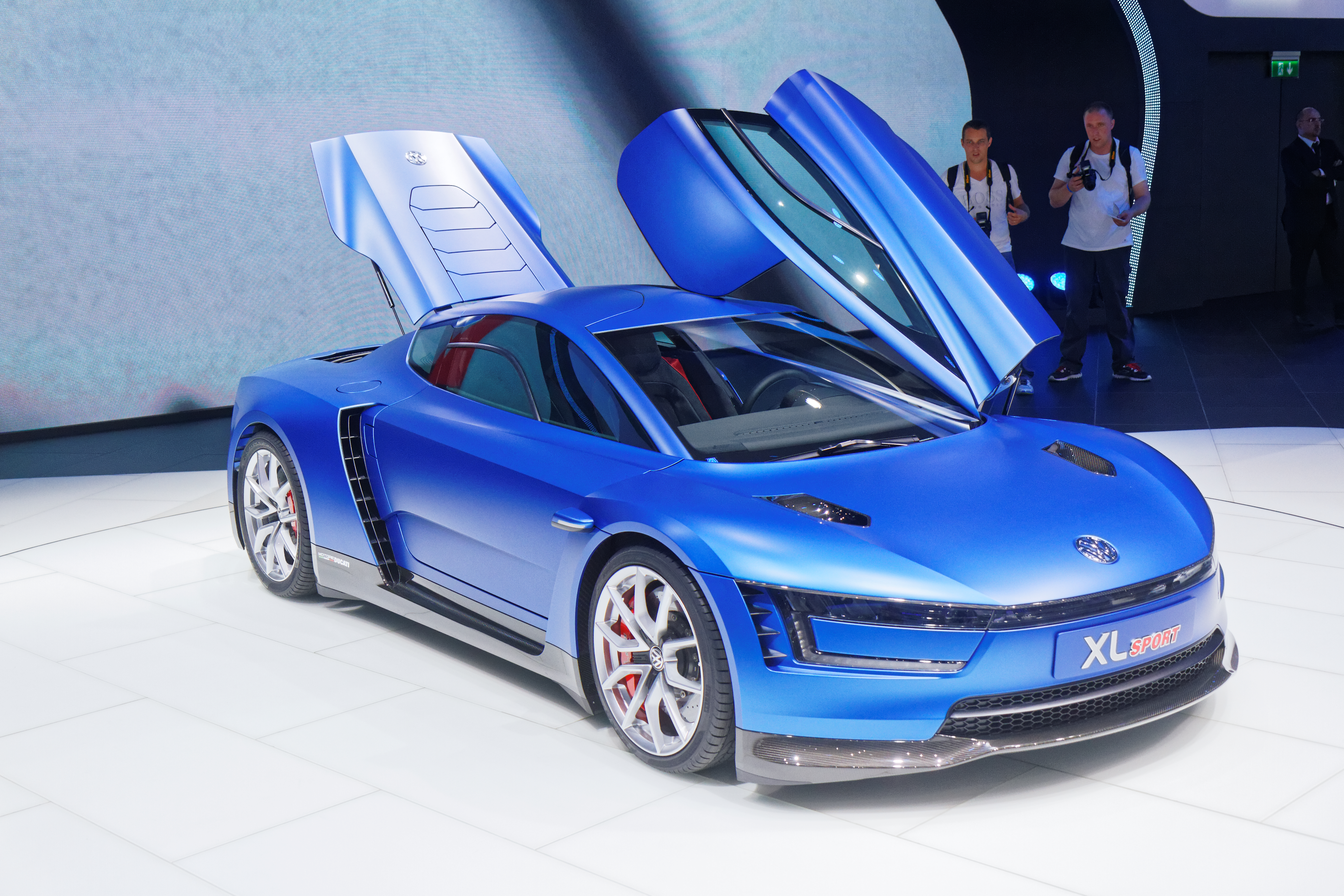
XL Sport

2014 stellte VW auf dem Autosalon Paris den VW XL Sport vor. Er besitzt einen Motor von Ducati mit einer Leistung von 200 PS.

### 2014: VW New Midsize Coupé
Das New Midsize Coupé (kurz VW NMC) ist eine Sportlimousine unterhalb des Passat. Er wurde auf der Peking Auto Show 2014 vorgestellt.

### 2014: VW Tristar

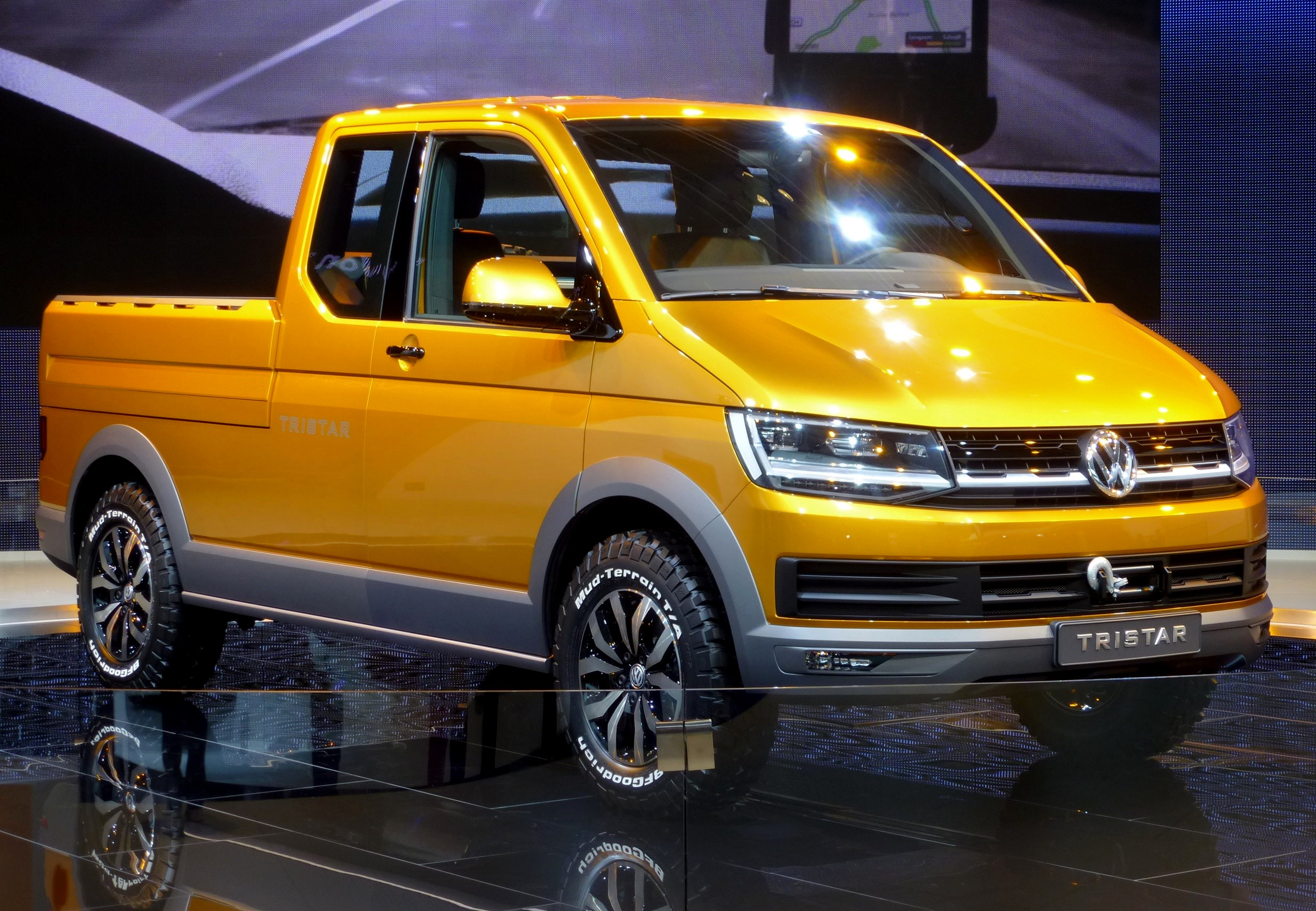
Tristar

Der VW Tristar ist ein Transporter, der einen Ausblick auf den VW T6 geben sollte. Er wurde 2014 auf der IAA Nutzfahrzeuge vorgestellt.

### 2014: VW GTI Roadster Concept
Der VW GTI Roadster hat VW für das Videospiel Gran Turismo 6 entwickelt. Vorgestellt wurde die Studie erstmals am Wörthersee auf dem GTI-Treffen 2014. Der Motor leistet 503 PS.

### 2015: VW GTI Supersport Vision GT
Der VW GTI Supersport Vision GT hat VW für das Videospiel Gran Turismo 6 entwickelt. Vorgestellt wurde die Studie erstmals am Wörthersee auf dem GTI-Treffen 2015. Der Motor leistet 503 PS.

### 2015: VW Golf GTE Sport

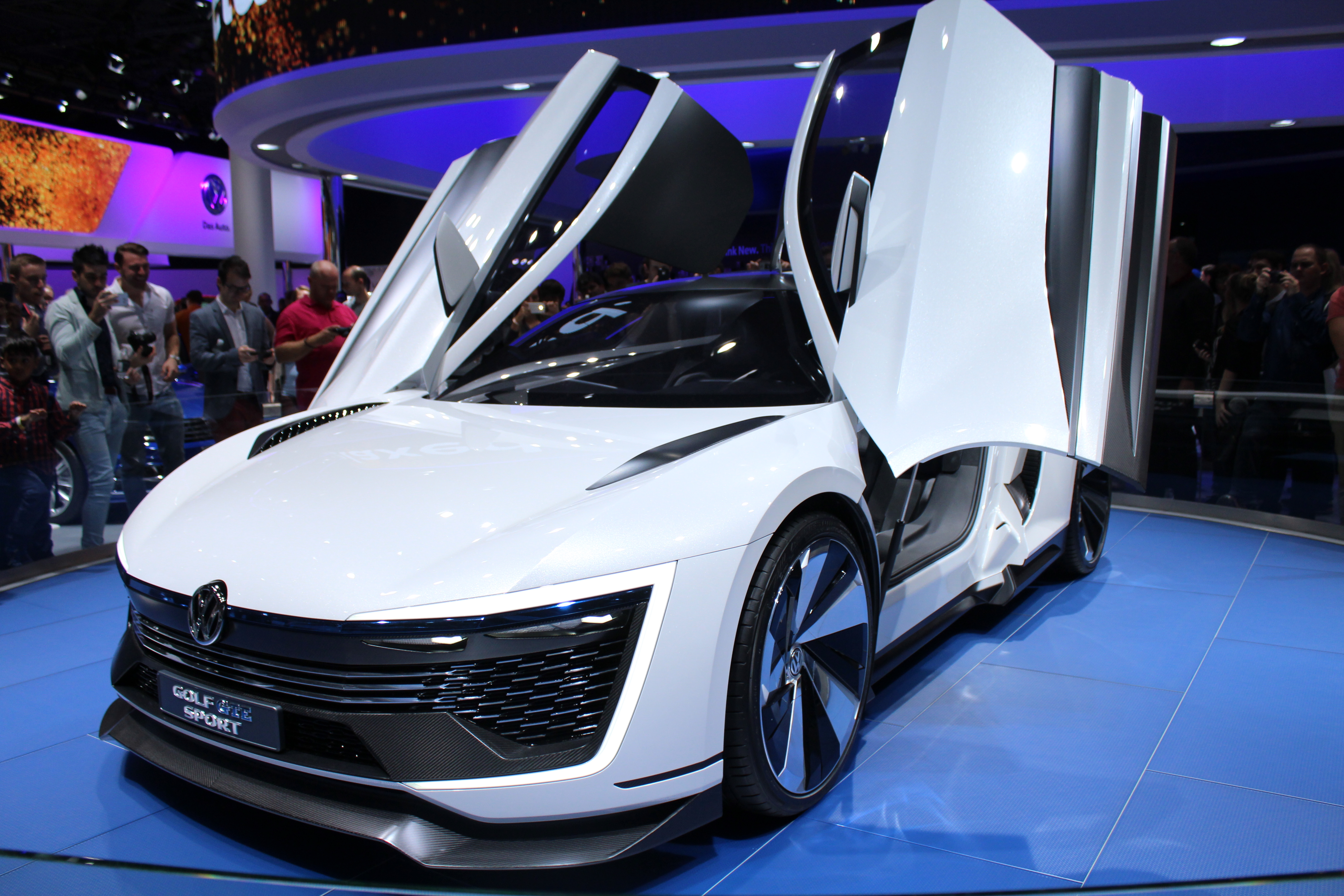
Golf GTE Sport

Der Golf GTE Sport wurde ebenfalls auf dem GTI-Treffen 2015 vorgestellt. Der Motor leistet 400 PS.

### 2017: Volkswagen Sedric
Der Sedric (SElf-DRIving Car) ist das erste Konzeptfahrzeug des Volkswagen-Konzerns. Außerdem ist er das erste Fahrzeug im Konzern, das für autonomes Fahren des Levels 5 konzipiert wurde. Er wurde 2017 auf dem Genfer Auto-Salon vorgestellt.

### 2017: VW Gen.E
Der VW Gen.E ist der Prototyp eines Elektrofahrzeugs, das im Juni 2017 vorgestellt wurde und Technologieträger für zukünftige Entwicklungen sein soll.
Er wurde erstmals bei den Future Mobility Days 2017 gezeigt. Das Fahrzeug ist in Leichtbauweise erstellt, dennoch auf hohe Crashsicherheit ausgelegt und verfügt über weiterentwickelte Lithium-Ionen-Zellen und einen auf den Fahrbetrieb optimieren Elektromotor. Mit einer Akkuladung soll er eine Strecke von über 400 Kilometer bewältigen können. Bei dem Modell handelt es sich um ein EA-Modell (Entwicklungsauftrag) aus dem Fundus von Volkswagen, das „mindestens fünf Jahre alt ist und zu Demonstrationszwecken für das mobile Laden auf den Stand gerollt wurde“. Im Vordergrund des Innovationsmoduls stand nicht das Fahrzeug, sondern ein kleiner mobiler Roboter, der selbstständig E-Autos zum Beispiel in Tiefgaragen oder Parkhäusern zum Aufladen anschließen kann.

### 2021: VW ID. Life

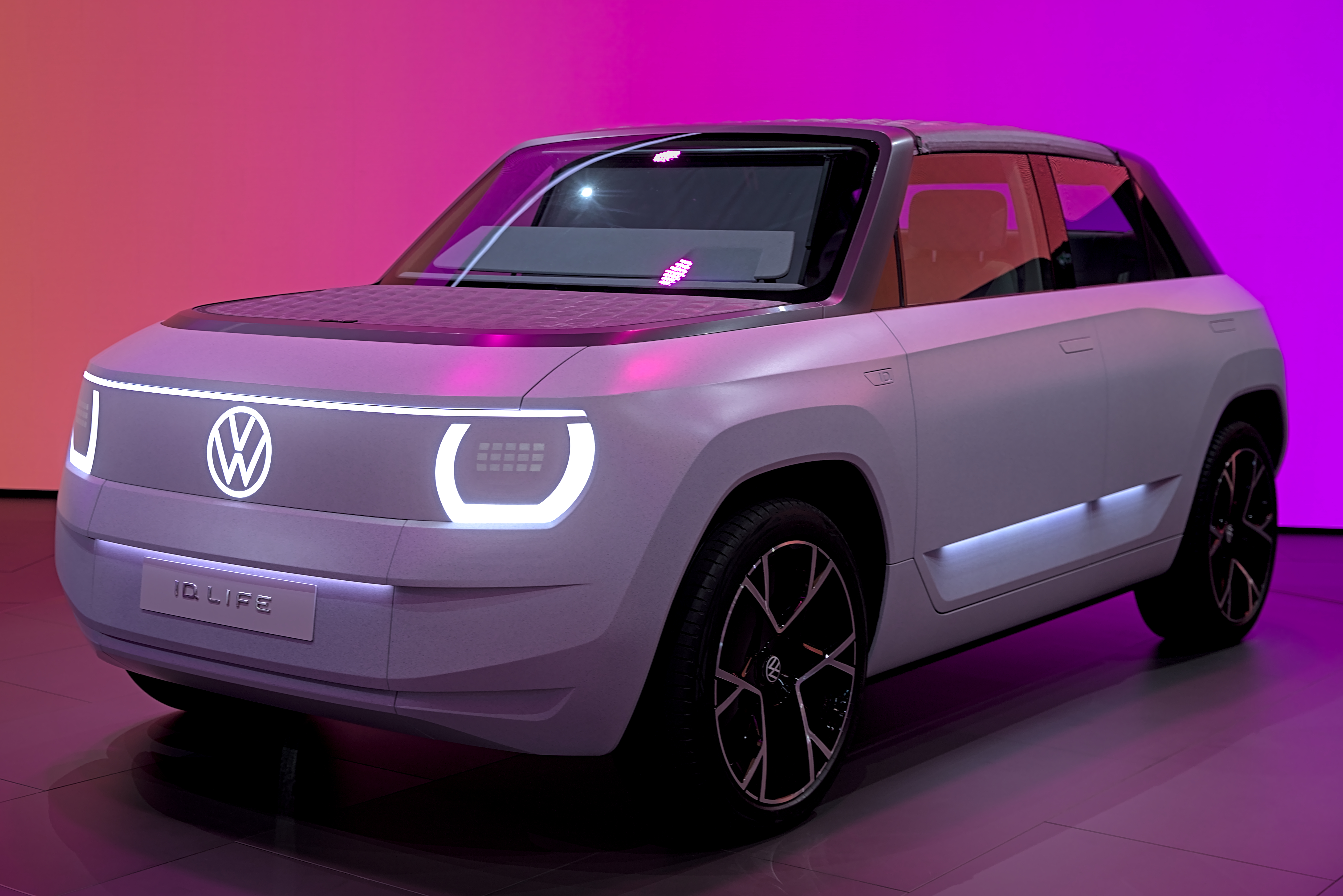
ID. Life auf der IAA 2021

Anlässlich der IAA 2021 präsentierte VW mit dem 4,09 Meter langen ID. Life einen Ausblick auf ein Modell unterhalb des ID.3.

### 2022: VW Gen.Travel
Nach Autonomiestufe 5 soll das Konzeptfahrzeug VW Gen.Travel fahren können, das im September 2022 auf der Chantilly Arts & Elegance bei Paris präsentiert wurde.

### 2023: VW Ladybug Beetle

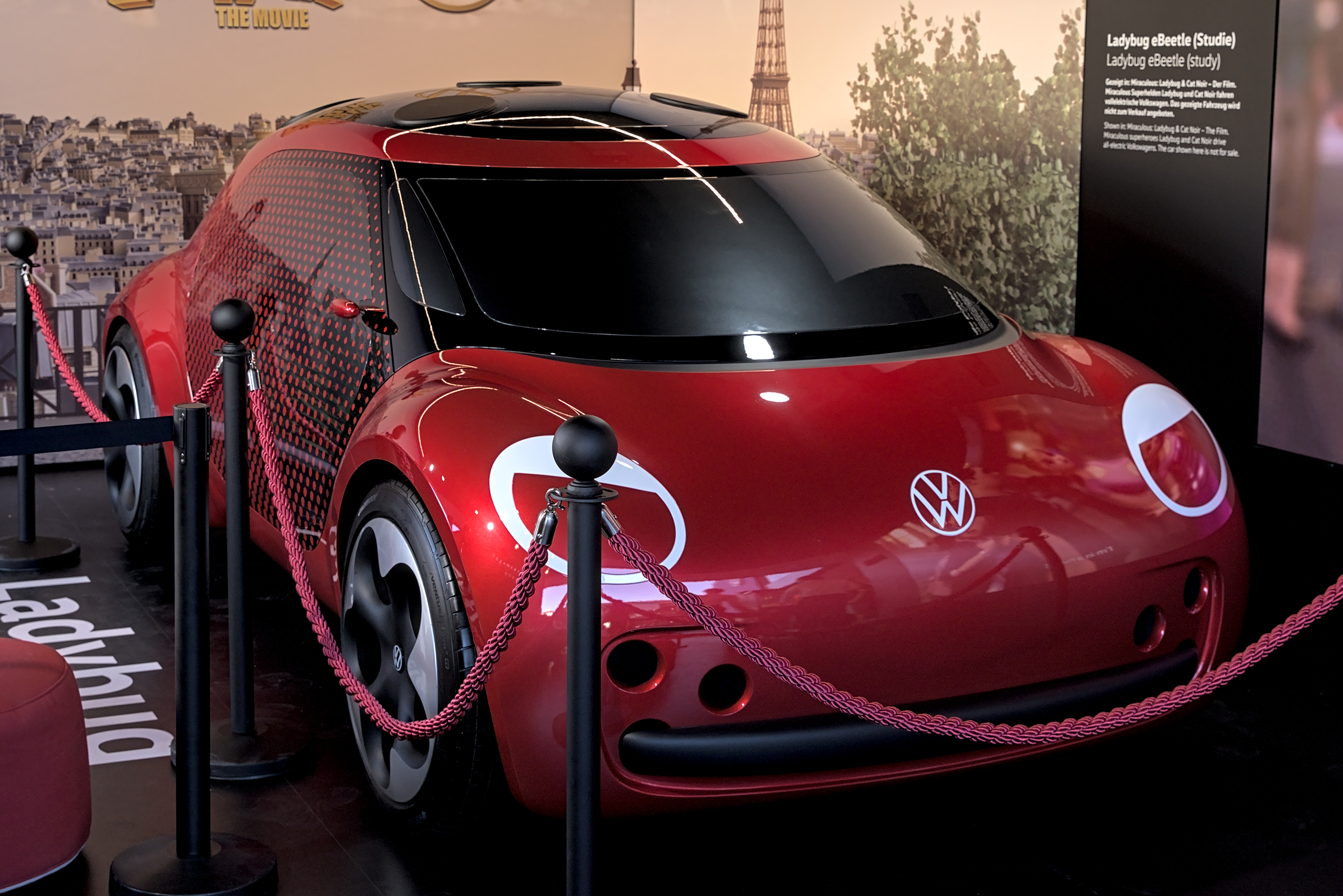
Ladybug Beetle auf der IAA 2023

Für Miraculous: Ladybug & Cat Noir – Der Film entwickelter Käfer mit Elektroantrieb.